# Rini Wulandari
Rini Wulandari (nacida el 28 de abril de 1990 en Medan, Sumatra del Norte) es una cantante pop de Indonesia. El 28 de julio de 2007, ganó la cuarta temporada del reality show de Indonesia Idol, convirtiéndose en la primera ganadora femenina. A los 17, también fue la ganadora más joven de la historia de dicho evento.

## Biogfrafía
Rini Wulandari es hija de R.Soetrisno y Sri Hartati Mardiningish. Es la más joven de cuatro hijos. Ella provenía de una familia de músicos. Su madre era un excantante que formó parte de una banda musical llamada Quintana, era un bajista cuando era joven. Rini se convirtió en una cantante principal de Quintana, siguiendo los pasos de su madre. A menudo participado en festivales de canto y muchos como otros cantantes de respaldo para artistas consagrados, entre otros, como Keith Martin. Rini se graduó de la SMA Negeri 1 Medan, en 2008.

### Lista de Indonesia actuaciones Idol
Original audition: "Cintai Aku Lagi" by Sania
| Puesto #         | Puesto #         | Puesto #         | Puesto #         | Puesto #         | Puesto #         | Puesto #         | Puesto #         | Puesto #         | Puesto #         | Puesto #         | Puesto #         | Puesto #         | Puesto #         | Puesto #         | Puesto #         | Puesto #         | Puesto #         | Puesto #         | Puesto #         | Puesto #         | Puesto #         | Puesto #         | Puesto #         | Puesto #         | Puesto #         | Puesto #         | Puesto #         | Puesto #         | Puesto #         | Puesto #         | Puesto #         | Puesto #         | Puesto #         | Puesto #         | Puesto #         | Puesto #         | Puesto #         | Puesto #         | Puesto #         | Puesto #         | Puesto #         | Puesto #         | Puesto #         | Puesto #         | Puesto #         | Puesto #         | Puesto #         | Puesto #         | Puesto #         | Puesto #         | Puesto #         | Puesto #         | Puesto #         | Puesto #         | Puesto #         | Puesto #         | Puesto #         | Puesto #         | Puesto #         | Puesto #         | Puesto #         | Puesto #         | Puesto #         | Puesto #         | Puesto #         | Puesto #         | Puesto #         | Puesto #         | Puesto #         | Puesto #         | Puesto #         | Puesto #         | Puesto #         | Puesto #         | Puesto #         | Puesto #         | Puesto #         | Puesto #         | Puesto #         | Puesto #         | Puesto #         | Puesto #         | Puesto #         | Puesto #         | Puesto #         | Puesto #         | Puesto #         | Puesto #         | Puesto #         | Puesto #         | Puesto #         | Puesto #         | Puesto #         | Puesto #         | Puesto #         | Puesto #         | Puesto #         | Puesto #         | Puesto #         | Canción de elección                                | Canción de elección                                | Canción de elección                                | Canción de elección                                | Canción de elección                                | Canción de elección                                | Canción de elección                                | Canción de elección                                | Canción de elección                                | Canción de elección                                | Canción de elección                                | Canción de elección                                | Canción de elección                                | Canción de elección                                | Canción de elección                                | Canción de elección                                | Canción de elección                                | Canción de elección                                | Canción de elección                                | Canción de elección                                | Canción de elección                                | Canción de elección                                | Canción de elección                                | Canción de elección                                | Canción de elección                                | Canción de elección                                | Canción de elección                                | Canción de elección                                | Canción de elección                                | Canción de elección                                | Canción de elección                                | Canción de elección                                | Canción de elección                                | Canción de elección                                | Canción de elección                                | Canción de elección                                | Canción de elección                                | Canción de elección                                | Canción de elección                                | Canción de elección                                | Canción de elección                                | Canción de elección                                | Canción de elección                                | Canción de elección                                | Canción de elección                                | Canción de elección                                | Canción de elección                                | Canción de elección                                | Canción de elección                                | Canción de elección                                | Canción de elección                                | Canción de elección                                | Canción de elección                                | Canción de elección                                | Canción de elección                                | Canción de elección                                | Canción de elección                                | Canción de elección                                | Canción de elección                                | Canción de elección                                | Canción de elección                                | Canción de elección                                | Canción de elección                                | Canción de elección                                | Canción de elección                                | Canción de elección                                | Canción de elección                                | Canción de elección                                | Canción de elección                                | Canción de elección                                | Canción de elección                                | Canción de elección                                | Canción de elección                                | Canción de elección                                | Canción de elección                                | Canción de elección                                | Canción de elección                                | Canción de elección                                | Canción de elección                                | Canción de elección                                | Canción de elección                                | Canción de elección                                | Canción de elección                                | Canción de elección                                | Canción de elección                                | Canción de elección                                | Canción de elección                                | Canción de elección                                | Canción de elección                                | Canción de elección                                | Canción de elección                                | Canción de elección                                | Canción de elección                                | Canción de elección                                | Canción de elección                                | Canción de elección                                | Canción de elección                                | Canción de elección                                | Canción de elección                                | Canción de elección                                | Artista Original                       | Artista Original                       | Artista Original                       | Artista Original                       | Artista Original                       | Artista Original                       | Artista Original                       | Artista Original                       | Artista Original                       | Artista Original                       | Artista Original                       | Artista Original                       | Artista Original                       | Artista Original                       | Artista Original                       | Artista Original                       | Artista Original                       | Artista Original                       | Artista Original                       | Artista Original                       | Artista Original                       | Artista Original                       | Artista Original                       | Artista Original                       | Artista Original                       | Artista Original                       | Artista Original                       | Artista Original                       | Artista Original                       | Artista Original                       | Artista Original                       | Artista Original                       | Artista Original                       | Artista Original                       | Artista Original                       | Artista Original                       | Artista Original                       | Artista Original                       | Artista Original                       | Artista Original                       | Artista Original                       | Artista Original                       | Artista Original                       | Artista Original                       | Artista Original                       | Artista Original                       | Artista Original                       | Artista Original                       | Artista Original                       | Artista Original                       | Artista Original                       | Artista Original                       | Artista Original                       | Artista Original                       | Artista Original                       | Artista Original                       | Artista Original                       | Artista Original                       | Artista Original                       | Artista Original                       | Artista Original                       | Artista Original                       | Artista Original                       | Artista Original                       | Artista Original                       | Artista Original                       | Artista Original                       | Artista Original                       | Artista Original                       | Artista Original                       | Artista Original                       | Artista Original                       | Artista Original                       | Artista Original                       | Artista Original                       | Artista Original                       | Artista Original                       | Artista Original                       | Artista Original                       | Artista Original                       | Artista Original                       | Artista Original                       | Artista Original                       | Artista Original                       | Artista Original                       | Artista Original                       | Artista Original                       | Artista Original                       | Artista Original                       | Artista Original                       | Artista Original                       | Artista Original                       | Artista Original                       | Artista Original                       | Artista Original                       | Artista Original                       | Artista Original                       | Artista Original                       | Artista Original                       | Artista Original                       | Tema                                       | Tema                                       | Tema                                       | Tema                                       | Tema                                       | Tema                                       | Tema                                       | Tema                                       | Tema                                       | Tema                                       | Tema                                       | Tema                                       | Tema                                       | Tema                                       | Tema                                       | Tema                                       | Tema                                       | Tema                                       | Tema                                       | Tema                                       | Tema                                       | Tema                                       | Tema                                       | Tema                                       | Tema                                       | Tema                                       | Tema                                       | Tema                                       | Tema                                       | Tema                                       | Tema                                       | Tema                                       | Tema                                       | Tema                                       | Tema                                       | Tema                                       | Tema                                       | Tema                                       | Tema                                       | Tema                                       | Tema                                       | Tema                                       | Tema                                       | Tema                                       | Tema                                       | Tema                                       | Tema                                       | Tema                                       | Tema                                       | Tema                                       | Tema                                       | Tema                                       | Tema                                       | Tema                                       | Tema                                       | Tema                                       | Tema                                       | Tema                                       | Tema                                       | Tema                                       | Tema                                       | Tema                                       | Tema                                       | Tema                                       | Tema                                       | Tema                                       | Tema                                       | Tema                                       | Tema                                       | Tema                                       | Tema                                       | Tema                                       | Tema                                       | Tema                                       | Tema                                       | Tema                                       | Tema                                       | Tema                                       | Tema                                       | Tema                                       | Tema                                       | Tema                                       | Tema                                       | Tema                                       | Tema                                       | Tema                                       | Tema                                       | Tema                                       | Tema                                       | Tema                                       | Tema                                       | Tema                                       | Tema                                       | Tema                                       | Tema                                       | Tema                                       | Tema                                       | Tema                                       | Tema                                       | Tema                                       | Resultado                      | Resultado                      | Resultado                      | Resultado                      | Resultado                      | Resultado                      | Resultado                      | Resultado                      | Resultado                      | Resultado                      | Resultado                      | Resultado                      | Resultado                      | Resultado                      | Resultado                      | Resultado                      | Resultado                      | Resultado                      | Resultado                      | Resultado                      | Resultado                      | Resultado                      | Resultado                      | Resultado                      | Resultado                      | Resultado                      | Resultado                      | Resultado                      | Resultado                      | Resultado                      | Resultado                      | Resultado                      | Resultado                      | Resultado                      | Resultado                      | Resultado                      | Resultado                      | Resultado                      | Resultado                      | Resultado                      | Resultado                      | Resultado                      | Resultado                      | Resultado                      | Resultado                      | Resultado                      | Resultado                      | Resultado                      | Resultado                      | Resultado                      | Resultado                      | Resultado                      | Resultado                      | Resultado                      | Resultado                      | Resultado                      | Resultado                      | Resultado                      | Resultado                      | Resultado                      | Resultado                      | Resultado                      | Resultado                      | Resultado                      | Resultado                      | Resultado                      | Resultado                      | Resultado                      | Resultado                      | Resultado                      | Resultado                      | Resultado                      | Resultado                      | Resultado                      | Resultado                      | Resultado                      | Resultado                      | Resultado                      | Resultado                      | Resultado                      | Resultado                      | Resultado                      | Resultado                      | Resultado                      | Resultado                      | Resultado                      | Resultado                      | Resultado                      | Resultado                      | Resultado                      | Resultado                      | Resultado                      | Resultado                      | Resultado                      | Resultado                      | Resultado                      | Resultado                      | Resultado                      | Resultado                      | Resultado                      |
| 1st Workshop     | 1st Workshop     | 1st Workshop     | 1st Workshop     | 1st Workshop     | 1st Workshop     | 1st Workshop     | 1st Workshop     | 1st Workshop     | 1st Workshop     | 1st Workshop     | 1st Workshop     | 1st Workshop     | 1st Workshop     | 1st Workshop     | 1st Workshop     | 1st Workshop     | 1st Workshop     | 1st Workshop     | 1st Workshop     | 1st Workshop     | 1st Workshop     | 1st Workshop     | 1st Workshop     | 1st Workshop     | 1st Workshop     | 1st Workshop     | 1st Workshop     | 1st Workshop     | 1st Workshop     | 1st Workshop     | 1st Workshop     | 1st Workshop     | 1st Workshop     | 1st Workshop     | 1st Workshop     | 1st Workshop     | 1st Workshop     | 1st Workshop     | 1st Workshop     | 1st Workshop     | 1st Workshop     | 1st Workshop     | 1st Workshop     | 1st Workshop     | 1st Workshop     | 1st Workshop     | 1st Workshop     | 1st Workshop     | 1st Workshop     | 1st Workshop     | 1st Workshop     | 1st Workshop     | 1st Workshop     | 1st Workshop     | 1st Workshop     | 1st Workshop     | 1st Workshop     | 1st Workshop     | 1st Workshop     | 1st Workshop     | 1st Workshop     | 1st Workshop     | 1st Workshop     | 1st Workshop     | 1st Workshop     | 1st Workshop     | 1st Workshop     | 1st Workshop     | 1st Workshop     | 1st Workshop     | 1st Workshop     | 1st Workshop     | 1st Workshop     | 1st Workshop     | 1st Workshop     | 1st Workshop     | 1st Workshop     | 1st Workshop     | 1st Workshop     | 1st Workshop     | 1st Workshop     | 1st Workshop     | 1st Workshop     | 1st Workshop     | 1st Workshop     | 1st Workshop     | 1st Workshop     | 1st Workshop     | 1st Workshop     | 1st Workshop     | 1st Workshop     | 1st Workshop     | 1st Workshop     | 1st Workshop     | 1st Workshop     | 1st Workshop     | 1st Workshop     | 1st Workshop     | 1st Workshop     | "Cintai Aku Lagi"                                  | "Cintai Aku Lagi"                                  | "Cintai Aku Lagi"                                  | "Cintai Aku Lagi"                                  | "Cintai Aku Lagi"                                  | "Cintai Aku Lagi"                                  | "Cintai Aku Lagi"                                  | "Cintai Aku Lagi"                                  | "Cintai Aku Lagi"                                  | "Cintai Aku Lagi"                                  | "Cintai Aku Lagi"                                  | "Cintai Aku Lagi"                                  | "Cintai Aku Lagi"                                  | "Cintai Aku Lagi"                                  | "Cintai Aku Lagi"                                  | "Cintai Aku Lagi"                                  | "Cintai Aku Lagi"                                  | "Cintai Aku Lagi"                                  | "Cintai Aku Lagi"                                  | "Cintai Aku Lagi"                                  | "Cintai Aku Lagi"                                  | "Cintai Aku Lagi"                                  | "Cintai Aku Lagi"                                  | "Cintai Aku Lagi"                                  | "Cintai Aku Lagi"                                  | "Cintai Aku Lagi"                                  | "Cintai Aku Lagi"                                  | "Cintai Aku Lagi"                                  | "Cintai Aku Lagi"                                  | "Cintai Aku Lagi"                                  | "Cintai Aku Lagi"                                  | "Cintai Aku Lagi"                                  | "Cintai Aku Lagi"                                  | "Cintai Aku Lagi"                                  | "Cintai Aku Lagi"                                  | "Cintai Aku Lagi"                                  | "Cintai Aku Lagi"                                  | "Cintai Aku Lagi"                                  | "Cintai Aku Lagi"                                  | "Cintai Aku Lagi"                                  | "Cintai Aku Lagi"                                  | "Cintai Aku Lagi"                                  | "Cintai Aku Lagi"                                  | "Cintai Aku Lagi"                                  | "Cintai Aku Lagi"                                  | "Cintai Aku Lagi"                                  | "Cintai Aku Lagi"                                  | "Cintai Aku Lagi"                                  | "Cintai Aku Lagi"                                  | "Cintai Aku Lagi"                                  | "Cintai Aku Lagi"                                  | "Cintai Aku Lagi"                                  | "Cintai Aku Lagi"                                  | "Cintai Aku Lagi"                                  | "Cintai Aku Lagi"                                  | "Cintai Aku Lagi"                                  | "Cintai Aku Lagi"                                  | "Cintai Aku Lagi"                                  | "Cintai Aku Lagi"                                  | "Cintai Aku Lagi"                                  | "Cintai Aku Lagi"                                  | "Cintai Aku Lagi"                                  | "Cintai Aku Lagi"                                  | "Cintai Aku Lagi"                                  | "Cintai Aku Lagi"                                  | "Cintai Aku Lagi"                                  | "Cintai Aku Lagi"                                  | "Cintai Aku Lagi"                                  | "Cintai Aku Lagi"                                  | "Cintai Aku Lagi"                                  | "Cintai Aku Lagi"                                  | "Cintai Aku Lagi"                                  | "Cintai Aku Lagi"                                  | "Cintai Aku Lagi"                                  | "Cintai Aku Lagi"                                  | "Cintai Aku Lagi"                                  | "Cintai Aku Lagi"                                  | "Cintai Aku Lagi"                                  | "Cintai Aku Lagi"                                  | "Cintai Aku Lagi"                                  | "Cintai Aku Lagi"                                  | "Cintai Aku Lagi"                                  | "Cintai Aku Lagi"                                  | "Cintai Aku Lagi"                                  | "Cintai Aku Lagi"                                  | "Cintai Aku Lagi"                                  | "Cintai Aku Lagi"                                  | "Cintai Aku Lagi"                                  | "Cintai Aku Lagi"                                  | "Cintai Aku Lagi"                                  | "Cintai Aku Lagi"                                  | "Cintai Aku Lagi"                                  | "Cintai Aku Lagi"                                  | "Cintai Aku Lagi"                                  | "Cintai Aku Lagi"                                  | "Cintai Aku Lagi"                                  | "Cintai Aku Lagi"                                  | "Cintai Aku Lagi"                                  | "Cintai Aku Lagi"                                  | "Cintai Aku Lagi"                                  | Sania                                  | Sania                                  | Sania                                  | Sania                                  | Sania                                  | Sania                                  | Sania                                  | Sania                                  | Sania                                  | Sania                                  | Sania                                  | Sania                                  | Sania                                  | Sania                                  | Sania                                  | Sania                                  | Sania                                  | Sania                                  | Sania                                  | Sania                                  | Sania                                  | Sania                                  | Sania                                  | Sania                                  | Sania                                  | Sania                                  | Sania                                  | Sania                                  | Sania                                  | Sania                                  | Sania                                  | Sania                                  | Sania                                  | Sania                                  | Sania                                  | Sania                                  | Sania                                  | Sania                                  | Sania                                  | Sania                                  | Sania                                  | Sania                                  | Sania                                  | Sania                                  | Sania                                  | Sania                                  | Sania                                  | Sania                                  | Sania                                  | Sania                                  | Sania                                  | Sania                                  | Sania                                  | Sania                                  | Sania                                  | Sania                                  | Sania                                  | Sania                                  | Sania                                  | Sania                                  | Sania                                  | Sania                                  | Sania                                  | Sania                                  | Sania                                  | Sania                                  | Sania                                  | Sania                                  | Sania                                  | Sania                                  | Sania                                  | Sania                                  | Sania                                  | Sania                                  | Sania                                  | Sania                                  | Sania                                  | Sania                                  | Sania                                  | Sania                                  | Sania                                  | Sania                                  | Sania                                  | Sania                                  | Sania                                  | Sania                                  | Sania                                  | Sania                                  | Sania                                  | Sania                                  | Sania                                  | Sania                                  | Sania                                  | Sania                                  | Sania                                  | Sania                                  | Sania                                  | Sania                                  | Sania                                  | Sania                                  | Personal Choice                            | Personal Choice                            | Personal Choice                            | Personal Choice                            | Personal Choice                            | Personal Choice                            | Personal Choice                            | Personal Choice                            | Personal Choice                            | Personal Choice                            | Personal Choice                            | Personal Choice                            | Personal Choice                            | Personal Choice                            | Personal Choice                            | Personal Choice                            | Personal Choice                            | Personal Choice                            | Personal Choice                            | Personal Choice                            | Personal Choice                            | Personal Choice                            | Personal Choice                            | Personal Choice                            | Personal Choice                            | Personal Choice                            | Personal Choice                            | Personal Choice                            | Personal Choice                            | Personal Choice                            | Personal Choice                            | Personal Choice                            | Personal Choice                            | Personal Choice                            | Personal Choice                            | Personal Choice                            | Personal Choice                            | Personal Choice                            | Personal Choice                            | Personal Choice                            | Personal Choice                            | Personal Choice                            | Personal Choice                            | Personal Choice                            | Personal Choice                            | Personal Choice                            | Personal Choice                            | Personal Choice                            | Personal Choice                            | Personal Choice                            | Personal Choice                            | Personal Choice                            | Personal Choice                            | Personal Choice                            | Personal Choice                            | Personal Choice                            | Personal Choice                            | Personal Choice                            | Personal Choice                            | Personal Choice                            | Personal Choice                            | Personal Choice                            | Personal Choice                            | Personal Choice                            | Personal Choice                            | Personal Choice                            | Personal Choice                            | Personal Choice                            | Personal Choice                            | Personal Choice                            | Personal Choice                            | Personal Choice                            | Personal Choice                            | Personal Choice                            | Personal Choice                            | Personal Choice                            | Personal Choice                            | Personal Choice                            | Personal Choice                            | Personal Choice                            | Personal Choice                            | Personal Choice                            | Personal Choice                            | Personal Choice                            | Personal Choice                            | Personal Choice                            | Personal Choice                            | Personal Choice                            | Personal Choice                            | Personal Choice                            | Personal Choice                            | Personal Choice                            | Personal Choice                            | Personal Choice                            | Personal Choice                            | Personal Choice                            | Personal Choice                            | Personal Choice                            | Personal Choice                            | Personal Choice                            | Safe                           | Safe                           | Safe                           | Safe                           | Safe                           | Safe                           | Safe                           | Safe                           | Safe                           | Safe                           | Safe                           | Safe                           | Safe                           | Safe                           | Safe                           | Safe                           | Safe                           | Safe                           | Safe                           | Safe                           | Safe                           | Safe                           | Safe                           | Safe                           | Safe                           | Safe                           | Safe                           | Safe                           | Safe                           | Safe                           | Safe                           | Safe                           | Safe                           | Safe                           | Safe                           | Safe                           | Safe                           | Safe                           | Safe                           | Safe                           | Safe                           | Safe                           | Safe                           | Safe                           | Safe                           | Safe                           | Safe                           | Safe                           | Safe                           | Safe                           | Safe                           | Safe                           | Safe                           | Safe                           | Safe                           | Safe                           | Safe                           | Safe                           | Safe                           | Safe                           | Safe                           | Safe                           | Safe                           | Safe                           | Safe                           | Safe                           | Safe                           | Safe                           | Safe                           | Safe                           | Safe                           | Safe                           | Safe                           | Safe                           | Safe                           | Safe                           | Safe                           | Safe                           | Safe                           | Safe                           | Safe                           | Safe                           | Safe                           | Safe                           | Safe                           | Safe                           | Safe                           | Safe                           | Safe                           | Safe                           | Safe                           | Safe                           | Safe                           | Safe                           | Safe                           | Safe                           | Safe                           | Safe                           | Safe                           | Safe                           |
| 2nd Workshop     | 2nd Workshop     | 2nd Workshop     | 2nd Workshop     | 2nd Workshop     | 2nd Workshop     | 2nd Workshop     | 2nd Workshop     | 2nd Workshop     | 2nd Workshop     | 2nd Workshop     | 2nd Workshop     | 2nd Workshop     | 2nd Workshop     | 2nd Workshop     | 2nd Workshop     | 2nd Workshop     | 2nd Workshop     | 2nd Workshop     | 2nd Workshop     | 2nd Workshop     | 2nd Workshop     | 2nd Workshop     | 2nd Workshop     | 2nd Workshop     | 2nd Workshop     | 2nd Workshop     | 2nd Workshop     | 2nd Workshop     | 2nd Workshop     | 2nd Workshop     | 2nd Workshop     | 2nd Workshop     | 2nd Workshop     | 2nd Workshop     | 2nd Workshop     | 2nd Workshop     | 2nd Workshop     | 2nd Workshop     | 2nd Workshop     | 2nd Workshop     | 2nd Workshop     | 2nd Workshop     | 2nd Workshop     | 2nd Workshop     | 2nd Workshop     | 2nd Workshop     | 2nd Workshop     | 2nd Workshop     | 2nd Workshop     | 2nd Workshop     | 2nd Workshop     | 2nd Workshop     | 2nd Workshop     | 2nd Workshop     | 2nd Workshop     | 2nd Workshop     | 2nd Workshop     | 2nd Workshop     | 2nd Workshop     | 2nd Workshop     | 2nd Workshop     | 2nd Workshop     | 2nd Workshop     | 2nd Workshop     | 2nd Workshop     | 2nd Workshop     | 2nd Workshop     | 2nd Workshop     | 2nd Workshop     | 2nd Workshop     | 2nd Workshop     | 2nd Workshop     | 2nd Workshop     | 2nd Workshop     | 2nd Workshop     | 2nd Workshop     | 2nd Workshop     | 2nd Workshop     | 2nd Workshop     | 2nd Workshop     | 2nd Workshop     | 2nd Workshop     | 2nd Workshop     | 2nd Workshop     | 2nd Workshop     | 2nd Workshop     | 2nd Workshop     | 2nd Workshop     | 2nd Workshop     | 2nd Workshop     | 2nd Workshop     | 2nd Workshop     | 2nd Workshop     | 2nd Workshop     | 2nd Workshop     | 2nd Workshop     | 2nd Workshop     | 2nd Workshop     | 2nd Workshop     | "Kuakui"                                           | "Kuakui"                                           | "Kuakui"                                           | "Kuakui"                                           | "Kuakui"                                           | "Kuakui"                                           | "Kuakui"                                           | "Kuakui"                                           | "Kuakui"                                           | "Kuakui"                                           | "Kuakui"                                           | "Kuakui"                                           | "Kuakui"                                           | "Kuakui"                                           | "Kuakui"                                           | "Kuakui"                                           | "Kuakui"                                           | "Kuakui"                                           | "Kuakui"                                           | "Kuakui"                                           | "Kuakui"                                           | "Kuakui"                                           | "Kuakui"                                           | "Kuakui"                                           | "Kuakui"                                           | "Kuakui"                                           | "Kuakui"                                           | "Kuakui"                                           | "Kuakui"                                           | "Kuakui"                                           | "Kuakui"                                           | "Kuakui"                                           | "Kuakui"                                           | "Kuakui"                                           | "Kuakui"                                           | "Kuakui"                                           | "Kuakui"                                           | "Kuakui"                                           | "Kuakui"                                           | "Kuakui"                                           | "Kuakui"                                           | "Kuakui"                                           | "Kuakui"                                           | "Kuakui"                                           | "Kuakui"                                           | "Kuakui"                                           | "Kuakui"                                           | "Kuakui"                                           | "Kuakui"                                           | "Kuakui"                                           | "Kuakui"                                           | "Kuakui"                                           | "Kuakui"                                           | "Kuakui"                                           | "Kuakui"                                           | "Kuakui"                                           | "Kuakui"                                           | "Kuakui"                                           | "Kuakui"                                           | "Kuakui"                                           | "Kuakui"                                           | "Kuakui"                                           | "Kuakui"                                           | "Kuakui"                                           | "Kuakui"                                           | "Kuakui"                                           | "Kuakui"                                           | "Kuakui"                                           | "Kuakui"                                           | "Kuakui"                                           | "Kuakui"                                           | "Kuakui"                                           | "Kuakui"                                           | "Kuakui"                                           | "Kuakui"                                           | "Kuakui"                                           | "Kuakui"                                           | "Kuakui"                                           | "Kuakui"                                           | "Kuakui"                                           | "Kuakui"                                           | "Kuakui"                                           | "Kuakui"                                           | "Kuakui"                                           | "Kuakui"                                           | "Kuakui"                                           | "Kuakui"                                           | "Kuakui"                                           | "Kuakui"                                           | "Kuakui"                                           | "Kuakui"                                           | "Kuakui"                                           | "Kuakui"                                           | "Kuakui"                                           | "Kuakui"                                           | "Kuakui"                                           | "Kuakui"                                           | "Kuakui"                                           | "Kuakui"                                           | "Kuakui"                                           | Dewi Sandra                            | Dewi Sandra                            | Dewi Sandra                            | Dewi Sandra                            | Dewi Sandra                            | Dewi Sandra                            | Dewi Sandra                            | Dewi Sandra                            | Dewi Sandra                            | Dewi Sandra                            | Dewi Sandra                            | Dewi Sandra                            | Dewi Sandra                            | Dewi Sandra                            | Dewi Sandra                            | Dewi Sandra                            | Dewi Sandra                            | Dewi Sandra                            | Dewi Sandra                            | Dewi Sandra                            | Dewi Sandra                            | Dewi Sandra                            | Dewi Sandra                            | Dewi Sandra                            | Dewi Sandra                            | Dewi Sandra                            | Dewi Sandra                            | Dewi Sandra                            | Dewi Sandra                            | Dewi Sandra                            | Dewi Sandra                            | Dewi Sandra                            | Dewi Sandra                            | Dewi Sandra                            | Dewi Sandra                            | Dewi Sandra                            | Dewi Sandra                            | Dewi Sandra                            | Dewi Sandra                            | Dewi Sandra                            | Dewi Sandra                            | Dewi Sandra                            | Dewi Sandra                            | Dewi Sandra                            | Dewi Sandra                            | Dewi Sandra                            | Dewi Sandra                            | Dewi Sandra                            | Dewi Sandra                            | Dewi Sandra                            | Dewi Sandra                            | Dewi Sandra                            | Dewi Sandra                            | Dewi Sandra                            | Dewi Sandra                            | Dewi Sandra                            | Dewi Sandra                            | Dewi Sandra                            | Dewi Sandra                            | Dewi Sandra                            | Dewi Sandra                            | Dewi Sandra                            | Dewi Sandra                            | Dewi Sandra                            | Dewi Sandra                            | Dewi Sandra                            | Dewi Sandra                            | Dewi Sandra                            | Dewi Sandra                            | Dewi Sandra                            | Dewi Sandra                            | Dewi Sandra                            | Dewi Sandra                            | Dewi Sandra                            | Dewi Sandra                            | Dewi Sandra                            | Dewi Sandra                            | Dewi Sandra                            | Dewi Sandra                            | Dewi Sandra                            | Dewi Sandra                            | Dewi Sandra                            | Dewi Sandra                            | Dewi Sandra                            | Dewi Sandra                            | Dewi Sandra                            | Dewi Sandra                            | Dewi Sandra                            | Dewi Sandra                            | Dewi Sandra                            | Dewi Sandra                            | Dewi Sandra                            | Dewi Sandra                            | Dewi Sandra                            | Dewi Sandra                            | Dewi Sandra                            | Dewi Sandra                            | Dewi Sandra                            | Dewi Sandra                            | Dewi Sandra                            | Personal Choice                            | Personal Choice                            | Personal Choice                            | Personal Choice                            | Personal Choice                            | Personal Choice                            | Personal Choice                            | Personal Choice                            | Personal Choice                            | Personal Choice                            | Personal Choice                            | Personal Choice                            | Personal Choice                            | Personal Choice                            | Personal Choice                            | Personal Choice                            | Personal Choice                            | Personal Choice                            | Personal Choice                            | Personal Choice                            | Personal Choice                            | Personal Choice                            | Personal Choice                            | Personal Choice                            | Personal Choice                            | Personal Choice                            | Personal Choice                            | Personal Choice                            | Personal Choice                            | Personal Choice                            | Personal Choice                            | Personal Choice                            | Personal Choice                            | Personal Choice                            | Personal Choice                            | Personal Choice                            | Personal Choice                            | Personal Choice                            | Personal Choice                            | Personal Choice                            | Personal Choice                            | Personal Choice                            | Personal Choice                            | Personal Choice                            | Personal Choice                            | Personal Choice                            | Personal Choice                            | Personal Choice                            | Personal Choice                            | Personal Choice                            | Personal Choice                            | Personal Choice                            | Personal Choice                            | Personal Choice                            | Personal Choice                            | Personal Choice                            | Personal Choice                            | Personal Choice                            | Personal Choice                            | Personal Choice                            | Personal Choice                            | Personal Choice                            | Personal Choice                            | Personal Choice                            | Personal Choice                            | Personal Choice                            | Personal Choice                            | Personal Choice                            | Personal Choice                            | Personal Choice                            | Personal Choice                            | Personal Choice                            | Personal Choice                            | Personal Choice                            | Personal Choice                            | Personal Choice                            | Personal Choice                            | Personal Choice                            | Personal Choice                            | Personal Choice                            | Personal Choice                            | Personal Choice                            | Personal Choice                            | Personal Choice                            | Personal Choice                            | Personal Choice                            | Personal Choice                            | Personal Choice                            | Personal Choice                            | Personal Choice                            | Personal Choice                            | Personal Choice                            | Personal Choice                            | Personal Choice                            | Personal Choice                            | Personal Choice                            | Personal Choice                            | Personal Choice                            | Personal Choice                            | Personal Choice                            | Safe                           | Safe                           | Safe                           | Safe                           | Safe                           | Safe                           | Safe                           | Safe                           | Safe                           | Safe                           | Safe                           | Safe                           | Safe                           | Safe                           | Safe                           | Safe                           | Safe                           | Safe                           | Safe                           | Safe                           | Safe                           | Safe                           | Safe                           | Safe                           | Safe                           | Safe                           | Safe                           | Safe                           | Safe                           | Safe                           | Safe                           | Safe                           | Safe                           | Safe                           | Safe                           | Safe                           | Safe                           | Safe                           | Safe                           | Safe                           | Safe                           | Safe                           | Safe                           | Safe                           | Safe                           | Safe                           | Safe                           | Safe                           | Safe                           | Safe                           | Safe                           | Safe                           | Safe                           | Safe                           | Safe                           | Safe                           | Safe                           | Safe                           | Safe                           | Safe                           | Safe                           | Safe                           | Safe                           | Safe                           | Safe                           | Safe                           | Safe                           | Safe                           | Safe                           | Safe                           | Safe                           | Safe                           | Safe                           | Safe                           | Safe                           | Safe                           | Safe                           | Safe                           | Safe                           | Safe                           | Safe                           | Safe                           | Safe                           | Safe                           | Safe                           | Safe                           | Safe                           | Safe                           | Safe                           | Safe                           | Safe                           | Safe                           | Safe                           | Safe                           | Safe                           | Safe                           | Safe                           | Safe                           | Safe                           | Safe                           |
| 3rd Workshop     | 3rd Workshop     | 3rd Workshop     | 3rd Workshop     | 3rd Workshop     | 3rd Workshop     | 3rd Workshop     | 3rd Workshop     | 3rd Workshop     | 3rd Workshop     | 3rd Workshop     | 3rd Workshop     | 3rd Workshop     | 3rd Workshop     | 3rd Workshop     | 3rd Workshop     | 3rd Workshop     | 3rd Workshop     | 3rd Workshop     | 3rd Workshop     | 3rd Workshop     | 3rd Workshop     | 3rd Workshop     | 3rd Workshop     | 3rd Workshop     | 3rd Workshop     | 3rd Workshop     | 3rd Workshop     | 3rd Workshop     | 3rd Workshop     | 3rd Workshop     | 3rd Workshop     | 3rd Workshop     | 3rd Workshop     | 3rd Workshop     | 3rd Workshop     | 3rd Workshop     | 3rd Workshop     | 3rd Workshop     | 3rd Workshop     | 3rd Workshop     | 3rd Workshop     | 3rd Workshop     | 3rd Workshop     | 3rd Workshop     | 3rd Workshop     | 3rd Workshop     | 3rd Workshop     | 3rd Workshop     | 3rd Workshop     | 3rd Workshop     | 3rd Workshop     | 3rd Workshop     | 3rd Workshop     | 3rd Workshop     | 3rd Workshop     | 3rd Workshop     | 3rd Workshop     | 3rd Workshop     | 3rd Workshop     | 3rd Workshop     | 3rd Workshop     | 3rd Workshop     | 3rd Workshop     | 3rd Workshop     | 3rd Workshop     | 3rd Workshop     | 3rd Workshop     | 3rd Workshop     | 3rd Workshop     | 3rd Workshop     | 3rd Workshop     | 3rd Workshop     | 3rd Workshop     | 3rd Workshop     | 3rd Workshop     | 3rd Workshop     | 3rd Workshop     | 3rd Workshop     | 3rd Workshop     | 3rd Workshop     | 3rd Workshop     | 3rd Workshop     | 3rd Workshop     | 3rd Workshop     | 3rd Workshop     | 3rd Workshop     | 3rd Workshop     | 3rd Workshop     | 3rd Workshop     | 3rd Workshop     | 3rd Workshop     | 3rd Workshop     | 3rd Workshop     | 3rd Workshop     | 3rd Workshop     | 3rd Workshop     | 3rd Workshop     | 3rd Workshop     | 3rd Workshop     | "Percayalah"                                       | "Percayalah"                                       | "Percayalah"                                       | "Percayalah"                                       | "Percayalah"                                       | "Percayalah"                                       | "Percayalah"                                       | "Percayalah"                                       | "Percayalah"                                       | "Percayalah"                                       | "Percayalah"                                       | "Percayalah"                                       | "Percayalah"                                       | "Percayalah"                                       | "Percayalah"                                       | "Percayalah"                                       | "Percayalah"                                       | "Percayalah"                                       | "Percayalah"                                       | "Percayalah"                                       | "Percayalah"                                       | "Percayalah"                                       | "Percayalah"                                       | "Percayalah"                                       | "Percayalah"                                       | "Percayalah"                                       | "Percayalah"                                       | "Percayalah"                                       | "Percayalah"                                       | "Percayalah"                                       | "Percayalah"                                       | "Percayalah"                                       | "Percayalah"                                       | "Percayalah"                                       | "Percayalah"                                       | "Percayalah"                                       | "Percayalah"                                       | "Percayalah"                                       | "Percayalah"                                       | "Percayalah"                                       | "Percayalah"                                       | "Percayalah"                                       | "Percayalah"                                       | "Percayalah"                                       | "Percayalah"                                       | "Percayalah"                                       | "Percayalah"                                       | "Percayalah"                                       | "Percayalah"                                       | "Percayalah"                                       | "Percayalah"                                       | "Percayalah"                                       | "Percayalah"                                       | "Percayalah"                                       | "Percayalah"                                       | "Percayalah"                                       | "Percayalah"                                       | "Percayalah"                                       | "Percayalah"                                       | "Percayalah"                                       | "Percayalah"                                       | "Percayalah"                                       | "Percayalah"                                       | "Percayalah"                                       | "Percayalah"                                       | "Percayalah"                                       | "Percayalah"                                       | "Percayalah"                                       | "Percayalah"                                       | "Percayalah"                                       | "Percayalah"                                       | "Percayalah"                                       | "Percayalah"                                       | "Percayalah"                                       | "Percayalah"                                       | "Percayalah"                                       | "Percayalah"                                       | "Percayalah"                                       | "Percayalah"                                       | "Percayalah"                                       | "Percayalah"                                       | "Percayalah"                                       | "Percayalah"                                       | "Percayalah"                                       | "Percayalah"                                       | "Percayalah"                                       | "Percayalah"                                       | "Percayalah"                                       | "Percayalah"                                       | "Percayalah"                                       | "Percayalah"                                       | "Percayalah"                                       | "Percayalah"                                       | "Percayalah"                                       | "Percayalah"                                       | "Percayalah"                                       | "Percayalah"                                       | "Percayalah"                                       | "Percayalah"                                       | "Percayalah"                                       | Ecoutez                                | Ecoutez                                | Ecoutez                                | Ecoutez                                | Ecoutez                                | Ecoutez                                | Ecoutez                                | Ecoutez                                | Ecoutez                                | Ecoutez                                | Ecoutez                                | Ecoutez                                | Ecoutez                                | Ecoutez                                | Ecoutez                                | Ecoutez                                | Ecoutez                                | Ecoutez                                | Ecoutez                                | Ecoutez                                | Ecoutez                                | Ecoutez                                | Ecoutez                                | Ecoutez                                | Ecoutez                                | Ecoutez                                | Ecoutez                                | Ecoutez                                | Ecoutez                                | Ecoutez                                | Ecoutez                                | Ecoutez                                | Ecoutez                                | Ecoutez                                | Ecoutez                                | Ecoutez                                | Ecoutez                                | Ecoutez                                | Ecoutez                                | Ecoutez                                | Ecoutez                                | Ecoutez                                | Ecoutez                                | Ecoutez                                | Ecoutez                                | Ecoutez                                | Ecoutez                                | Ecoutez                                | Ecoutez                                | Ecoutez                                | Ecoutez                                | Ecoutez                                | Ecoutez                                | Ecoutez                                | Ecoutez                                | Ecoutez                                | Ecoutez                                | Ecoutez                                | Ecoutez                                | Ecoutez                                | Ecoutez                                | Ecoutez                                | Ecoutez                                | Ecoutez                                | Ecoutez                                | Ecoutez                                | Ecoutez                                | Ecoutez                                | Ecoutez                                | Ecoutez                                | Ecoutez                                | Ecoutez                                | Ecoutez                                | Ecoutez                                | Ecoutez                                | Ecoutez                                | Ecoutez                                | Ecoutez                                | Ecoutez                                | Ecoutez                                | Ecoutez                                | Ecoutez                                | Ecoutez                                | Ecoutez                                | Ecoutez                                | Ecoutez                                | Ecoutez                                | Ecoutez                                | Ecoutez                                | Ecoutez                                | Ecoutez                                | Ecoutez                                | Ecoutez                                | Ecoutez                                | Ecoutez                                | Ecoutez                                | Ecoutez                                | Ecoutez                                | Ecoutez                                | Ecoutez                                | Personal Choice                            | Personal Choice                            | Personal Choice                            | Personal Choice                            | Personal Choice                            | Personal Choice                            | Personal Choice                            | Personal Choice                            | Personal Choice                            | Personal Choice                            | Personal Choice                            | Personal Choice                            | Personal Choice                            | Personal Choice                            | Personal Choice                            | Personal Choice                            | Personal Choice                            | Personal Choice                            | Personal Choice                            | Personal Choice                            | Personal Choice                            | Personal Choice                            | Personal Choice                            | Personal Choice                            | Personal Choice                            | Personal Choice                            | Personal Choice                            | Personal Choice                            | Personal Choice                            | Personal Choice                            | Personal Choice                            | Personal Choice                            | Personal Choice                            | Personal Choice                            | Personal Choice                            | Personal Choice                            | Personal Choice                            | Personal Choice                            | Personal Choice                            | Personal Choice                            | Personal Choice                            | Personal Choice                            | Personal Choice                            | Personal Choice                            | Personal Choice                            | Personal Choice                            | Personal Choice                            | Personal Choice                            | Personal Choice                            | Personal Choice                            | Personal Choice                            | Personal Choice                            | Personal Choice                            | Personal Choice                            | Personal Choice                            | Personal Choice                            | Personal Choice                            | Personal Choice                            | Personal Choice                            | Personal Choice                            | Personal Choice                            | Personal Choice                            | Personal Choice                            | Personal Choice                            | Personal Choice                            | Personal Choice                            | Personal Choice                            | Personal Choice                            | Personal Choice                            | Personal Choice                            | Personal Choice                            | Personal Choice                            | Personal Choice                            | Personal Choice                            | Personal Choice                            | Personal Choice                            | Personal Choice                            | Personal Choice                            | Personal Choice                            | Personal Choice                            | Personal Choice                            | Personal Choice                            | Personal Choice                            | Personal Choice                            | Personal Choice                            | Personal Choice                            | Personal Choice                            | Personal Choice                            | Personal Choice                            | Personal Choice                            | Personal Choice                            | Personal Choice                            | Personal Choice                            | Personal Choice                            | Personal Choice                            | Personal Choice                            | Personal Choice                            | Personal Choice                            | Personal Choice                            | Personal Choice                            | Safe                           | Safe                           | Safe                           | Safe                           | Safe                           | Safe                           | Safe                           | Safe                           | Safe                           | Safe                           | Safe                           | Safe                           | Safe                           | Safe                           | Safe                           | Safe                           | Safe                           | Safe                           | Safe                           | Safe                           | Safe                           | Safe                           | Safe                           | Safe                           | Safe                           | Safe                           | Safe                           | Safe                           | Safe                           | Safe                           | Safe                           | Safe                           | Safe                           | Safe                           | Safe                           | Safe                           | Safe                           | Safe                           | Safe                           | Safe                           | Safe                           | Safe                           | Safe                           | Safe                           | Safe                           | Safe                           | Safe                           | Safe                           | Safe                           | Safe                           | Safe                           | Safe                           | Safe                           | Safe                           | Safe                           | Safe                           | Safe                           | Safe                           | Safe                           | Safe                           | Safe                           | Safe                           | Safe                           | Safe                           | Safe                           | Safe                           | Safe                           | Safe                           | Safe                           | Safe                           | Safe                           | Safe                           | Safe                           | Safe                           | Safe                           | Safe                           | Safe                           | Safe                           | Safe                           | Safe                           | Safe                           | Safe                           | Safe                           | Safe                           | Safe                           | Safe                           | Safe                           | Safe                           | Safe                           | Safe                           | Safe                           | Safe                           | Safe                           | Safe                           | Safe                           | Safe                           | Safe                           | Safe                           | Safe                           | Safe                           |
| Pre Gala Show    | Pre Gala Show    | Pre Gala Show    | Pre Gala Show    | Pre Gala Show    | Pre Gala Show    | Pre Gala Show    | Pre Gala Show    | Pre Gala Show    | Pre Gala Show    | Pre Gala Show    | Pre Gala Show    | Pre Gala Show    | Pre Gala Show    | Pre Gala Show    | Pre Gala Show    | Pre Gala Show    | Pre Gala Show    | Pre Gala Show    | Pre Gala Show    | Pre Gala Show    | Pre Gala Show    | Pre Gala Show    | Pre Gala Show    | Pre Gala Show    | Pre Gala Show    | Pre Gala Show    | Pre Gala Show    | Pre Gala Show    | Pre Gala Show    | Pre Gala Show    | Pre Gala Show    | Pre Gala Show    | Pre Gala Show    | Pre Gala Show    | Pre Gala Show    | Pre Gala Show    | Pre Gala Show    | Pre Gala Show    | Pre Gala Show    | Pre Gala Show    | Pre Gala Show    | Pre Gala Show    | Pre Gala Show    | Pre Gala Show    | Pre Gala Show    | Pre Gala Show    | Pre Gala Show    | Pre Gala Show    | Pre Gala Show    | Pre Gala Show    | Pre Gala Show    | Pre Gala Show    | Pre Gala Show    | Pre Gala Show    | Pre Gala Show    | Pre Gala Show    | Pre Gala Show    | Pre Gala Show    | Pre Gala Show    | Pre Gala Show    | Pre Gala Show    | Pre Gala Show    | Pre Gala Show    | Pre Gala Show    | Pre Gala Show    | Pre Gala Show    | Pre Gala Show    | Pre Gala Show    | Pre Gala Show    | Pre Gala Show    | Pre Gala Show    | Pre Gala Show    | Pre Gala Show    | Pre Gala Show    | Pre Gala Show    | Pre Gala Show    | Pre Gala Show    | Pre Gala Show    | Pre Gala Show    | Pre Gala Show    | Pre Gala Show    | Pre Gala Show    | Pre Gala Show    | Pre Gala Show    | Pre Gala Show    | Pre Gala Show    | Pre Gala Show    | Pre Gala Show    | Pre Gala Show    | Pre Gala Show    | Pre Gala Show    | Pre Gala Show    | Pre Gala Show    | Pre Gala Show    | Pre Gala Show    | Pre Gala Show    | Pre Gala Show    | Pre Gala Show    | Pre Gala Show    | "Reflection"                                       | "Reflection"                                       | "Reflection"                                       | "Reflection"                                       | "Reflection"                                       | "Reflection"                                       | "Reflection"                                       | "Reflection"                                       | "Reflection"                                       | "Reflection"                                       | "Reflection"                                       | "Reflection"                                       | "Reflection"                                       | "Reflection"                                       | "Reflection"                                       | "Reflection"                                       | "Reflection"                                       | "Reflection"                                       | "Reflection"                                       | "Reflection"                                       | "Reflection"                                       | "Reflection"                                       | "Reflection"                                       | "Reflection"                                       | "Reflection"                                       | "Reflection"                                       | "Reflection"                                       | "Reflection"                                       | "Reflection"                                       | "Reflection"                                       | "Reflection"                                       | "Reflection"                                       | "Reflection"                                       | "Reflection"                                       | "Reflection"                                       | "Reflection"                                       | "Reflection"                                       | "Reflection"                                       | "Reflection"                                       | "Reflection"                                       | "Reflection"                                       | "Reflection"                                       | "Reflection"                                       | "Reflection"                                       | "Reflection"                                       | "Reflection"                                       | "Reflection"                                       | "Reflection"                                       | "Reflection"                                       | "Reflection"                                       | "Reflection"                                       | "Reflection"                                       | "Reflection"                                       | "Reflection"                                       | "Reflection"                                       | "Reflection"                                       | "Reflection"                                       | "Reflection"                                       | "Reflection"                                       | "Reflection"                                       | "Reflection"                                       | "Reflection"                                       | "Reflection"                                       | "Reflection"                                       | "Reflection"                                       | "Reflection"                                       | "Reflection"                                       | "Reflection"                                       | "Reflection"                                       | "Reflection"                                       | "Reflection"                                       | "Reflection"                                       | "Reflection"                                       | "Reflection"                                       | "Reflection"                                       | "Reflection"                                       | "Reflection"                                       | "Reflection"                                       | "Reflection"                                       | "Reflection"                                       | "Reflection"                                       | "Reflection"                                       | "Reflection"                                       | "Reflection"                                       | "Reflection"                                       | "Reflection"                                       | "Reflection"                                       | "Reflection"                                       | "Reflection"                                       | "Reflection"                                       | "Reflection"                                       | "Reflection"                                       | "Reflection"                                       | "Reflection"                                       | "Reflection"                                       | "Reflection"                                       | "Reflection"                                       | "Reflection"                                       | "Reflection"                                       | "Reflection"                                       | Christina Aguilera                     | Christina Aguilera                     | Christina Aguilera                     | Christina Aguilera                     | Christina Aguilera                     | Christina Aguilera                     | Christina Aguilera                     | Christina Aguilera                     | Christina Aguilera                     | Christina Aguilera                     | Christina Aguilera                     | Christina Aguilera                     | Christina Aguilera                     | Christina Aguilera                     | Christina Aguilera                     | Christina Aguilera                     | Christina Aguilera                     | Christina Aguilera                     | Christina Aguilera                     | Christina Aguilera                     | Christina Aguilera                     | Christina Aguilera                     | Christina Aguilera                     | Christina Aguilera                     | Christina Aguilera                     | Christina Aguilera                     | Christina Aguilera                     | Christina Aguilera                     | Christina Aguilera                     | Christina Aguilera                     | Christina Aguilera                     | Christina Aguilera                     | Christina Aguilera                     | Christina Aguilera                     | Christina Aguilera                     | Christina Aguilera                     | Christina Aguilera                     | Christina Aguilera                     | Christina Aguilera                     | Christina Aguilera                     | Christina Aguilera                     | Christina Aguilera                     | Christina Aguilera                     | Christina Aguilera                     | Christina Aguilera                     | Christina Aguilera                     | Christina Aguilera                     | Christina Aguilera                     | Christina Aguilera                     | Christina Aguilera                     | Christina Aguilera                     | Christina Aguilera                     | Christina Aguilera                     | Christina Aguilera                     | Christina Aguilera                     | Christina Aguilera                     | Christina Aguilera                     | Christina Aguilera                     | Christina Aguilera                     | Christina Aguilera                     | Christina Aguilera                     | Christina Aguilera                     | Christina Aguilera                     | Christina Aguilera                     | Christina Aguilera                     | Christina Aguilera                     | Christina Aguilera                     | Christina Aguilera                     | Christina Aguilera                     | Christina Aguilera                     | Christina Aguilera                     | Christina Aguilera                     | Christina Aguilera                     | Christina Aguilera                     | Christina Aguilera                     | Christina Aguilera                     | Christina Aguilera                     | Christina Aguilera                     | Christina Aguilera                     | Christina Aguilera                     | Christina Aguilera                     | Christina Aguilera                     | Christina Aguilera                     | Christina Aguilera                     | Christina Aguilera                     | Christina Aguilera                     | Christina Aguilera                     | Christina Aguilera                     | Christina Aguilera                     | Christina Aguilera                     | Christina Aguilera                     | Christina Aguilera                     | Christina Aguilera                     | Christina Aguilera                     | Christina Aguilera                     | Christina Aguilera                     | Christina Aguilera                     | Christina Aguilera                     | Christina Aguilera                     | Christina Aguilera                     | Personal Choice                            | Personal Choice                            | Personal Choice                            | Personal Choice                            | Personal Choice                            | Personal Choice                            | Personal Choice                            | Personal Choice                            | Personal Choice                            | Personal Choice                            | Personal Choice                            | Personal Choice                            | Personal Choice                            | Personal Choice                            | Personal Choice                            | Personal Choice                            | Personal Choice                            | Personal Choice                            | Personal Choice                            | Personal Choice                            | Personal Choice                            | Personal Choice                            | Personal Choice                            | Personal Choice                            | Personal Choice                            | Personal Choice                            | Personal Choice                            | Personal Choice                            | Personal Choice                            | Personal Choice                            | Personal Choice                            | Personal Choice                            | Personal Choice                            | Personal Choice                            | Personal Choice                            | Personal Choice                            | Personal Choice                            | Personal Choice                            | Personal Choice                            | Personal Choice                            | Personal Choice                            | Personal Choice                            | Personal Choice                            | Personal Choice                            | Personal Choice                            | Personal Choice                            | Personal Choice                            | Personal Choice                            | Personal Choice                            | Personal Choice                            | Personal Choice                            | Personal Choice                            | Personal Choice                            | Personal Choice                            | Personal Choice                            | Personal Choice                            | Personal Choice                            | Personal Choice                            | Personal Choice                            | Personal Choice                            | Personal Choice                            | Personal Choice                            | Personal Choice                            | Personal Choice                            | Personal Choice                            | Personal Choice                            | Personal Choice                            | Personal Choice                            | Personal Choice                            | Personal Choice                            | Personal Choice                            | Personal Choice                            | Personal Choice                            | Personal Choice                            | Personal Choice                            | Personal Choice                            | Personal Choice                            | Personal Choice                            | Personal Choice                            | Personal Choice                            | Personal Choice                            | Personal Choice                            | Personal Choice                            | Personal Choice                            | Personal Choice                            | Personal Choice                            | Personal Choice                            | Personal Choice                            | Personal Choice                            | Personal Choice                            | Personal Choice                            | Personal Choice                            | Personal Choice                            | Personal Choice                            | Personal Choice                            | Personal Choice                            | Personal Choice                            | Personal Choice                            | Personal Choice                            | Personal Choice                            | Selected to Spectacular Rounds | Selected to Spectacular Rounds | Selected to Spectacular Rounds | Selected to Spectacular Rounds | Selected to Spectacular Rounds | Selected to Spectacular Rounds | Selected to Spectacular Rounds | Selected to Spectacular Rounds | Selected to Spectacular Rounds | Selected to Spectacular Rounds | Selected to Spectacular Rounds | Selected to Spectacular Rounds | Selected to Spectacular Rounds | Selected to Spectacular Rounds | Selected to Spectacular Rounds | Selected to Spectacular Rounds | Selected to Spectacular Rounds | Selected to Spectacular Rounds | Selected to Spectacular Rounds | Selected to Spectacular Rounds | Selected to Spectacular Rounds | Selected to Spectacular Rounds | Selected to Spectacular Rounds | Selected to Spectacular Rounds | Selected to Spectacular Rounds | Selected to Spectacular Rounds | Selected to Spectacular Rounds | Selected to Spectacular Rounds | Selected to Spectacular Rounds | Selected to Spectacular Rounds | Selected to Spectacular Rounds | Selected to Spectacular Rounds | Selected to Spectacular Rounds | Selected to Spectacular Rounds | Selected to Spectacular Rounds | Selected to Spectacular Rounds | Selected to Spectacular Rounds | Selected to Spectacular Rounds | Selected to Spectacular Rounds | Selected to Spectacular Rounds | Selected to Spectacular Rounds | Selected to Spectacular Rounds | Selected to Spectacular Rounds | Selected to Spectacular Rounds | Selected to Spectacular Rounds | Selected to Spectacular Rounds | Selected to Spectacular Rounds | Selected to Spectacular Rounds | Selected to Spectacular Rounds | Selected to Spectacular Rounds | Selected to Spectacular Rounds | Selected to Spectacular Rounds | Selected to Spectacular Rounds | Selected to Spectacular Rounds | Selected to Spectacular Rounds | Selected to Spectacular Rounds | Selected to Spectacular Rounds | Selected to Spectacular Rounds | Selected to Spectacular Rounds | Selected to Spectacular Rounds | Selected to Spectacular Rounds | Selected to Spectacular Rounds | Selected to Spectacular Rounds | Selected to Spectacular Rounds | Selected to Spectacular Rounds | Selected to Spectacular Rounds | Selected to Spectacular Rounds | Selected to Spectacular Rounds | Selected to Spectacular Rounds | Selected to Spectacular Rounds | Selected to Spectacular Rounds | Selected to Spectacular Rounds | Selected to Spectacular Rounds | Selected to Spectacular Rounds | Selected to Spectacular Rounds | Selected to Spectacular Rounds | Selected to Spectacular Rounds | Selected to Spectacular Rounds | Selected to Spectacular Rounds | Selected to Spectacular Rounds | Selected to Spectacular Rounds | Selected to Spectacular Rounds | Selected to Spectacular Rounds | Selected to Spectacular Rounds | Selected to Spectacular Rounds | Selected to Spectacular Rounds | Selected to Spectacular Rounds | Selected to Spectacular Rounds | Selected to Spectacular Rounds | Selected to Spectacular Rounds | Selected to Spectacular Rounds | Selected to Spectacular Rounds | Selected to Spectacular Rounds | Selected to Spectacular Rounds | Selected to Spectacular Rounds | Selected to Spectacular Rounds | Selected to Spectacular Rounds | Selected to Spectacular Rounds | Selected to Spectacular Rounds | Selected to Spectacular Rounds |
| Top 12           | Top 12           | Top 12           | Top 12           | Top 12           | Top 12           | Top 12           | Top 12           | Top 12           | Top 12           | Top 12           | Top 12           | Top 12           | Top 12           | Top 12           | Top 12           | Top 12           | Top 12           | Top 12           | Top 12           | Top 12           | Top 12           | Top 12           | Top 12           | Top 12           | Top 12           | Top 12           | Top 12           | Top 12           | Top 12           | Top 12           | Top 12           | Top 12           | Top 12           | Top 12           | Top 12           | Top 12           | Top 12           | Top 12           | Top 12           | Top 12           | Top 12           | Top 12           | Top 12           | Top 12           | Top 12           | Top 12           | Top 12           | Top 12           | Top 12           | Top 12           | Top 12           | Top 12           | Top 12           | Top 12           | Top 12           | Top 12           | Top 12           | Top 12           | Top 12           | Top 12           | Top 12           | Top 12           | Top 12           | Top 12           | Top 12           | Top 12           | Top 12           | Top 12           | Top 12           | Top 12           | Top 12           | Top 12           | Top 12           | Top 12           | Top 12           | Top 12           | Top 12           | Top 12           | Top 12           | Top 12           | Top 12           | Top 12           | Top 12           | Top 12           | Top 12           | Top 12           | Top 12           | Top 12           | Top 12           | Top 12           | Top 12           | Top 12           | Top 12           | Top 12           | Top 12           | Top 12           | Top 12           | Top 12           | Top 12           | "50 Tahun Lagi"                                    | "50 Tahun Lagi"                                    | "50 Tahun Lagi"                                    | "50 Tahun Lagi"                                    | "50 Tahun Lagi"                                    | "50 Tahun Lagi"                                    | "50 Tahun Lagi"                                    | "50 Tahun Lagi"                                    | "50 Tahun Lagi"                                    | "50 Tahun Lagi"                                    | "50 Tahun Lagi"                                    | "50 Tahun Lagi"                                    | "50 Tahun Lagi"                                    | "50 Tahun Lagi"                                    | "50 Tahun Lagi"                                    | "50 Tahun Lagi"                                    | "50 Tahun Lagi"                                    | "50 Tahun Lagi"                                    | "50 Tahun Lagi"                                    | "50 Tahun Lagi"                                    | "50 Tahun Lagi"                                    | "50 Tahun Lagi"                                    | "50 Tahun Lagi"                                    | "50 Tahun Lagi"                                    | "50 Tahun Lagi"                                    | "50 Tahun Lagi"                                    | "50 Tahun Lagi"                                    | "50 Tahun Lagi"                                    | "50 Tahun Lagi"                                    | "50 Tahun Lagi"                                    | "50 Tahun Lagi"                                    | "50 Tahun Lagi"                                    | "50 Tahun Lagi"                                    | "50 Tahun Lagi"                                    | "50 Tahun Lagi"                                    | "50 Tahun Lagi"                                    | "50 Tahun Lagi"                                    | "50 Tahun Lagi"                                    | "50 Tahun Lagi"                                    | "50 Tahun Lagi"                                    | "50 Tahun Lagi"                                    | "50 Tahun Lagi"                                    | "50 Tahun Lagi"                                    | "50 Tahun Lagi"                                    | "50 Tahun Lagi"                                    | "50 Tahun Lagi"                                    | "50 Tahun Lagi"                                    | "50 Tahun Lagi"                                    | "50 Tahun Lagi"                                    | "50 Tahun Lagi"                                    | "50 Tahun Lagi"                                    | "50 Tahun Lagi"                                    | "50 Tahun Lagi"                                    | "50 Tahun Lagi"                                    | "50 Tahun Lagi"                                    | "50 Tahun Lagi"                                    | "50 Tahun Lagi"                                    | "50 Tahun Lagi"                                    | "50 Tahun Lagi"                                    | "50 Tahun Lagi"                                    | "50 Tahun Lagi"                                    | "50 Tahun Lagi"                                    | "50 Tahun Lagi"                                    | "50 Tahun Lagi"                                    | "50 Tahun Lagi"                                    | "50 Tahun Lagi"                                    | "50 Tahun Lagi"                                    | "50 Tahun Lagi"                                    | "50 Tahun Lagi"                                    | "50 Tahun Lagi"                                    | "50 Tahun Lagi"                                    | "50 Tahun Lagi"                                    | "50 Tahun Lagi"                                    | "50 Tahun Lagi"                                    | "50 Tahun Lagi"                                    | "50 Tahun Lagi"                                    | "50 Tahun Lagi"                                    | "50 Tahun Lagi"                                    | "50 Tahun Lagi"                                    | "50 Tahun Lagi"                                    | "50 Tahun Lagi"                                    | "50 Tahun Lagi"                                    | "50 Tahun Lagi"                                    | "50 Tahun Lagi"                                    | "50 Tahun Lagi"                                    | "50 Tahun Lagi"                                    | "50 Tahun Lagi"                                    | "50 Tahun Lagi"                                    | "50 Tahun Lagi"                                    | "50 Tahun Lagi"                                    | "50 Tahun Lagi"                                    | "50 Tahun Lagi"                                    | "50 Tahun Lagi"                                    | "50 Tahun Lagi"                                    | "50 Tahun Lagi"                                    | "50 Tahun Lagi"                                    | "50 Tahun Lagi"                                    | "50 Tahun Lagi"                                    | "50 Tahun Lagi"                                    | "50 Tahun Lagi"                                    | Warna                                  | Warna                                  | Warna                                  | Warna                                  | Warna                                  | Warna                                  | Warna                                  | Warna                                  | Warna                                  | Warna                                  | Warna                                  | Warna                                  | Warna                                  | Warna                                  | Warna                                  | Warna                                  | Warna                                  | Warna                                  | Warna                                  | Warna                                  | Warna                                  | Warna                                  | Warna                                  | Warna                                  | Warna                                  | Warna                                  | Warna                                  | Warna                                  | Warna                                  | Warna                                  | Warna                                  | Warna                                  | Warna                                  | Warna                                  | Warna                                  | Warna                                  | Warna                                  | Warna                                  | Warna                                  | Warna                                  | Warna                                  | Warna                                  | Warna                                  | Warna                                  | Warna                                  | Warna                                  | Warna                                  | Warna                                  | Warna                                  | Warna                                  | Warna                                  | Warna                                  | Warna                                  | Warna                                  | Warna                                  | Warna                                  | Warna                                  | Warna                                  | Warna                                  | Warna                                  | Warna                                  | Warna                                  | Warna                                  | Warna                                  | Warna                                  | Warna                                  | Warna                                  | Warna                                  | Warna                                  | Warna                                  | Warna                                  | Warna                                  | Warna                                  | Warna                                  | Warna                                  | Warna                                  | Warna                                  | Warna                                  | Warna                                  | Warna                                  | Warna                                  | Warna                                  | Warna                                  | Warna                                  | Warna                                  | Warna                                  | Warna                                  | Warna                                  | Warna                                  | Warna                                  | Warna                                  | Warna                                  | Warna                                  | Warna                                  | Warna                                  | Warna                                  | Warna                                  | Warna                                  | Warna                                  | Warna                                  | Indonesian Top Hits                        | Indonesian Top Hits                        | Indonesian Top Hits                        | Indonesian Top Hits                        | Indonesian Top Hits                        | Indonesian Top Hits                        | Indonesian Top Hits                        | Indonesian Top Hits                        | Indonesian Top Hits                        | Indonesian Top Hits                        | Indonesian Top Hits                        | Indonesian Top Hits                        | Indonesian Top Hits                        | Indonesian Top Hits                        | Indonesian Top Hits                        | Indonesian Top Hits                        | Indonesian Top Hits                        | Indonesian Top Hits                        | Indonesian Top Hits                        | Indonesian Top Hits                        | Indonesian Top Hits                        | Indonesian Top Hits                        | Indonesian Top Hits                        | Indonesian Top Hits                        | Indonesian Top Hits                        | Indonesian Top Hits                        | Indonesian Top Hits                        | Indonesian Top Hits                        | Indonesian Top Hits                        | Indonesian Top Hits                        | Indonesian Top Hits                        | Indonesian Top Hits                        | Indonesian Top Hits                        | Indonesian Top Hits                        | Indonesian Top Hits                        | Indonesian Top Hits                        | Indonesian Top Hits                        | Indonesian Top Hits                        | Indonesian Top Hits                        | Indonesian Top Hits                        | Indonesian Top Hits                        | Indonesian Top Hits                        | Indonesian Top Hits                        | Indonesian Top Hits                        | Indonesian Top Hits                        | Indonesian Top Hits                        | Indonesian Top Hits                        | Indonesian Top Hits                        | Indonesian Top Hits                        | Indonesian Top Hits                        | Indonesian Top Hits                        | Indonesian Top Hits                        | Indonesian Top Hits                        | Indonesian Top Hits                        | Indonesian Top Hits                        | Indonesian Top Hits                        | Indonesian Top Hits                        | Indonesian Top Hits                        | Indonesian Top Hits                        | Indonesian Top Hits                        | Indonesian Top Hits                        | Indonesian Top Hits                        | Indonesian Top Hits                        | Indonesian Top Hits                        | Indonesian Top Hits                        | Indonesian Top Hits                        | Indonesian Top Hits                        | Indonesian Top Hits                        | Indonesian Top Hits                        | Indonesian Top Hits                        | Indonesian Top Hits                        | Indonesian Top Hits                        | Indonesian Top Hits                        | Indonesian Top Hits                        | Indonesian Top Hits                        | Indonesian Top Hits                        | Indonesian Top Hits                        | Indonesian Top Hits                        | Indonesian Top Hits                        | Indonesian Top Hits                        | Indonesian Top Hits                        | Indonesian Top Hits                        | Indonesian Top Hits                        | Indonesian Top Hits                        | Indonesian Top Hits                        | Indonesian Top Hits                        | Indonesian Top Hits                        | Indonesian Top Hits                        | Indonesian Top Hits                        | Indonesian Top Hits                        | Indonesian Top Hits                        | Indonesian Top Hits                        | Indonesian Top Hits                        | Indonesian Top Hits                        | Indonesian Top Hits                        | Indonesian Top Hits                        | Indonesian Top Hits                        | Indonesian Top Hits                        | Indonesian Top Hits                        | Indonesian Top Hits                        | Safe                           | Safe                           | Safe                           | Safe                           | Safe                           | Safe                           | Safe                           | Safe                           | Safe                           | Safe                           | Safe                           | Safe                           | Safe                           | Safe                           | Safe                           | Safe                           | Safe                           | Safe                           | Safe                           | Safe                           | Safe                           | Safe                           | Safe                           | Safe                           | Safe                           | Safe                           | Safe                           | Safe                           | Safe                           | Safe                           | Safe                           | Safe                           | Safe                           | Safe                           | Safe                           | Safe                           | Safe                           | Safe                           | Safe                           | Safe                           | Safe                           | Safe                           | Safe                           | Safe                           | Safe                           | Safe                           | Safe                           | Safe                           | Safe                           | Safe                           | Safe                           | Safe                           | Safe                           | Safe                           | Safe                           | Safe                           | Safe                           | Safe                           | Safe                           | Safe                           | Safe                           | Safe                           | Safe                           | Safe                           | Safe                           | Safe                           | Safe                           | Safe                           | Safe                           | Safe                           | Safe                           | Safe                           | Safe                           | Safe                           | Safe                           | Safe                           | Safe                           | Safe                           | Safe                           | Safe                           | Safe                           | Safe                           | Safe                           | Safe                           | Safe                           | Safe                           | Safe                           | Safe                           | Safe                           | Safe                           | Safe                           | Safe                           | Safe                           | Safe                           | Safe                           | Safe                           | Safe                           | Safe                           | Safe                           | Safe                           |
| Top 11           | Top 11           | Top 11           | Top 11           | Top 11           | Top 11           | Top 11           | Top 11           | Top 11           | Top 11           | Top 11           | Top 11           | Top 11           | Top 11           | Top 11           | Top 11           | Top 11           | Top 11           | Top 11           | Top 11           | Top 11           | Top 11           | Top 11           | Top 11           | Top 11           | Top 11           | Top 11           | Top 11           | Top 11           | Top 11           | Top 11           | Top 11           | Top 11           | Top 11           | Top 11           | Top 11           | Top 11           | Top 11           | Top 11           | Top 11           | Top 11           | Top 11           | Top 11           | Top 11           | Top 11           | Top 11           | Top 11           | Top 11           | Top 11           | Top 11           | Top 11           | Top 11           | Top 11           | Top 11           | Top 11           | Top 11           | Top 11           | Top 11           | Top 11           | Top 11           | Top 11           | Top 11           | Top 11           | Top 11           | Top 11           | Top 11           | Top 11           | Top 11           | Top 11           | Top 11           | Top 11           | Top 11           | Top 11           | Top 11           | Top 11           | Top 11           | Top 11           | Top 11           | Top 11           | Top 11           | Top 11           | Top 11           | Top 11           | Top 11           | Top 11           | Top 11           | Top 11           | Top 11           | Top 11           | Top 11           | Top 11           | Top 11           | Top 11           | Top 11           | Top 11           | Top 11           | Top 11           | Top 11           | Top 11           | Top 11           | "Antara Ada dan Tiada"                             | "Antara Ada dan Tiada"                             | "Antara Ada dan Tiada"                             | "Antara Ada dan Tiada"                             | "Antara Ada dan Tiada"                             | "Antara Ada dan Tiada"                             | "Antara Ada dan Tiada"                             | "Antara Ada dan Tiada"                             | "Antara Ada dan Tiada"                             | "Antara Ada dan Tiada"                             | "Antara Ada dan Tiada"                             | "Antara Ada dan Tiada"                             | "Antara Ada dan Tiada"                             | "Antara Ada dan Tiada"                             | "Antara Ada dan Tiada"                             | "Antara Ada dan Tiada"                             | "Antara Ada dan Tiada"                             | "Antara Ada dan Tiada"                             | "Antara Ada dan Tiada"                             | "Antara Ada dan Tiada"                             | "Antara Ada dan Tiada"                             | "Antara Ada dan Tiada"                             | "Antara Ada dan Tiada"                             | "Antara Ada dan Tiada"                             | "Antara Ada dan Tiada"                             | "Antara Ada dan Tiada"                             | "Antara Ada dan Tiada"                             | "Antara Ada dan Tiada"                             | "Antara Ada dan Tiada"                             | "Antara Ada dan Tiada"                             | "Antara Ada dan Tiada"                             | "Antara Ada dan Tiada"                             | "Antara Ada dan Tiada"                             | "Antara Ada dan Tiada"                             | "Antara Ada dan Tiada"                             | "Antara Ada dan Tiada"                             | "Antara Ada dan Tiada"                             | "Antara Ada dan Tiada"                             | "Antara Ada dan Tiada"                             | "Antara Ada dan Tiada"                             | "Antara Ada dan Tiada"                             | "Antara Ada dan Tiada"                             | "Antara Ada dan Tiada"                             | "Antara Ada dan Tiada"                             | "Antara Ada dan Tiada"                             | "Antara Ada dan Tiada"                             | "Antara Ada dan Tiada"                             | "Antara Ada dan Tiada"                             | "Antara Ada dan Tiada"                             | "Antara Ada dan Tiada"                             | "Antara Ada dan Tiada"                             | "Antara Ada dan Tiada"                             | "Antara Ada dan Tiada"                             | "Antara Ada dan Tiada"                             | "Antara Ada dan Tiada"                             | "Antara Ada dan Tiada"                             | "Antara Ada dan Tiada"                             | "Antara Ada dan Tiada"                             | "Antara Ada dan Tiada"                             | "Antara Ada dan Tiada"                             | "Antara Ada dan Tiada"                             | "Antara Ada dan Tiada"                             | "Antara Ada dan Tiada"                             | "Antara Ada dan Tiada"                             | "Antara Ada dan Tiada"                             | "Antara Ada dan Tiada"                             | "Antara Ada dan Tiada"                             | "Antara Ada dan Tiada"                             | "Antara Ada dan Tiada"                             | "Antara Ada dan Tiada"                             | "Antara Ada dan Tiada"                             | "Antara Ada dan Tiada"                             | "Antara Ada dan Tiada"                             | "Antara Ada dan Tiada"                             | "Antara Ada dan Tiada"                             | "Antara Ada dan Tiada"                             | "Antara Ada dan Tiada"                             | "Antara Ada dan Tiada"                             | "Antara Ada dan Tiada"                             | "Antara Ada dan Tiada"                             | "Antara Ada dan Tiada"                             | "Antara Ada dan Tiada"                             | "Antara Ada dan Tiada"                             | "Antara Ada dan Tiada"                             | "Antara Ada dan Tiada"                             | "Antara Ada dan Tiada"                             | "Antara Ada dan Tiada"                             | "Antara Ada dan Tiada"                             | "Antara Ada dan Tiada"                             | "Antara Ada dan Tiada"                             | "Antara Ada dan Tiada"                             | "Antara Ada dan Tiada"                             | "Antara Ada dan Tiada"                             | "Antara Ada dan Tiada"                             | "Antara Ada dan Tiada"                             | "Antara Ada dan Tiada"                             | "Antara Ada dan Tiada"                             | "Antara Ada dan Tiada"                             | "Antara Ada dan Tiada"                             | "Antara Ada dan Tiada"                             | Utopia                                 | Utopia                                 | Utopia                                 | Utopia                                 | Utopia                                 | Utopia                                 | Utopia                                 | Utopia                                 | Utopia                                 | Utopia                                 | Utopia                                 | Utopia                                 | Utopia                                 | Utopia                                 | Utopia                                 | Utopia                                 | Utopia                                 | Utopia                                 | Utopia                                 | Utopia                                 | Utopia                                 | Utopia                                 | Utopia                                 | Utopia                                 | Utopia                                 | Utopia                                 | Utopia                                 | Utopia                                 | Utopia                                 | Utopia                                 | Utopia                                 | Utopia                                 | Utopia                                 | Utopia                                 | Utopia                                 | Utopia                                 | Utopia                                 | Utopia                                 | Utopia                                 | Utopia                                 | Utopia                                 | Utopia                                 | Utopia                                 | Utopia                                 | Utopia                                 | Utopia                                 | Utopia                                 | Utopia                                 | Utopia                                 | Utopia                                 | Utopia                                 | Utopia                                 | Utopia                                 | Utopia                                 | Utopia                                 | Utopia                                 | Utopia                                 | Utopia                                 | Utopia                                 | Utopia                                 | Utopia                                 | Utopia                                 | Utopia                                 | Utopia                                 | Utopia                                 | Utopia                                 | Utopia                                 | Utopia                                 | Utopia                                 | Utopia                                 | Utopia                                 | Utopia                                 | Utopia                                 | Utopia                                 | Utopia                                 | Utopia                                 | Utopia                                 | Utopia                                 | Utopia                                 | Utopia                                 | Utopia                                 | Utopia                                 | Utopia                                 | Utopia                                 | Utopia                                 | Utopia                                 | Utopia                                 | Utopia                                 | Utopia                                 | Utopia                                 | Utopia                                 | Utopia                                 | Utopia                                 | Utopia                                 | Utopia                                 | Utopia                                 | Utopia                                 | Utopia                                 | Utopia                                 | Utopia                                 | Rock Week                                  | Rock Week                                  | Rock Week                                  | Rock Week                                  | Rock Week                                  | Rock Week                                  | Rock Week                                  | Rock Week                                  | Rock Week                                  | Rock Week                                  | Rock Week                                  | Rock Week                                  | Rock Week                                  | Rock Week                                  | Rock Week                                  | Rock Week                                  | Rock Week                                  | Rock Week                                  | Rock Week                                  | Rock Week                                  | Rock Week                                  | Rock Week                                  | Rock Week                                  | Rock Week                                  | Rock Week                                  | Rock Week                                  | Rock Week                                  | Rock Week                                  | Rock Week                                  | Rock Week                                  | Rock Week                                  | Rock Week                                  | Rock Week                                  | Rock Week                                  | Rock Week                                  | Rock Week                                  | Rock Week                                  | Rock Week                                  | Rock Week                                  | Rock Week                                  | Rock Week                                  | Rock Week                                  | Rock Week                                  | Rock Week                                  | Rock Week                                  | Rock Week                                  | Rock Week                                  | Rock Week                                  | Rock Week                                  | Rock Week                                  | Rock Week                                  | Rock Week                                  | Rock Week                                  | Rock Week                                  | Rock Week                                  | Rock Week                                  | Rock Week                                  | Rock Week                                  | Rock Week                                  | Rock Week                                  | Rock Week                                  | Rock Week                                  | Rock Week                                  | Rock Week                                  | Rock Week                                  | Rock Week                                  | Rock Week                                  | Rock Week                                  | Rock Week                                  | Rock Week                                  | Rock Week                                  | Rock Week                                  | Rock Week                                  | Rock Week                                  | Rock Week                                  | Rock Week                                  | Rock Week                                  | Rock Week                                  | Rock Week                                  | Rock Week                                  | Rock Week                                  | Rock Week                                  | Rock Week                                  | Rock Week                                  | Rock Week                                  | Rock Week                                  | Rock Week                                  | Rock Week                                  | Rock Week                                  | Rock Week                                  | Rock Week                                  | Rock Week                                  | Rock Week                                  | Rock Week                                  | Rock Week                                  | Rock Week                                  | Rock Week                                  | Rock Week                                  | Rock Week                                  | Rock Week                                  | Safe                           | Safe                           | Safe                           | Safe                           | Safe                           | Safe                           | Safe                           | Safe                           | Safe                           | Safe                           | Safe                           | Safe                           | Safe                           | Safe                           | Safe                           | Safe                           | Safe                           | Safe                           | Safe                           | Safe                           | Safe                           | Safe                           | Safe                           | Safe                           | Safe                           | Safe                           | Safe                           | Safe                           | Safe                           | Safe                           | Safe                           | Safe                           | Safe                           | Safe                           | Safe                           | Safe                           | Safe                           | Safe                           | Safe                           | Safe                           | Safe                           | Safe                           | Safe                           | Safe                           | Safe                           | Safe                           | Safe                           | Safe                           | Safe                           | Safe                           | Safe                           | Safe                           | Safe                           | Safe                           | Safe                           | Safe                           | Safe                           | Safe                           | Safe                           | Safe                           | Safe                           | Safe                           | Safe                           | Safe                           | Safe                           | Safe                           | Safe                           | Safe                           | Safe                           | Safe                           | Safe                           | Safe                           | Safe                           | Safe                           | Safe                           | Safe                           | Safe                           | Safe                           | Safe                           | Safe                           | Safe                           | Safe                           | Safe                           | Safe                           | Safe                           | Safe                           | Safe                           | Safe                           | Safe                           | Safe                           | Safe                           | Safe                           | Safe                           | Safe                           | Safe                           | Safe                           | Safe                           | Safe                           | Safe                           | Safe                           |
| Top 10           | Top 10           | Top 10           | Top 10           | Top 10           | Top 10           | Top 10           | Top 10           | Top 10           | Top 10           | Top 10           | Top 10           | Top 10           | Top 10           | Top 10           | Top 10           | Top 10           | Top 10           | Top 10           | Top 10           | Top 10           | Top 10           | Top 10           | Top 10           | Top 10           | Top 10           | Top 10           | Top 10           | Top 10           | Top 10           | Top 10           | Top 10           | Top 10           | Top 10           | Top 10           | Top 10           | Top 10           | Top 10           | Top 10           | Top 10           | Top 10           | Top 10           | Top 10           | Top 10           | Top 10           | Top 10           | Top 10           | Top 10           | Top 10           | Top 10           | Top 10           | Top 10           | Top 10           | Top 10           | Top 10           | Top 10           | Top 10           | Top 10           | Top 10           | Top 10           | Top 10           | Top 10           | Top 10           | Top 10           | Top 10           | Top 10           | Top 10           | Top 10           | Top 10           | Top 10           | Top 10           | Top 10           | Top 10           | Top 10           | Top 10           | Top 10           | Top 10           | Top 10           | Top 10           | Top 10           | Top 10           | Top 10           | Top 10           | Top 10           | Top 10           | Top 10           | Top 10           | Top 10           | Top 10           | Top 10           | Top 10           | Top 10           | Top 10           | Top 10           | Top 10           | Top 10           | Top 10           | Top 10           | Top 10           | Top 10           | "Because You Loved Me"                             | "Because You Loved Me"                             | "Because You Loved Me"                             | "Because You Loved Me"                             | "Because You Loved Me"                             | "Because You Loved Me"                             | "Because You Loved Me"                             | "Because You Loved Me"                             | "Because You Loved Me"                             | "Because You Loved Me"                             | "Because You Loved Me"                             | "Because You Loved Me"                             | "Because You Loved Me"                             | "Because You Loved Me"                             | "Because You Loved Me"                             | "Because You Loved Me"                             | "Because You Loved Me"                             | "Because You Loved Me"                             | "Because You Loved Me"                             | "Because You Loved Me"                             | "Because You Loved Me"                             | "Because You Loved Me"                             | "Because You Loved Me"                             | "Because You Loved Me"                             | "Because You Loved Me"                             | "Because You Loved Me"                             | "Because You Loved Me"                             | "Because You Loved Me"                             | "Because You Loved Me"                             | "Because You Loved Me"                             | "Because You Loved Me"                             | "Because You Loved Me"                             | "Because You Loved Me"                             | "Because You Loved Me"                             | "Because You Loved Me"                             | "Because You Loved Me"                             | "Because You Loved Me"                             | "Because You Loved Me"                             | "Because You Loved Me"                             | "Because You Loved Me"                             | "Because You Loved Me"                             | "Because You Loved Me"                             | "Because You Loved Me"                             | "Because You Loved Me"                             | "Because You Loved Me"                             | "Because You Loved Me"                             | "Because You Loved Me"                             | "Because You Loved Me"                             | "Because You Loved Me"                             | "Because You Loved Me"                             | "Because You Loved Me"                             | "Because You Loved Me"                             | "Because You Loved Me"                             | "Because You Loved Me"                             | "Because You Loved Me"                             | "Because You Loved Me"                             | "Because You Loved Me"                             | "Because You Loved Me"                             | "Because You Loved Me"                             | "Because You Loved Me"                             | "Because You Loved Me"                             | "Because You Loved Me"                             | "Because You Loved Me"                             | "Because You Loved Me"                             | "Because You Loved Me"                             | "Because You Loved Me"                             | "Because You Loved Me"                             | "Because You Loved Me"                             | "Because You Loved Me"                             | "Because You Loved Me"                             | "Because You Loved Me"                             | "Because You Loved Me"                             | "Because You Loved Me"                             | "Because You Loved Me"                             | "Because You Loved Me"                             | "Because You Loved Me"                             | "Because You Loved Me"                             | "Because You Loved Me"                             | "Because You Loved Me"                             | "Because You Loved Me"                             | "Because You Loved Me"                             | "Because You Loved Me"                             | "Because You Loved Me"                             | "Because You Loved Me"                             | "Because You Loved Me"                             | "Because You Loved Me"                             | "Because You Loved Me"                             | "Because You Loved Me"                             | "Because You Loved Me"                             | "Because You Loved Me"                             | "Because You Loved Me"                             | "Because You Loved Me"                             | "Because You Loved Me"                             | "Because You Loved Me"                             | "Because You Loved Me"                             | "Because You Loved Me"                             | "Because You Loved Me"                             | "Because You Loved Me"                             | "Because You Loved Me"                             | "Because You Loved Me"                             | Celine Dion                            | Celine Dion                            | Celine Dion                            | Celine Dion                            | Celine Dion                            | Celine Dion                            | Celine Dion                            | Celine Dion                            | Celine Dion                            | Celine Dion                            | Celine Dion                            | Celine Dion                            | Celine Dion                            | Celine Dion                            | Celine Dion                            | Celine Dion                            | Celine Dion                            | Celine Dion                            | Celine Dion                            | Celine Dion                            | Celine Dion                            | Celine Dion                            | Celine Dion                            | Celine Dion                            | Celine Dion                            | Celine Dion                            | Celine Dion                            | Celine Dion                            | Celine Dion                            | Celine Dion                            | Celine Dion                            | Celine Dion                            | Celine Dion                            | Celine Dion                            | Celine Dion                            | Celine Dion                            | Celine Dion                            | Celine Dion                            | Celine Dion                            | Celine Dion                            | Celine Dion                            | Celine Dion                            | Celine Dion                            | Celine Dion                            | Celine Dion                            | Celine Dion                            | Celine Dion                            | Celine Dion                            | Celine Dion                            | Celine Dion                            | Celine Dion                            | Celine Dion                            | Celine Dion                            | Celine Dion                            | Celine Dion                            | Celine Dion                            | Celine Dion                            | Celine Dion                            | Celine Dion                            | Celine Dion                            | Celine Dion                            | Celine Dion                            | Celine Dion                            | Celine Dion                            | Celine Dion                            | Celine Dion                            | Celine Dion                            | Celine Dion                            | Celine Dion                            | Celine Dion                            | Celine Dion                            | Celine Dion                            | Celine Dion                            | Celine Dion                            | Celine Dion                            | Celine Dion                            | Celine Dion                            | Celine Dion                            | Celine Dion                            | Celine Dion                            | Celine Dion                            | Celine Dion                            | Celine Dion                            | Celine Dion                            | Celine Dion                            | Celine Dion                            | Celine Dion                            | Celine Dion                            | Celine Dion                            | Celine Dion                            | Celine Dion                            | Celine Dion                            | Celine Dion                            | Celine Dion                            | Celine Dion                            | Celine Dion                            | Celine Dion                            | Celine Dion                            | Celine Dion                            | Celine Dion                            | Voice of The Heart                         | Voice of The Heart                         | Voice of The Heart                         | Voice of The Heart                         | Voice of The Heart                         | Voice of The Heart                         | Voice of The Heart                         | Voice of The Heart                         | Voice of The Heart                         | Voice of The Heart                         | Voice of The Heart                         | Voice of The Heart                         | Voice of The Heart                         | Voice of The Heart                         | Voice of The Heart                         | Voice of The Heart                         | Voice of The Heart                         | Voice of The Heart                         | Voice of The Heart                         | Voice of The Heart                         | Voice of The Heart                         | Voice of The Heart                         | Voice of The Heart                         | Voice of The Heart                         | Voice of The Heart                         | Voice of The Heart                         | Voice of The Heart                         | Voice of The Heart                         | Voice of The Heart                         | Voice of The Heart                         | Voice of The Heart                         | Voice of The Heart                         | Voice of The Heart                         | Voice of The Heart                         | Voice of The Heart                         | Voice of The Heart                         | Voice of The Heart                         | Voice of The Heart                         | Voice of The Heart                         | Voice of The Heart                         | Voice of The Heart                         | Voice of The Heart                         | Voice of The Heart                         | Voice of The Heart                         | Voice of The Heart                         | Voice of The Heart                         | Voice of The Heart                         | Voice of The Heart                         | Voice of The Heart                         | Voice of The Heart                         | Voice of The Heart                         | Voice of The Heart                         | Voice of The Heart                         | Voice of The Heart                         | Voice of The Heart                         | Voice of The Heart                         | Voice of The Heart                         | Voice of The Heart                         | Voice of The Heart                         | Voice of The Heart                         | Voice of The Heart                         | Voice of The Heart                         | Voice of The Heart                         | Voice of The Heart                         | Voice of The Heart                         | Voice of The Heart                         | Voice of The Heart                         | Voice of The Heart                         | Voice of The Heart                         | Voice of The Heart                         | Voice of The Heart                         | Voice of The Heart                         | Voice of The Heart                         | Voice of The Heart                         | Voice of The Heart                         | Voice of The Heart                         | Voice of The Heart                         | Voice of The Heart                         | Voice of The Heart                         | Voice of The Heart                         | Voice of The Heart                         | Voice of The Heart                         | Voice of The Heart                         | Voice of The Heart                         | Voice of The Heart                         | Voice of The Heart                         | Voice of The Heart                         | Voice of The Heart                         | Voice of The Heart                         | Voice of The Heart                         | Voice of The Heart                         | Voice of The Heart                         | Voice of The Heart                         | Voice of The Heart                         | Voice of The Heart                         | Voice of The Heart                         | Voice of The Heart                         | Voice of The Heart                         | Voice of The Heart                         | Voice of The Heart                         | Safe                           | Safe                           | Safe                           | Safe                           | Safe                           | Safe                           | Safe                           | Safe                           | Safe                           | Safe                           | Safe                           | Safe                           | Safe                           | Safe                           | Safe                           | Safe                           | Safe                           | Safe                           | Safe                           | Safe                           | Safe                           | Safe                           | Safe                           | Safe                           | Safe                           | Safe                           | Safe                           | Safe                           | Safe                           | Safe                           | Safe                           | Safe                           | Safe                           | Safe                           | Safe                           | Safe                           | Safe                           | Safe                           | Safe                           | Safe                           | Safe                           | Safe                           | Safe                           | Safe                           | Safe                           | Safe                           | Safe                           | Safe                           | Safe                           | Safe                           | Safe                           | Safe                           | Safe                           | Safe                           | Safe                           | Safe                           | Safe                           | Safe                           | Safe                           | Safe                           | Safe                           | Safe                           | Safe                           | Safe                           | Safe                           | Safe                           | Safe                           | Safe                           | Safe                           | Safe                           | Safe                           | Safe                           | Safe                           | Safe                           | Safe                           | Safe                           | Safe                           | Safe                           | Safe                           | Safe                           | Safe                           | Safe                           | Safe                           | Safe                           | Safe                           | Safe                           | Safe                           | Safe                           | Safe                           | Safe                           | Safe                           | Safe                           | Safe                           | Safe                           | Safe                           | Safe                           | Safe                           | Safe                           | Safe                           | Safe                           |
| Top 9            | Top 9            | Top 9            | Top 9            | Top 9            | Top 9            | Top 9            | Top 9            | Top 9            | Top 9            | Top 9            | Top 9            | Top 9            | Top 9            | Top 9            | Top 9            | Top 9            | Top 9            | Top 9            | Top 9            | Top 9            | Top 9            | Top 9            | Top 9            | Top 9            | Top 9            | Top 9            | Top 9            | Top 9            | Top 9            | Top 9            | Top 9            | Top 9            | Top 9            | Top 9            | Top 9            | Top 9            | Top 9            | Top 9            | Top 9            | Top 9            | Top 9            | Top 9            | Top 9            | Top 9            | Top 9            | Top 9            | Top 9            | Top 9            | Top 9            | Top 9            | Top 9            | Top 9            | Top 9            | Top 9            | Top 9            | Top 9            | Top 9            | Top 9            | Top 9            | Top 9            | Top 9            | Top 9            | Top 9            | Top 9            | Top 9            | Top 9            | Top 9            | Top 9            | Top 9            | Top 9            | Top 9            | Top 9            | Top 9            | Top 9            | Top 9            | Top 9            | Top 9            | Top 9            | Top 9            | Top 9            | Top 9            | Top 9            | Top 9            | Top 9            | Top 9            | Top 9            | Top 9            | Top 9            | Top 9            | Top 9            | Top 9            | Top 9            | Top 9            | Top 9            | Top 9            | Top 9            | Top 9            | Top 9            | Top 9            | "Jera"                                             | "Jera"                                             | "Jera"                                             | "Jera"                                             | "Jera"                                             | "Jera"                                             | "Jera"                                             | "Jera"                                             | "Jera"                                             | "Jera"                                             | "Jera"                                             | "Jera"                                             | "Jera"                                             | "Jera"                                             | "Jera"                                             | "Jera"                                             | "Jera"                                             | "Jera"                                             | "Jera"                                             | "Jera"                                             | "Jera"                                             | "Jera"                                             | "Jera"                                             | "Jera"                                             | "Jera"                                             | "Jera"                                             | "Jera"                                             | "Jera"                                             | "Jera"                                             | "Jera"                                             | "Jera"                                             | "Jera"                                             | "Jera"                                             | "Jera"                                             | "Jera"                                             | "Jera"                                             | "Jera"                                             | "Jera"                                             | "Jera"                                             | "Jera"                                             | "Jera"                                             | "Jera"                                             | "Jera"                                             | "Jera"                                             | "Jera"                                             | "Jera"                                             | "Jera"                                             | "Jera"                                             | "Jera"                                             | "Jera"                                             | "Jera"                                             | "Jera"                                             | "Jera"                                             | "Jera"                                             | "Jera"                                             | "Jera"                                             | "Jera"                                             | "Jera"                                             | "Jera"                                             | "Jera"                                             | "Jera"                                             | "Jera"                                             | "Jera"                                             | "Jera"                                             | "Jera"                                             | "Jera"                                             | "Jera"                                             | "Jera"                                             | "Jera"                                             | "Jera"                                             | "Jera"                                             | "Jera"                                             | "Jera"                                             | "Jera"                                             | "Jera"                                             | "Jera"                                             | "Jera"                                             | "Jera"                                             | "Jera"                                             | "Jera"                                             | "Jera"                                             | "Jera"                                             | "Jera"                                             | "Jera"                                             | "Jera"                                             | "Jera"                                             | "Jera"                                             | "Jera"                                             | "Jera"                                             | "Jera"                                             | "Jera"                                             | "Jera"                                             | "Jera"                                             | "Jera"                                             | "Jera"                                             | "Jera"                                             | "Jera"                                             | "Jera"                                             | "Jera"                                             | "Jera"                                             | Agnes Monica                           | Agnes Monica                           | Agnes Monica                           | Agnes Monica                           | Agnes Monica                           | Agnes Monica                           | Agnes Monica                           | Agnes Monica                           | Agnes Monica                           | Agnes Monica                           | Agnes Monica                           | Agnes Monica                           | Agnes Monica                           | Agnes Monica                           | Agnes Monica                           | Agnes Monica                           | Agnes Monica                           | Agnes Monica                           | Agnes Monica                           | Agnes Monica                           | Agnes Monica                           | Agnes Monica                           | Agnes Monica                           | Agnes Monica                           | Agnes Monica                           | Agnes Monica                           | Agnes Monica                           | Agnes Monica                           | Agnes Monica                           | Agnes Monica                           | Agnes Monica                           | Agnes Monica                           | Agnes Monica                           | Agnes Monica                           | Agnes Monica                           | Agnes Monica                           | Agnes Monica                           | Agnes Monica                           | Agnes Monica                           | Agnes Monica                           | Agnes Monica                           | Agnes Monica                           | Agnes Monica                           | Agnes Monica                           | Agnes Monica                           | Agnes Monica                           | Agnes Monica                           | Agnes Monica                           | Agnes Monica                           | Agnes Monica                           | Agnes Monica                           | Agnes Monica                           | Agnes Monica                           | Agnes Monica                           | Agnes Monica                           | Agnes Monica                           | Agnes Monica                           | Agnes Monica                           | Agnes Monica                           | Agnes Monica                           | Agnes Monica                           | Agnes Monica                           | Agnes Monica                           | Agnes Monica                           | Agnes Monica                           | Agnes Monica                           | Agnes Monica                           | Agnes Monica                           | Agnes Monica                           | Agnes Monica                           | Agnes Monica                           | Agnes Monica                           | Agnes Monica                           | Agnes Monica                           | Agnes Monica                           | Agnes Monica                           | Agnes Monica                           | Agnes Monica                           | Agnes Monica                           | Agnes Monica                           | Agnes Monica                           | Agnes Monica                           | Agnes Monica                           | Agnes Monica                           | Agnes Monica                           | Agnes Monica                           | Agnes Monica                           | Agnes Monica                           | Agnes Monica                           | Agnes Monica                           | Agnes Monica                           | Agnes Monica                           | Agnes Monica                           | Agnes Monica                           | Agnes Monica                           | Agnes Monica                           | Agnes Monica                           | Agnes Monica                           | Agnes Monica                           | Agnes Monica                           | Dedication                                 | Dedication                                 | Dedication                                 | Dedication                                 | Dedication                                 | Dedication                                 | Dedication                                 | Dedication                                 | Dedication                                 | Dedication                                 | Dedication                                 | Dedication                                 | Dedication                                 | Dedication                                 | Dedication                                 | Dedication                                 | Dedication                                 | Dedication                                 | Dedication                                 | Dedication                                 | Dedication                                 | Dedication                                 | Dedication                                 | Dedication                                 | Dedication                                 | Dedication                                 | Dedication                                 | Dedication                                 | Dedication                                 | Dedication                                 | Dedication                                 | Dedication                                 | Dedication                                 | Dedication                                 | Dedication                                 | Dedication                                 | Dedication                                 | Dedication                                 | Dedication                                 | Dedication                                 | Dedication                                 | Dedication                                 | Dedication                                 | Dedication                                 | Dedication                                 | Dedication                                 | Dedication                                 | Dedication                                 | Dedication                                 | Dedication                                 | Dedication                                 | Dedication                                 | Dedication                                 | Dedication                                 | Dedication                                 | Dedication                                 | Dedication                                 | Dedication                                 | Dedication                                 | Dedication                                 | Dedication                                 | Dedication                                 | Dedication                                 | Dedication                                 | Dedication                                 | Dedication                                 | Dedication                                 | Dedication                                 | Dedication                                 | Dedication                                 | Dedication                                 | Dedication                                 | Dedication                                 | Dedication                                 | Dedication                                 | Dedication                                 | Dedication                                 | Dedication                                 | Dedication                                 | Dedication                                 | Dedication                                 | Dedication                                 | Dedication                                 | Dedication                                 | Dedication                                 | Dedication                                 | Dedication                                 | Dedication                                 | Dedication                                 | Dedication                                 | Dedication                                 | Dedication                                 | Dedication                                 | Dedication                                 | Dedication                                 | Dedication                                 | Dedication                                 | Dedication                                 | Dedication                                 | Dedication                                 | Safe                           | Safe                           | Safe                           | Safe                           | Safe                           | Safe                           | Safe                           | Safe                           | Safe                           | Safe                           | Safe                           | Safe                           | Safe                           | Safe                           | Safe                           | Safe                           | Safe                           | Safe                           | Safe                           | Safe                           | Safe                           | Safe                           | Safe                           | Safe                           | Safe                           | Safe                           | Safe                           | Safe                           | Safe                           | Safe                           | Safe                           | Safe                           | Safe                           | Safe                           | Safe                           | Safe                           | Safe                           | Safe                           | Safe                           | Safe                           | Safe                           | Safe                           | Safe                           | Safe                           | Safe                           | Safe                           | Safe                           | Safe                           | Safe                           | Safe                           | Safe                           | Safe                           | Safe                           | Safe                           | Safe                           | Safe                           | Safe                           | Safe                           | Safe                           | Safe                           | Safe                           | Safe                           | Safe                           | Safe                           | Safe                           | Safe                           | Safe                           | Safe                           | Safe                           | Safe                           | Safe                           | Safe                           | Safe                           | Safe                           | Safe                           | Safe                           | Safe                           | Safe                           | Safe                           | Safe                           | Safe                           | Safe                           | Safe                           | Safe                           | Safe                           | Safe                           | Safe                           | Safe                           | Safe                           | Safe                           | Safe                           | Safe                           | Safe                           | Safe                           | Safe                           | Safe                           | Safe                           | Safe                           | Safe                           | Safe                           |
| Top 8            | Top 8            | Top 8            | Top 8            | Top 8            | Top 8            | Top 8            | Top 8            | Top 8            | Top 8            | Top 8            | Top 8            | Top 8            | Top 8            | Top 8            | Top 8            | Top 8            | Top 8            | Top 8            | Top 8            | Top 8            | Top 8            | Top 8            | Top 8            | Top 8            | Top 8            | Top 8            | Top 8            | Top 8            | Top 8            | Top 8            | Top 8            | Top 8            | Top 8            | Top 8            | Top 8            | Top 8            | Top 8            | Top 8            | Top 8            | Top 8            | Top 8            | Top 8            | Top 8            | Top 8            | Top 8            | Top 8            | Top 8            | Top 8            | Top 8            | Top 8            | Top 8            | Top 8            | Top 8            | Top 8            | Top 8            | Top 8            | Top 8            | Top 8            | Top 8            | Top 8            | Top 8            | Top 8            | Top 8            | Top 8            | Top 8            | Top 8            | Top 8            | Top 8            | Top 8            | Top 8            | Top 8            | Top 8            | Top 8            | Top 8            | Top 8            | Top 8            | Top 8            | Top 8            | Top 8            | Top 8            | Top 8            | Top 8            | Top 8            | Top 8            | Top 8            | Top 8            | Top 8            | Top 8            | Top 8            | Top 8            | Top 8            | Top 8            | Top 8            | Top 8            | Top 8            | Top 8            | Top 8            | Top 8            | Top 8            | "I Love You"                                       | "I Love You"                                       | "I Love You"                                       | "I Love You"                                       | "I Love You"                                       | "I Love You"                                       | "I Love You"                                       | "I Love You"                                       | "I Love You"                                       | "I Love You"                                       | "I Love You"                                       | "I Love You"                                       | "I Love You"                                       | "I Love You"                                       | "I Love You"                                       | "I Love You"                                       | "I Love You"                                       | "I Love You"                                       | "I Love You"                                       | "I Love You"                                       | "I Love You"                                       | "I Love You"                                       | "I Love You"                                       | "I Love You"                                       | "I Love You"                                       | "I Love You"                                       | "I Love You"                                       | "I Love You"                                       | "I Love You"                                       | "I Love You"                                       | "I Love You"                                       | "I Love You"                                       | "I Love You"                                       | "I Love You"                                       | "I Love You"                                       | "I Love You"                                       | "I Love You"                                       | "I Love You"                                       | "I Love You"                                       | "I Love You"                                       | "I Love You"                                       | "I Love You"                                       | "I Love You"                                       | "I Love You"                                       | "I Love You"                                       | "I Love You"                                       | "I Love You"                                       | "I Love You"                                       | "I Love You"                                       | "I Love You"                                       | "I Love You"                                       | "I Love You"                                       | "I Love You"                                       | "I Love You"                                       | "I Love You"                                       | "I Love You"                                       | "I Love You"                                       | "I Love You"                                       | "I Love You"                                       | "I Love You"                                       | "I Love You"                                       | "I Love You"                                       | "I Love You"                                       | "I Love You"                                       | "I Love You"                                       | "I Love You"                                       | "I Love You"                                       | "I Love You"                                       | "I Love You"                                       | "I Love You"                                       | "I Love You"                                       | "I Love You"                                       | "I Love You"                                       | "I Love You"                                       | "I Love You"                                       | "I Love You"                                       | "I Love You"                                       | "I Love You"                                       | "I Love You"                                       | "I Love You"                                       | "I Love You"                                       | "I Love You"                                       | "I Love You"                                       | "I Love You"                                       | "I Love You"                                       | "I Love You"                                       | "I Love You"                                       | "I Love You"                                       | "I Love You"                                       | "I Love You"                                       | "I Love You"                                       | "I Love You"                                       | "I Love You"                                       | "I Love You"                                       | "I Love You"                                       | "I Love You"                                       | "I Love You"                                       | "I Love You"                                       | "I Love You"                                       | "I Love You"                                       | Dewi Sandra                            | Dewi Sandra                            | Dewi Sandra                            | Dewi Sandra                            | Dewi Sandra                            | Dewi Sandra                            | Dewi Sandra                            | Dewi Sandra                            | Dewi Sandra                            | Dewi Sandra                            | Dewi Sandra                            | Dewi Sandra                            | Dewi Sandra                            | Dewi Sandra                            | Dewi Sandra                            | Dewi Sandra                            | Dewi Sandra                            | Dewi Sandra                            | Dewi Sandra                            | Dewi Sandra                            | Dewi Sandra                            | Dewi Sandra                            | Dewi Sandra                            | Dewi Sandra                            | Dewi Sandra                            | Dewi Sandra                            | Dewi Sandra                            | Dewi Sandra                            | Dewi Sandra                            | Dewi Sandra                            | Dewi Sandra                            | Dewi Sandra                            | Dewi Sandra                            | Dewi Sandra                            | Dewi Sandra                            | Dewi Sandra                            | Dewi Sandra                            | Dewi Sandra                            | Dewi Sandra                            | Dewi Sandra                            | Dewi Sandra                            | Dewi Sandra                            | Dewi Sandra                            | Dewi Sandra                            | Dewi Sandra                            | Dewi Sandra                            | Dewi Sandra                            | Dewi Sandra                            | Dewi Sandra                            | Dewi Sandra                            | Dewi Sandra                            | Dewi Sandra                            | Dewi Sandra                            | Dewi Sandra                            | Dewi Sandra                            | Dewi Sandra                            | Dewi Sandra                            | Dewi Sandra                            | Dewi Sandra                            | Dewi Sandra                            | Dewi Sandra                            | Dewi Sandra                            | Dewi Sandra                            | Dewi Sandra                            | Dewi Sandra                            | Dewi Sandra                            | Dewi Sandra                            | Dewi Sandra                            | Dewi Sandra                            | Dewi Sandra                            | Dewi Sandra                            | Dewi Sandra                            | Dewi Sandra                            | Dewi Sandra                            | Dewi Sandra                            | Dewi Sandra                            | Dewi Sandra                            | Dewi Sandra                            | Dewi Sandra                            | Dewi Sandra                            | Dewi Sandra                            | Dewi Sandra                            | Dewi Sandra                            | Dewi Sandra                            | Dewi Sandra                            | Dewi Sandra                            | Dewi Sandra                            | Dewi Sandra                            | Dewi Sandra                            | Dewi Sandra                            | Dewi Sandra                            | Dewi Sandra                            | Dewi Sandra                            | Dewi Sandra                            | Dewi Sandra                            | Dewi Sandra                            | Dewi Sandra                            | Dewi Sandra                            | Dewi Sandra                            | Dewi Sandra                            | Four Decade of Music                       | Four Decade of Music                       | Four Decade of Music                       | Four Decade of Music                       | Four Decade of Music                       | Four Decade of Music                       | Four Decade of Music                       | Four Decade of Music                       | Four Decade of Music                       | Four Decade of Music                       | Four Decade of Music                       | Four Decade of Music                       | Four Decade of Music                       | Four Decade of Music                       | Four Decade of Music                       | Four Decade of Music                       | Four Decade of Music                       | Four Decade of Music                       | Four Decade of Music                       | Four Decade of Music                       | Four Decade of Music                       | Four Decade of Music                       | Four Decade of Music                       | Four Decade of Music                       | Four Decade of Music                       | Four Decade of Music                       | Four Decade of Music                       | Four Decade of Music                       | Four Decade of Music                       | Four Decade of Music                       | Four Decade of Music                       | Four Decade of Music                       | Four Decade of Music                       | Four Decade of Music                       | Four Decade of Music                       | Four Decade of Music                       | Four Decade of Music                       | Four Decade of Music                       | Four Decade of Music                       | Four Decade of Music                       | Four Decade of Music                       | Four Decade of Music                       | Four Decade of Music                       | Four Decade of Music                       | Four Decade of Music                       | Four Decade of Music                       | Four Decade of Music                       | Four Decade of Music                       | Four Decade of Music                       | Four Decade of Music                       | Four Decade of Music                       | Four Decade of Music                       | Four Decade of Music                       | Four Decade of Music                       | Four Decade of Music                       | Four Decade of Music                       | Four Decade of Music                       | Four Decade of Music                       | Four Decade of Music                       | Four Decade of Music                       | Four Decade of Music                       | Four Decade of Music                       | Four Decade of Music                       | Four Decade of Music                       | Four Decade of Music                       | Four Decade of Music                       | Four Decade of Music                       | Four Decade of Music                       | Four Decade of Music                       | Four Decade of Music                       | Four Decade of Music                       | Four Decade of Music                       | Four Decade of Music                       | Four Decade of Music                       | Four Decade of Music                       | Four Decade of Music                       | Four Decade of Music                       | Four Decade of Music                       | Four Decade of Music                       | Four Decade of Music                       | Four Decade of Music                       | Four Decade of Music                       | Four Decade of Music                       | Four Decade of Music                       | Four Decade of Music                       | Four Decade of Music                       | Four Decade of Music                       | Four Decade of Music                       | Four Decade of Music                       | Four Decade of Music                       | Four Decade of Music                       | Four Decade of Music                       | Four Decade of Music                       | Four Decade of Music                       | Four Decade of Music                       | Four Decade of Music                       | Four Decade of Music                       | Four Decade of Music                       | Four Decade of Music                       | Four Decade of Music                       | Safe                           | Safe                           | Safe                           | Safe                           | Safe                           | Safe                           | Safe                           | Safe                           | Safe                           | Safe                           | Safe                           | Safe                           | Safe                           | Safe                           | Safe                           | Safe                           | Safe                           | Safe                           | Safe                           | Safe                           | Safe                           | Safe                           | Safe                           | Safe                           | Safe                           | Safe                           | Safe                           | Safe                           | Safe                           | Safe                           | Safe                           | Safe                           | Safe                           | Safe                           | Safe                           | Safe                           | Safe                           | Safe                           | Safe                           | Safe                           | Safe                           | Safe                           | Safe                           | Safe                           | Safe                           | Safe                           | Safe                           | Safe                           | Safe                           | Safe                           | Safe                           | Safe                           | Safe                           | Safe                           | Safe                           | Safe                           | Safe                           | Safe                           | Safe                           | Safe                           | Safe                           | Safe                           | Safe                           | Safe                           | Safe                           | Safe                           | Safe                           | Safe                           | Safe                           | Safe                           | Safe                           | Safe                           | Safe                           | Safe                           | Safe                           | Safe                           | Safe                           | Safe                           | Safe                           | Safe                           | Safe                           | Safe                           | Safe                           | Safe                           | Safe                           | Safe                           | Safe                           | Safe                           | Safe                           | Safe                           | Safe                           | Safe                           | Safe                           | Safe                           | Safe                           | Safe                           | Safe                           | Safe                           | Safe                           | Safe                           |
| Top 7            | Top 7            | Top 7            | Top 7            | Top 7            | Top 7            | Top 7            | Top 7            | Top 7            | Top 7            | Top 7            | Top 7            | Top 7            | Top 7            | Top 7            | Top 7            | Top 7            | Top 7            | Top 7            | Top 7            | Top 7            | Top 7            | Top 7            | Top 7            | Top 7            | Top 7            | Top 7            | Top 7            | Top 7            | Top 7            | Top 7            | Top 7            | Top 7            | Top 7            | Top 7            | Top 7            | Top 7            | Top 7            | Top 7            | Top 7            | Top 7            | Top 7            | Top 7            | Top 7            | Top 7            | Top 7            | Top 7            | Top 7            | Top 7            | Top 7            | Top 7            | Top 7            | Top 7            | Top 7            | Top 7            | Top 7            | Top 7            | Top 7            | Top 7            | Top 7            | Top 7            | Top 7            | Top 7            | Top 7            | Top 7            | Top 7            | Top 7            | Top 7            | Top 7            | Top 7            | Top 7            | Top 7            | Top 7            | Top 7            | Top 7            | Top 7            | Top 7            | Top 7            | Top 7            | Top 7            | Top 7            | Top 7            | Top 7            | Top 7            | Top 7            | Top 7            | Top 7            | Top 7            | Top 7            | Top 7            | Top 7            | Top 7            | Top 7            | Top 7            | Top 7            | Top 7            | Top 7            | Top 7            | Top 7            | Top 7            | "Matahari"                                         | "Matahari"                                         | "Matahari"                                         | "Matahari"                                         | "Matahari"                                         | "Matahari"                                         | "Matahari"                                         | "Matahari"                                         | "Matahari"                                         | "Matahari"                                         | "Matahari"                                         | "Matahari"                                         | "Matahari"                                         | "Matahari"                                         | "Matahari"                                         | "Matahari"                                         | "Matahari"                                         | "Matahari"                                         | "Matahari"                                         | "Matahari"                                         | "Matahari"                                         | "Matahari"                                         | "Matahari"                                         | "Matahari"                                         | "Matahari"                                         | "Matahari"                                         | "Matahari"                                         | "Matahari"                                         | "Matahari"                                         | "Matahari"                                         | "Matahari"                                         | "Matahari"                                         | "Matahari"                                         | "Matahari"                                         | "Matahari"                                         | "Matahari"                                         | "Matahari"                                         | "Matahari"                                         | "Matahari"                                         | "Matahari"                                         | "Matahari"                                         | "Matahari"                                         | "Matahari"                                         | "Matahari"                                         | "Matahari"                                         | "Matahari"                                         | "Matahari"                                         | "Matahari"                                         | "Matahari"                                         | "Matahari"                                         | "Matahari"                                         | "Matahari"                                         | "Matahari"                                         | "Matahari"                                         | "Matahari"                                         | "Matahari"                                         | "Matahari"                                         | "Matahari"                                         | "Matahari"                                         | "Matahari"                                         | "Matahari"                                         | "Matahari"                                         | "Matahari"                                         | "Matahari"                                         | "Matahari"                                         | "Matahari"                                         | "Matahari"                                         | "Matahari"                                         | "Matahari"                                         | "Matahari"                                         | "Matahari"                                         | "Matahari"                                         | "Matahari"                                         | "Matahari"                                         | "Matahari"                                         | "Matahari"                                         | "Matahari"                                         | "Matahari"                                         | "Matahari"                                         | "Matahari"                                         | "Matahari"                                         | "Matahari"                                         | "Matahari"                                         | "Matahari"                                         | "Matahari"                                         | "Matahari"                                         | "Matahari"                                         | "Matahari"                                         | "Matahari"                                         | "Matahari"                                         | "Matahari"                                         | "Matahari"                                         | "Matahari"                                         | "Matahari"                                         | "Matahari"                                         | "Matahari"                                         | "Matahari"                                         | "Matahari"                                         | "Matahari"                                         | "Matahari"                                         | Berlian Hutauruk                       | Berlian Hutauruk                       | Berlian Hutauruk                       | Berlian Hutauruk                       | Berlian Hutauruk                       | Berlian Hutauruk                       | Berlian Hutauruk                       | Berlian Hutauruk                       | Berlian Hutauruk                       | Berlian Hutauruk                       | Berlian Hutauruk                       | Berlian Hutauruk                       | Berlian Hutauruk                       | Berlian Hutauruk                       | Berlian Hutauruk                       | Berlian Hutauruk                       | Berlian Hutauruk                       | Berlian Hutauruk                       | Berlian Hutauruk                       | Berlian Hutauruk                       | Berlian Hutauruk                       | Berlian Hutauruk                       | Berlian Hutauruk                       | Berlian Hutauruk                       | Berlian Hutauruk                       | Berlian Hutauruk                       | Berlian Hutauruk                       | Berlian Hutauruk                       | Berlian Hutauruk                       | Berlian Hutauruk                       | Berlian Hutauruk                       | Berlian Hutauruk                       | Berlian Hutauruk                       | Berlian Hutauruk                       | Berlian Hutauruk                       | Berlian Hutauruk                       | Berlian Hutauruk                       | Berlian Hutauruk                       | Berlian Hutauruk                       | Berlian Hutauruk                       | Berlian Hutauruk                       | Berlian Hutauruk                       | Berlian Hutauruk                       | Berlian Hutauruk                       | Berlian Hutauruk                       | Berlian Hutauruk                       | Berlian Hutauruk                       | Berlian Hutauruk                       | Berlian Hutauruk                       | Berlian Hutauruk                       | Berlian Hutauruk                       | Berlian Hutauruk                       | Berlian Hutauruk                       | Berlian Hutauruk                       | Berlian Hutauruk                       | Berlian Hutauruk                       | Berlian Hutauruk                       | Berlian Hutauruk                       | Berlian Hutauruk                       | Berlian Hutauruk                       | Berlian Hutauruk                       | Berlian Hutauruk                       | Berlian Hutauruk                       | Berlian Hutauruk                       | Berlian Hutauruk                       | Berlian Hutauruk                       | Berlian Hutauruk                       | Berlian Hutauruk                       | Berlian Hutauruk                       | Berlian Hutauruk                       | Berlian Hutauruk                       | Berlian Hutauruk                       | Berlian Hutauruk                       | Berlian Hutauruk                       | Berlian Hutauruk                       | Berlian Hutauruk                       | Berlian Hutauruk                       | Berlian Hutauruk                       | Berlian Hutauruk                       | Berlian Hutauruk                       | Berlian Hutauruk                       | Berlian Hutauruk                       | Berlian Hutauruk                       | Berlian Hutauruk                       | Berlian Hutauruk                       | Berlian Hutauruk                       | Berlian Hutauruk                       | Berlian Hutauruk                       | Berlian Hutauruk                       | Berlian Hutauruk                       | Berlian Hutauruk                       | Berlian Hutauruk                       | Berlian Hutauruk                       | Berlian Hutauruk                       | Berlian Hutauruk                       | Berlian Hutauruk                       | Berlian Hutauruk                       | Berlian Hutauruk                       | Berlian Hutauruk                       | Berlian Hutauruk                       | Movies Soundtracks                         | Movies Soundtracks                         | Movies Soundtracks                         | Movies Soundtracks                         | Movies Soundtracks                         | Movies Soundtracks                         | Movies Soundtracks                         | Movies Soundtracks                         | Movies Soundtracks                         | Movies Soundtracks                         | Movies Soundtracks                         | Movies Soundtracks                         | Movies Soundtracks                         | Movies Soundtracks                         | Movies Soundtracks                         | Movies Soundtracks                         | Movies Soundtracks                         | Movies Soundtracks                         | Movies Soundtracks                         | Movies Soundtracks                         | Movies Soundtracks                         | Movies Soundtracks                         | Movies Soundtracks                         | Movies Soundtracks                         | Movies Soundtracks                         | Movies Soundtracks                         | Movies Soundtracks                         | Movies Soundtracks                         | Movies Soundtracks                         | Movies Soundtracks                         | Movies Soundtracks                         | Movies Soundtracks                         | Movies Soundtracks                         | Movies Soundtracks                         | Movies Soundtracks                         | Movies Soundtracks                         | Movies Soundtracks                         | Movies Soundtracks                         | Movies Soundtracks                         | Movies Soundtracks                         | Movies Soundtracks                         | Movies Soundtracks                         | Movies Soundtracks                         | Movies Soundtracks                         | Movies Soundtracks                         | Movies Soundtracks                         | Movies Soundtracks                         | Movies Soundtracks                         | Movies Soundtracks                         | Movies Soundtracks                         | Movies Soundtracks                         | Movies Soundtracks                         | Movies Soundtracks                         | Movies Soundtracks                         | Movies Soundtracks                         | Movies Soundtracks                         | Movies Soundtracks                         | Movies Soundtracks                         | Movies Soundtracks                         | Movies Soundtracks                         | Movies Soundtracks                         | Movies Soundtracks                         | Movies Soundtracks                         | Movies Soundtracks                         | Movies Soundtracks                         | Movies Soundtracks                         | Movies Soundtracks                         | Movies Soundtracks                         | Movies Soundtracks                         | Movies Soundtracks                         | Movies Soundtracks                         | Movies Soundtracks                         | Movies Soundtracks                         | Movies Soundtracks                         | Movies Soundtracks                         | Movies Soundtracks                         | Movies Soundtracks                         | Movies Soundtracks                         | Movies Soundtracks                         | Movies Soundtracks                         | Movies Soundtracks                         | Movies Soundtracks                         | Movies Soundtracks                         | Movies Soundtracks                         | Movies Soundtracks                         | Movies Soundtracks                         | Movies Soundtracks                         | Movies Soundtracks                         | Movies Soundtracks                         | Movies Soundtracks                         | Movies Soundtracks                         | Movies Soundtracks                         | Movies Soundtracks                         | Movies Soundtracks                         | Movies Soundtracks                         | Movies Soundtracks                         | Movies Soundtracks                         | Movies Soundtracks                         | Movies Soundtracks                         | Movies Soundtracks                         | Safe                           | Safe                           | Safe                           | Safe                           | Safe                           | Safe                           | Safe                           | Safe                           | Safe                           | Safe                           | Safe                           | Safe                           | Safe                           | Safe                           | Safe                           | Safe                           | Safe                           | Safe                           | Safe                           | Safe                           | Safe                           | Safe                           | Safe                           | Safe                           | Safe                           | Safe                           | Safe                           | Safe                           | Safe                           | Safe                           | Safe                           | Safe                           | Safe                           | Safe                           | Safe                           | Safe                           | Safe                           | Safe                           | Safe                           | Safe                           | Safe                           | Safe                           | Safe                           | Safe                           | Safe                           | Safe                           | Safe                           | Safe                           | Safe                           | Safe                           | Safe                           | Safe                           | Safe                           | Safe                           | Safe                           | Safe                           | Safe                           | Safe                           | Safe                           | Safe                           | Safe                           | Safe                           | Safe                           | Safe                           | Safe                           | Safe                           | Safe                           | Safe                           | Safe                           | Safe                           | Safe                           | Safe                           | Safe                           | Safe                           | Safe                           | Safe                           | Safe                           | Safe                           | Safe                           | Safe                           | Safe                           | Safe                           | Safe                           | Safe                           | Safe                           | Safe                           | Safe                           | Safe                           | Safe                           | Safe                           | Safe                           | Safe                           | Safe                           | Safe                           | Safe                           | Safe                           | Safe                           | Safe                           | Safe                           | Safe                           |
| Top 6            | Top 6            | Top 6            | Top 6            | Top 6            | Top 6            | Top 6            | Top 6            | Top 6            | Top 6            | Top 6            | Top 6            | Top 6            | Top 6            | Top 6            | Top 6            | Top 6            | Top 6            | Top 6            | Top 6            | Top 6            | Top 6            | Top 6            | Top 6            | Top 6            | Top 6            | Top 6            | Top 6            | Top 6            | Top 6            | Top 6            | Top 6            | Top 6            | Top 6            | Top 6            | Top 6            | Top 6            | Top 6            | Top 6            | Top 6            | Top 6            | Top 6            | Top 6            | Top 6            | Top 6            | Top 6            | Top 6            | Top 6            | Top 6            | Top 6            | Top 6            | Top 6            | Top 6            | Top 6            | Top 6            | Top 6            | Top 6            | Top 6            | Top 6            | Top 6            | Top 6            | Top 6            | Top 6            | Top 6            | Top 6            | Top 6            | Top 6            | Top 6            | Top 6            | Top 6            | Top 6            | Top 6            | Top 6            | Top 6            | Top 6            | Top 6            | Top 6            | Top 6            | Top 6            | Top 6            | Top 6            | Top 6            | Top 6            | Top 6            | Top 6            | Top 6            | Top 6            | Top 6            | Top 6            | Top 6            | Top 6            | Top 6            | Top 6            | Top 6            | Top 6            | Top 6            | Top 6            | Top 6            | Top 6            | Top 6            | "Conga"                                            | "Conga"                                            | "Conga"                                            | "Conga"                                            | "Conga"                                            | "Conga"                                            | "Conga"                                            | "Conga"                                            | "Conga"                                            | "Conga"                                            | "Conga"                                            | "Conga"                                            | "Conga"                                            | "Conga"                                            | "Conga"                                            | "Conga"                                            | "Conga"                                            | "Conga"                                            | "Conga"                                            | "Conga"                                            | "Conga"                                            | "Conga"                                            | "Conga"                                            | "Conga"                                            | "Conga"                                            | "Conga"                                            | "Conga"                                            | "Conga"                                            | "Conga"                                            | "Conga"                                            | "Conga"                                            | "Conga"                                            | "Conga"                                            | "Conga"                                            | "Conga"                                            | "Conga"                                            | "Conga"                                            | "Conga"                                            | "Conga"                                            | "Conga"                                            | "Conga"                                            | "Conga"                                            | "Conga"                                            | "Conga"                                            | "Conga"                                            | "Conga"                                            | "Conga"                                            | "Conga"                                            | "Conga"                                            | "Conga"                                            | "Conga"                                            | "Conga"                                            | "Conga"                                            | "Conga"                                            | "Conga"                                            | "Conga"                                            | "Conga"                                            | "Conga"                                            | "Conga"                                            | "Conga"                                            | "Conga"                                            | "Conga"                                            | "Conga"                                            | "Conga"                                            | "Conga"                                            | "Conga"                                            | "Conga"                                            | "Conga"                                            | "Conga"                                            | "Conga"                                            | "Conga"                                            | "Conga"                                            | "Conga"                                            | "Conga"                                            | "Conga"                                            | "Conga"                                            | "Conga"                                            | "Conga"                                            | "Conga"                                            | "Conga"                                            | "Conga"                                            | "Conga"                                            | "Conga"                                            | "Conga"                                            | "Conga"                                            | "Conga"                                            | "Conga"                                            | "Conga"                                            | "Conga"                                            | "Conga"                                            | "Conga"                                            | "Conga"                                            | "Conga"                                            | "Conga"                                            | "Conga"                                            | "Conga"                                            | "Conga"                                            | "Conga"                                            | "Conga"                                            | "Conga"                                            | Miami Sound Machine                    | Miami Sound Machine                    | Miami Sound Machine                    | Miami Sound Machine                    | Miami Sound Machine                    | Miami Sound Machine                    | Miami Sound Machine                    | Miami Sound Machine                    | Miami Sound Machine                    | Miami Sound Machine                    | Miami Sound Machine                    | Miami Sound Machine                    | Miami Sound Machine                    | Miami Sound Machine                    | Miami Sound Machine                    | Miami Sound Machine                    | Miami Sound Machine                    | Miami Sound Machine                    | Miami Sound Machine                    | Miami Sound Machine                    | Miami Sound Machine                    | Miami Sound Machine                    | Miami Sound Machine                    | Miami Sound Machine                    | Miami Sound Machine                    | Miami Sound Machine                    | Miami Sound Machine                    | Miami Sound Machine                    | Miami Sound Machine                    | Miami Sound Machine                    | Miami Sound Machine                    | Miami Sound Machine                    | Miami Sound Machine                    | Miami Sound Machine                    | Miami Sound Machine                    | Miami Sound Machine                    | Miami Sound Machine                    | Miami Sound Machine                    | Miami Sound Machine                    | Miami Sound Machine                    | Miami Sound Machine                    | Miami Sound Machine                    | Miami Sound Machine                    | Miami Sound Machine                    | Miami Sound Machine                    | Miami Sound Machine                    | Miami Sound Machine                    | Miami Sound Machine                    | Miami Sound Machine                    | Miami Sound Machine                    | Miami Sound Machine                    | Miami Sound Machine                    | Miami Sound Machine                    | Miami Sound Machine                    | Miami Sound Machine                    | Miami Sound Machine                    | Miami Sound Machine                    | Miami Sound Machine                    | Miami Sound Machine                    | Miami Sound Machine                    | Miami Sound Machine                    | Miami Sound Machine                    | Miami Sound Machine                    | Miami Sound Machine                    | Miami Sound Machine                    | Miami Sound Machine                    | Miami Sound Machine                    | Miami Sound Machine                    | Miami Sound Machine                    | Miami Sound Machine                    | Miami Sound Machine                    | Miami Sound Machine                    | Miami Sound Machine                    | Miami Sound Machine                    | Miami Sound Machine                    | Miami Sound Machine                    | Miami Sound Machine                    | Miami Sound Machine                    | Miami Sound Machine                    | Miami Sound Machine                    | Miami Sound Machine                    | Miami Sound Machine                    | Miami Sound Machine                    | Miami Sound Machine                    | Miami Sound Machine                    | Miami Sound Machine                    | Miami Sound Machine                    | Miami Sound Machine                    | Miami Sound Machine                    | Miami Sound Machine                    | Miami Sound Machine                    | Miami Sound Machine                    | Miami Sound Machine                    | Miami Sound Machine                    | Miami Sound Machine                    | Miami Sound Machine                    | Miami Sound Machine                    | Miami Sound Machine                    | Miami Sound Machine                    | Miami Sound Machine                    | Percussion Night                           | Percussion Night                           | Percussion Night                           | Percussion Night                           | Percussion Night                           | Percussion Night                           | Percussion Night                           | Percussion Night                           | Percussion Night                           | Percussion Night                           | Percussion Night                           | Percussion Night                           | Percussion Night                           | Percussion Night                           | Percussion Night                           | Percussion Night                           | Percussion Night                           | Percussion Night                           | Percussion Night                           | Percussion Night                           | Percussion Night                           | Percussion Night                           | Percussion Night                           | Percussion Night                           | Percussion Night                           | Percussion Night                           | Percussion Night                           | Percussion Night                           | Percussion Night                           | Percussion Night                           | Percussion Night                           | Percussion Night                           | Percussion Night                           | Percussion Night                           | Percussion Night                           | Percussion Night                           | Percussion Night                           | Percussion Night                           | Percussion Night                           | Percussion Night                           | Percussion Night                           | Percussion Night                           | Percussion Night                           | Percussion Night                           | Percussion Night                           | Percussion Night                           | Percussion Night                           | Percussion Night                           | Percussion Night                           | Percussion Night                           | Percussion Night                           | Percussion Night                           | Percussion Night                           | Percussion Night                           | Percussion Night                           | Percussion Night                           | Percussion Night                           | Percussion Night                           | Percussion Night                           | Percussion Night                           | Percussion Night                           | Percussion Night                           | Percussion Night                           | Percussion Night                           | Percussion Night                           | Percussion Night                           | Percussion Night                           | Percussion Night                           | Percussion Night                           | Percussion Night                           | Percussion Night                           | Percussion Night                           | Percussion Night                           | Percussion Night                           | Percussion Night                           | Percussion Night                           | Percussion Night                           | Percussion Night                           | Percussion Night                           | Percussion Night                           | Percussion Night                           | Percussion Night                           | Percussion Night                           | Percussion Night                           | Percussion Night                           | Percussion Night                           | Percussion Night                           | Percussion Night                           | Percussion Night                           | Percussion Night                           | Percussion Night                           | Percussion Night                           | Percussion Night                           | Percussion Night                           | Percussion Night                           | Percussion Night                           | Percussion Night                           | Percussion Night                           | Percussion Night                           | Percussion Night                           | Safe                           | Safe                           | Safe                           | Safe                           | Safe                           | Safe                           | Safe                           | Safe                           | Safe                           | Safe                           | Safe                           | Safe                           | Safe                           | Safe                           | Safe                           | Safe                           | Safe                           | Safe                           | Safe                           | Safe                           | Safe                           | Safe                           | Safe                           | Safe                           | Safe                           | Safe                           | Safe                           | Safe                           | Safe                           | Safe                           | Safe                           | Safe                           | Safe                           | Safe                           | Safe                           | Safe                           | Safe                           | Safe                           | Safe                           | Safe                           | Safe                           | Safe                           | Safe                           | Safe                           | Safe                           | Safe                           | Safe                           | Safe                           | Safe                           | Safe                           | Safe                           | Safe                           | Safe                           | Safe                           | Safe                           | Safe                           | Safe                           | Safe                           | Safe                           | Safe                           | Safe                           | Safe                           | Safe                           | Safe                           | Safe                           | Safe                           | Safe                           | Safe                           | Safe                           | Safe                           | Safe                           | Safe                           | Safe                           | Safe                           | Safe                           | Safe                           | Safe                           | Safe                           | Safe                           | Safe                           | Safe                           | Safe                           | Safe                           | Safe                           | Safe                           | Safe                           | Safe                           | Safe                           | Safe                           | Safe                           | Safe                           | Safe                           | Safe                           | Safe                           | Safe                           | Safe                           | Safe                           | Safe                           | Safe                           | Safe                           |
| Top 5            | Top 5            | Top 5            | Top 5            | Top 5            | Top 5            | Top 5            | Top 5            | Top 5            | Top 5            | Top 5            | Top 5            | Top 5            | Top 5            | Top 5            | Top 5            | Top 5            | Top 5            | Top 5            | Top 5            | Top 5            | Top 5            | Top 5            | Top 5            | Top 5            | Top 5            | Top 5            | Top 5            | Top 5            | Top 5            | Top 5            | Top 5            | Top 5            | Top 5            | Top 5            | Top 5            | Top 5            | Top 5            | Top 5            | Top 5            | Top 5            | Top 5            | Top 5            | Top 5            | Top 5            | Top 5            | Top 5            | Top 5            | Top 5            | Top 5            | Top 5            | Top 5            | Top 5            | Top 5            | Top 5            | Top 5            | Top 5            | Top 5            | Top 5            | Top 5            | Top 5            | Top 5            | Top 5            | Top 5            | Top 5            | Top 5            | Top 5            | Top 5            | Top 5            | Top 5            | Top 5            | Top 5            | Top 5            | Top 5            | Top 5            | Top 5            | Top 5            | Top 5            | Top 5            | Top 5            | Top 5            | Top 5            | Top 5            | Top 5            | Top 5            | Top 5            | Top 5            | Top 5            | Top 5            | Top 5            | Top 5            | Top 5            | Top 5            | Top 5            | Top 5            | Top 5            | Top 5            | Top 5            | Top 5            | Top 5            | "Cinta Jangan Kau Pergi"                           | "Cinta Jangan Kau Pergi"                           | "Cinta Jangan Kau Pergi"                           | "Cinta Jangan Kau Pergi"                           | "Cinta Jangan Kau Pergi"                           | "Cinta Jangan Kau Pergi"                           | "Cinta Jangan Kau Pergi"                           | "Cinta Jangan Kau Pergi"                           | "Cinta Jangan Kau Pergi"                           | "Cinta Jangan Kau Pergi"                           | "Cinta Jangan Kau Pergi"                           | "Cinta Jangan Kau Pergi"                           | "Cinta Jangan Kau Pergi"                           | "Cinta Jangan Kau Pergi"                           | "Cinta Jangan Kau Pergi"                           | "Cinta Jangan Kau Pergi"                           | "Cinta Jangan Kau Pergi"                           | "Cinta Jangan Kau Pergi"                           | "Cinta Jangan Kau Pergi"                           | "Cinta Jangan Kau Pergi"                           | "Cinta Jangan Kau Pergi"                           | "Cinta Jangan Kau Pergi"                           | "Cinta Jangan Kau Pergi"                           | "Cinta Jangan Kau Pergi"                           | "Cinta Jangan Kau Pergi"                           | "Cinta Jangan Kau Pergi"                           | "Cinta Jangan Kau Pergi"                           | "Cinta Jangan Kau Pergi"                           | "Cinta Jangan Kau Pergi"                           | "Cinta Jangan Kau Pergi"                           | "Cinta Jangan Kau Pergi"                           | "Cinta Jangan Kau Pergi"                           | "Cinta Jangan Kau Pergi"                           | "Cinta Jangan Kau Pergi"                           | "Cinta Jangan Kau Pergi"                           | "Cinta Jangan Kau Pergi"                           | "Cinta Jangan Kau Pergi"                           | "Cinta Jangan Kau Pergi"                           | "Cinta Jangan Kau Pergi"                           | "Cinta Jangan Kau Pergi"                           | "Cinta Jangan Kau Pergi"                           | "Cinta Jangan Kau Pergi"                           | "Cinta Jangan Kau Pergi"                           | "Cinta Jangan Kau Pergi"                           | "Cinta Jangan Kau Pergi"                           | "Cinta Jangan Kau Pergi"                           | "Cinta Jangan Kau Pergi"                           | "Cinta Jangan Kau Pergi"                           | "Cinta Jangan Kau Pergi"                           | "Cinta Jangan Kau Pergi"                           | "Cinta Jangan Kau Pergi"                           | "Cinta Jangan Kau Pergi"                           | "Cinta Jangan Kau Pergi"                           | "Cinta Jangan Kau Pergi"                           | "Cinta Jangan Kau Pergi"                           | "Cinta Jangan Kau Pergi"                           | "Cinta Jangan Kau Pergi"                           | "Cinta Jangan Kau Pergi"                           | "Cinta Jangan Kau Pergi"                           | "Cinta Jangan Kau Pergi"                           | "Cinta Jangan Kau Pergi"                           | "Cinta Jangan Kau Pergi"                           | "Cinta Jangan Kau Pergi"                           | "Cinta Jangan Kau Pergi"                           | "Cinta Jangan Kau Pergi"                           | "Cinta Jangan Kau Pergi"                           | "Cinta Jangan Kau Pergi"                           | "Cinta Jangan Kau Pergi"                           | "Cinta Jangan Kau Pergi"                           | "Cinta Jangan Kau Pergi"                           | "Cinta Jangan Kau Pergi"                           | "Cinta Jangan Kau Pergi"                           | "Cinta Jangan Kau Pergi"                           | "Cinta Jangan Kau Pergi"                           | "Cinta Jangan Kau Pergi"                           | "Cinta Jangan Kau Pergi"                           | "Cinta Jangan Kau Pergi"                           | "Cinta Jangan Kau Pergi"                           | "Cinta Jangan Kau Pergi"                           | "Cinta Jangan Kau Pergi"                           | "Cinta Jangan Kau Pergi"                           | "Cinta Jangan Kau Pergi"                           | "Cinta Jangan Kau Pergi"                           | "Cinta Jangan Kau Pergi"                           | "Cinta Jangan Kau Pergi"                           | "Cinta Jangan Kau Pergi"                           | "Cinta Jangan Kau Pergi"                           | "Cinta Jangan Kau Pergi"                           | "Cinta Jangan Kau Pergi"                           | "Cinta Jangan Kau Pergi"                           | "Cinta Jangan Kau Pergi"                           | "Cinta Jangan Kau Pergi"                           | "Cinta Jangan Kau Pergi"                           | "Cinta Jangan Kau Pergi"                           | "Cinta Jangan Kau Pergi"                           | "Cinta Jangan Kau Pergi"                           | "Cinta Jangan Kau Pergi"                           | "Cinta Jangan Kau Pergi"                           | "Cinta Jangan Kau Pergi"                           | "Cinta Jangan Kau Pergi"                           | Sheila Majid                           | Sheila Majid                           | Sheila Majid                           | Sheila Majid                           | Sheila Majid                           | Sheila Majid                           | Sheila Majid                           | Sheila Majid                           | Sheila Majid                           | Sheila Majid                           | Sheila Majid                           | Sheila Majid                           | Sheila Majid                           | Sheila Majid                           | Sheila Majid                           | Sheila Majid                           | Sheila Majid                           | Sheila Majid                           | Sheila Majid                           | Sheila Majid                           | Sheila Majid                           | Sheila Majid                           | Sheila Majid                           | Sheila Majid                           | Sheila Majid                           | Sheila Majid                           | Sheila Majid                           | Sheila Majid                           | Sheila Majid                           | Sheila Majid                           | Sheila Majid                           | Sheila Majid                           | Sheila Majid                           | Sheila Majid                           | Sheila Majid                           | Sheila Majid                           | Sheila Majid                           | Sheila Majid                           | Sheila Majid                           | Sheila Majid                           | Sheila Majid                           | Sheila Majid                           | Sheila Majid                           | Sheila Majid                           | Sheila Majid                           | Sheila Majid                           | Sheila Majid                           | Sheila Majid                           | Sheila Majid                           | Sheila Majid                           | Sheila Majid                           | Sheila Majid                           | Sheila Majid                           | Sheila Majid                           | Sheila Majid                           | Sheila Majid                           | Sheila Majid                           | Sheila Majid                           | Sheila Majid                           | Sheila Majid                           | Sheila Majid                           | Sheila Majid                           | Sheila Majid                           | Sheila Majid                           | Sheila Majid                           | Sheila Majid                           | Sheila Majid                           | Sheila Majid                           | Sheila Majid                           | Sheila Majid                           | Sheila Majid                           | Sheila Majid                           | Sheila Majid                           | Sheila Majid                           | Sheila Majid                           | Sheila Majid                           | Sheila Majid                           | Sheila Majid                           | Sheila Majid                           | Sheila Majid                           | Sheila Majid                           | Sheila Majid                           | Sheila Majid                           | Sheila Majid                           | Sheila Majid                           | Sheila Majid                           | Sheila Majid                           | Sheila Majid                           | Sheila Majid                           | Sheila Majid                           | Sheila Majid                           | Sheila Majid                           | Sheila Majid                           | Sheila Majid                           | Sheila Majid                           | Sheila Majid                           | Sheila Majid                           | Sheila Majid                           | Sheila Majid                           | Sheila Majid                           | Masterpiece                                | Masterpiece                                | Masterpiece                                | Masterpiece                                | Masterpiece                                | Masterpiece                                | Masterpiece                                | Masterpiece                                | Masterpiece                                | Masterpiece                                | Masterpiece                                | Masterpiece                                | Masterpiece                                | Masterpiece                                | Masterpiece                                | Masterpiece                                | Masterpiece                                | Masterpiece                                | Masterpiece                                | Masterpiece                                | Masterpiece                                | Masterpiece                                | Masterpiece                                | Masterpiece                                | Masterpiece                                | Masterpiece                                | Masterpiece                                | Masterpiece                                | Masterpiece                                | Masterpiece                                | Masterpiece                                | Masterpiece                                | Masterpiece                                | Masterpiece                                | Masterpiece                                | Masterpiece                                | Masterpiece                                | Masterpiece                                | Masterpiece                                | Masterpiece                                | Masterpiece                                | Masterpiece                                | Masterpiece                                | Masterpiece                                | Masterpiece                                | Masterpiece                                | Masterpiece                                | Masterpiece                                | Masterpiece                                | Masterpiece                                | Masterpiece                                | Masterpiece                                | Masterpiece                                | Masterpiece                                | Masterpiece                                | Masterpiece                                | Masterpiece                                | Masterpiece                                | Masterpiece                                | Masterpiece                                | Masterpiece                                | Masterpiece                                | Masterpiece                                | Masterpiece                                | Masterpiece                                | Masterpiece                                | Masterpiece                                | Masterpiece                                | Masterpiece                                | Masterpiece                                | Masterpiece                                | Masterpiece                                | Masterpiece                                | Masterpiece                                | Masterpiece                                | Masterpiece                                | Masterpiece                                | Masterpiece                                | Masterpiece                                | Masterpiece                                | Masterpiece                                | Masterpiece                                | Masterpiece                                | Masterpiece                                | Masterpiece                                | Masterpiece                                | Masterpiece                                | Masterpiece                                | Masterpiece                                | Masterpiece                                | Masterpiece                                | Masterpiece                                | Masterpiece                                | Masterpiece                                | Masterpiece                                | Masterpiece                                | Masterpiece                                | Masterpiece                                | Masterpiece                                | Masterpiece                                | Bottom two                     | Bottom two                     | Bottom two                     | Bottom two                     | Bottom two                     | Bottom two                     | Bottom two                     | Bottom two                     | Bottom two                     | Bottom two                     | Bottom two                     | Bottom two                     | Bottom two                     | Bottom two                     | Bottom two                     | Bottom two                     | Bottom two                     | Bottom two                     | Bottom two                     | Bottom two                     | Bottom two                     | Bottom two                     | Bottom two                     | Bottom two                     | Bottom two                     | Bottom two                     | Bottom two                     | Bottom two                     | Bottom two                     | Bottom two                     | Bottom two                     | Bottom two                     | Bottom two                     | Bottom two                     | Bottom two                     | Bottom two                     | Bottom two                     | Bottom two                     | Bottom two                     | Bottom two                     | Bottom two                     | Bottom two                     | Bottom two                     | Bottom two                     | Bottom two                     | Bottom two                     | Bottom two                     | Bottom two                     | Bottom two                     | Bottom two                     | Bottom two                     | Bottom two                     | Bottom two                     | Bottom two                     | Bottom two                     | Bottom two                     | Bottom two                     | Bottom two                     | Bottom two                     | Bottom two                     | Bottom two                     | Bottom two                     | Bottom two                     | Bottom two                     | Bottom two                     | Bottom two                     | Bottom two                     | Bottom two                     | Bottom two                     | Bottom two                     | Bottom two                     | Bottom two                     | Bottom two                     | Bottom two                     | Bottom two                     | Bottom two                     | Bottom two                     | Bottom two                     | Bottom two                     | Bottom two                     | Bottom two                     | Bottom two                     | Bottom two                     | Bottom two                     | Bottom two                     | Bottom two                     | Bottom two                     | Bottom two                     | Bottom two                     | Bottom two                     | Bottom two                     | Bottom two                     | Bottom two                     | Bottom two                     | Bottom two                     | Bottom two                     | Bottom two                     | Bottom two                     | Bottom two                     | Bottom two                     |
| Top 4            | Top 4            | Top 4            | Top 4            | Top 4            | Top 4            | Top 4            | Top 4            | Top 4            | Top 4            | Top 4            | Top 4            | Top 4            | Top 4            | Top 4            | Top 4            | Top 4            | Top 4            | Top 4            | Top 4            | Top 4            | Top 4            | Top 4            | Top 4            | Top 4            | Top 4            | Top 4            | Top 4            | Top 4            | Top 4            | Top 4            | Top 4            | Top 4            | Top 4            | Top 4            | Top 4            | Top 4            | Top 4            | Top 4            | Top 4            | Top 4            | Top 4            | Top 4            | Top 4            | Top 4            | Top 4            | Top 4            | Top 4            | Top 4            | Top 4            | Top 4            | Top 4            | Top 4            | Top 4            | Top 4            | Top 4            | Top 4            | Top 4            | Top 4            | Top 4            | Top 4            | Top 4            | Top 4            | Top 4            | Top 4            | Top 4            | Top 4            | Top 4            | Top 4            | Top 4            | Top 4            | Top 4            | Top 4            | Top 4            | Top 4            | Top 4            | Top 4            | Top 4            | Top 4            | Top 4            | Top 4            | Top 4            | Top 4            | Top 4            | Top 4            | Top 4            | Top 4            | Top 4            | Top 4            | Top 4            | Top 4            | Top 4            | Top 4            | Top 4            | Top 4            | Top 4            | Top 4            | Top 4            | Top 4            | Top 4            | "Seperti Yang Kau Minta" "Zamrud Khatulistiwa"     | "Seperti Yang Kau Minta" "Zamrud Khatulistiwa"     | "Seperti Yang Kau Minta" "Zamrud Khatulistiwa"     | "Seperti Yang Kau Minta" "Zamrud Khatulistiwa"     | "Seperti Yang Kau Minta" "Zamrud Khatulistiwa"     | "Seperti Yang Kau Minta" "Zamrud Khatulistiwa"     | "Seperti Yang Kau Minta" "Zamrud Khatulistiwa"     | "Seperti Yang Kau Minta" "Zamrud Khatulistiwa"     | "Seperti Yang Kau Minta" "Zamrud Khatulistiwa"     | "Seperti Yang Kau Minta" "Zamrud Khatulistiwa"     | "Seperti Yang Kau Minta" "Zamrud Khatulistiwa"     | "Seperti Yang Kau Minta" "Zamrud Khatulistiwa"     | "Seperti Yang Kau Minta" "Zamrud Khatulistiwa"     | "Seperti Yang Kau Minta" "Zamrud Khatulistiwa"     | "Seperti Yang Kau Minta" "Zamrud Khatulistiwa"     | "Seperti Yang Kau Minta" "Zamrud Khatulistiwa"     | "Seperti Yang Kau Minta" "Zamrud Khatulistiwa"     | "Seperti Yang Kau Minta" "Zamrud Khatulistiwa"     | "Seperti Yang Kau Minta" "Zamrud Khatulistiwa"     | "Seperti Yang Kau Minta" "Zamrud Khatulistiwa"     | "Seperti Yang Kau Minta" "Zamrud Khatulistiwa"     | "Seperti Yang Kau Minta" "Zamrud Khatulistiwa"     | "Seperti Yang Kau Minta" "Zamrud Khatulistiwa"     | "Seperti Yang Kau Minta" "Zamrud Khatulistiwa"     | "Seperti Yang Kau Minta" "Zamrud Khatulistiwa"     | "Seperti Yang Kau Minta" "Zamrud Khatulistiwa"     | "Seperti Yang Kau Minta" "Zamrud Khatulistiwa"     | "Seperti Yang Kau Minta" "Zamrud Khatulistiwa"     | "Seperti Yang Kau Minta" "Zamrud Khatulistiwa"     | "Seperti Yang Kau Minta" "Zamrud Khatulistiwa"     | "Seperti Yang Kau Minta" "Zamrud Khatulistiwa"     | "Seperti Yang Kau Minta" "Zamrud Khatulistiwa"     | "Seperti Yang Kau Minta" "Zamrud Khatulistiwa"     | "Seperti Yang Kau Minta" "Zamrud Khatulistiwa"     | "Seperti Yang Kau Minta" "Zamrud Khatulistiwa"     | "Seperti Yang Kau Minta" "Zamrud Khatulistiwa"     | "Seperti Yang Kau Minta" "Zamrud Khatulistiwa"     | "Seperti Yang Kau Minta" "Zamrud Khatulistiwa"     | "Seperti Yang Kau Minta" "Zamrud Khatulistiwa"     | "Seperti Yang Kau Minta" "Zamrud Khatulistiwa"     | "Seperti Yang Kau Minta" "Zamrud Khatulistiwa"     | "Seperti Yang Kau Minta" "Zamrud Khatulistiwa"     | "Seperti Yang Kau Minta" "Zamrud Khatulistiwa"     | "Seperti Yang Kau Minta" "Zamrud Khatulistiwa"     | "Seperti Yang Kau Minta" "Zamrud Khatulistiwa"     | "Seperti Yang Kau Minta" "Zamrud Khatulistiwa"     | "Seperti Yang Kau Minta" "Zamrud Khatulistiwa"     | "Seperti Yang Kau Minta" "Zamrud Khatulistiwa"     | "Seperti Yang Kau Minta" "Zamrud Khatulistiwa"     | "Seperti Yang Kau Minta" "Zamrud Khatulistiwa"     | "Seperti Yang Kau Minta" "Zamrud Khatulistiwa"     | "Seperti Yang Kau Minta" "Zamrud Khatulistiwa"     | "Seperti Yang Kau Minta" "Zamrud Khatulistiwa"     | "Seperti Yang Kau Minta" "Zamrud Khatulistiwa"     | "Seperti Yang Kau Minta" "Zamrud Khatulistiwa"     | "Seperti Yang Kau Minta" "Zamrud Khatulistiwa"     | "Seperti Yang Kau Minta" "Zamrud Khatulistiwa"     | "Seperti Yang Kau Minta" "Zamrud Khatulistiwa"     | "Seperti Yang Kau Minta" "Zamrud Khatulistiwa"     | "Seperti Yang Kau Minta" "Zamrud Khatulistiwa"     | "Seperti Yang Kau Minta" "Zamrud Khatulistiwa"     | "Seperti Yang Kau Minta" "Zamrud Khatulistiwa"     | "Seperti Yang Kau Minta" "Zamrud Khatulistiwa"     | "Seperti Yang Kau Minta" "Zamrud Khatulistiwa"     | "Seperti Yang Kau Minta" "Zamrud Khatulistiwa"     | "Seperti Yang Kau Minta" "Zamrud Khatulistiwa"     | "Seperti Yang Kau Minta" "Zamrud Khatulistiwa"     | "Seperti Yang Kau Minta" "Zamrud Khatulistiwa"     | "Seperti Yang Kau Minta" "Zamrud Khatulistiwa"     | "Seperti Yang Kau Minta" "Zamrud Khatulistiwa"     | "Seperti Yang Kau Minta" "Zamrud Khatulistiwa"     | "Seperti Yang Kau Minta" "Zamrud Khatulistiwa"     | "Seperti Yang Kau Minta" "Zamrud Khatulistiwa"     | "Seperti Yang Kau Minta" "Zamrud Khatulistiwa"     | "Seperti Yang Kau Minta" "Zamrud Khatulistiwa"     | "Seperti Yang Kau Minta" "Zamrud Khatulistiwa"     | "Seperti Yang Kau Minta" "Zamrud Khatulistiwa"     | "Seperti Yang Kau Minta" "Zamrud Khatulistiwa"     | "Seperti Yang Kau Minta" "Zamrud Khatulistiwa"     | "Seperti Yang Kau Minta" "Zamrud Khatulistiwa"     | "Seperti Yang Kau Minta" "Zamrud Khatulistiwa"     | "Seperti Yang Kau Minta" "Zamrud Khatulistiwa"     | "Seperti Yang Kau Minta" "Zamrud Khatulistiwa"     | "Seperti Yang Kau Minta" "Zamrud Khatulistiwa"     | "Seperti Yang Kau Minta" "Zamrud Khatulistiwa"     | "Seperti Yang Kau Minta" "Zamrud Khatulistiwa"     | "Seperti Yang Kau Minta" "Zamrud Khatulistiwa"     | "Seperti Yang Kau Minta" "Zamrud Khatulistiwa"     | "Seperti Yang Kau Minta" "Zamrud Khatulistiwa"     | "Seperti Yang Kau Minta" "Zamrud Khatulistiwa"     | "Seperti Yang Kau Minta" "Zamrud Khatulistiwa"     | "Seperti Yang Kau Minta" "Zamrud Khatulistiwa"     | "Seperti Yang Kau Minta" "Zamrud Khatulistiwa"     | "Seperti Yang Kau Minta" "Zamrud Khatulistiwa"     | "Seperti Yang Kau Minta" "Zamrud Khatulistiwa"     | "Seperti Yang Kau Minta" "Zamrud Khatulistiwa"     | "Seperti Yang Kau Minta" "Zamrud Khatulistiwa"     | "Seperti Yang Kau Minta" "Zamrud Khatulistiwa"     | "Seperti Yang Kau Minta" "Zamrud Khatulistiwa"     | "Seperti Yang Kau Minta" "Zamrud Khatulistiwa"     | Chrisye                                | Chrisye                                | Chrisye                                | Chrisye                                | Chrisye                                | Chrisye                                | Chrisye                                | Chrisye                                | Chrisye                                | Chrisye                                | Chrisye                                | Chrisye                                | Chrisye                                | Chrisye                                | Chrisye                                | Chrisye                                | Chrisye                                | Chrisye                                | Chrisye                                | Chrisye                                | Chrisye                                | Chrisye                                | Chrisye                                | Chrisye                                | Chrisye                                | Chrisye                                | Chrisye                                | Chrisye                                | Chrisye                                | Chrisye                                | Chrisye                                | Chrisye                                | Chrisye                                | Chrisye                                | Chrisye                                | Chrisye                                | Chrisye                                | Chrisye                                | Chrisye                                | Chrisye                                | Chrisye                                | Chrisye                                | Chrisye                                | Chrisye                                | Chrisye                                | Chrisye                                | Chrisye                                | Chrisye                                | Chrisye                                | Chrisye                                | Chrisye                                | Chrisye                                | Chrisye                                | Chrisye                                | Chrisye                                | Chrisye                                | Chrisye                                | Chrisye                                | Chrisye                                | Chrisye                                | Chrisye                                | Chrisye                                | Chrisye                                | Chrisye                                | Chrisye                                | Chrisye                                | Chrisye                                | Chrisye                                | Chrisye                                | Chrisye                                | Chrisye                                | Chrisye                                | Chrisye                                | Chrisye                                | Chrisye                                | Chrisye                                | Chrisye                                | Chrisye                                | Chrisye                                | Chrisye                                | Chrisye                                | Chrisye                                | Chrisye                                | Chrisye                                | Chrisye                                | Chrisye                                | Chrisye                                | Chrisye                                | Chrisye                                | Chrisye                                | Chrisye                                | Chrisye                                | Chrisye                                | Chrisye                                | Chrisye                                | Chrisye                                | Chrisye                                | Chrisye                                | Chrisye                                | Chrisye                                | Tribute to Chrisye                         | Tribute to Chrisye                         | Tribute to Chrisye                         | Tribute to Chrisye                         | Tribute to Chrisye                         | Tribute to Chrisye                         | Tribute to Chrisye                         | Tribute to Chrisye                         | Tribute to Chrisye                         | Tribute to Chrisye                         | Tribute to Chrisye                         | Tribute to Chrisye                         | Tribute to Chrisye                         | Tribute to Chrisye                         | Tribute to Chrisye                         | Tribute to Chrisye                         | Tribute to Chrisye                         | Tribute to Chrisye                         | Tribute to Chrisye                         | Tribute to Chrisye                         | Tribute to Chrisye                         | Tribute to Chrisye                         | Tribute to Chrisye                         | Tribute to Chrisye                         | Tribute to Chrisye                         | Tribute to Chrisye                         | Tribute to Chrisye                         | Tribute to Chrisye                         | Tribute to Chrisye                         | Tribute to Chrisye                         | Tribute to Chrisye                         | Tribute to Chrisye                         | Tribute to Chrisye                         | Tribute to Chrisye                         | Tribute to Chrisye                         | Tribute to Chrisye                         | Tribute to Chrisye                         | Tribute to Chrisye                         | Tribute to Chrisye                         | Tribute to Chrisye                         | Tribute to Chrisye                         | Tribute to Chrisye                         | Tribute to Chrisye                         | Tribute to Chrisye                         | Tribute to Chrisye                         | Tribute to Chrisye                         | Tribute to Chrisye                         | Tribute to Chrisye                         | Tribute to Chrisye                         | Tribute to Chrisye                         | Tribute to Chrisye                         | Tribute to Chrisye                         | Tribute to Chrisye                         | Tribute to Chrisye                         | Tribute to Chrisye                         | Tribute to Chrisye                         | Tribute to Chrisye                         | Tribute to Chrisye                         | Tribute to Chrisye                         | Tribute to Chrisye                         | Tribute to Chrisye                         | Tribute to Chrisye                         | Tribute to Chrisye                         | Tribute to Chrisye                         | Tribute to Chrisye                         | Tribute to Chrisye                         | Tribute to Chrisye                         | Tribute to Chrisye                         | Tribute to Chrisye                         | Tribute to Chrisye                         | Tribute to Chrisye                         | Tribute to Chrisye                         | Tribute to Chrisye                         | Tribute to Chrisye                         | Tribute to Chrisye                         | Tribute to Chrisye                         | Tribute to Chrisye                         | Tribute to Chrisye                         | Tribute to Chrisye                         | Tribute to Chrisye                         | Tribute to Chrisye                         | Tribute to Chrisye                         | Tribute to Chrisye                         | Tribute to Chrisye                         | Tribute to Chrisye                         | Tribute to Chrisye                         | Tribute to Chrisye                         | Tribute to Chrisye                         | Tribute to Chrisye                         | Tribute to Chrisye                         | Tribute to Chrisye                         | Tribute to Chrisye                         | Tribute to Chrisye                         | Tribute to Chrisye                         | Tribute to Chrisye                         | Tribute to Chrisye                         | Tribute to Chrisye                         | Tribute to Chrisye                         | Tribute to Chrisye                         | Tribute to Chrisye                         | First to Safe                  | First to Safe                  | First to Safe                  | First to Safe                  | First to Safe                  | First to Safe                  | First to Safe                  | First to Safe                  | First to Safe                  | First to Safe                  | First to Safe                  | First to Safe                  | First to Safe                  | First to Safe                  | First to Safe                  | First to Safe                  | First to Safe                  | First to Safe                  | First to Safe                  | First to Safe                  | First to Safe                  | First to Safe                  | First to Safe                  | First to Safe                  | First to Safe                  | First to Safe                  | First to Safe                  | First to Safe                  | First to Safe                  | First to Safe                  | First to Safe                  | First to Safe                  | First to Safe                  | First to Safe                  | First to Safe                  | First to Safe                  | First to Safe                  | First to Safe                  | First to Safe                  | First to Safe                  | First to Safe                  | First to Safe                  | First to Safe                  | First to Safe                  | First to Safe                  | First to Safe                  | First to Safe                  | First to Safe                  | First to Safe                  | First to Safe                  | First to Safe                  | First to Safe                  | First to Safe                  | First to Safe                  | First to Safe                  | First to Safe                  | First to Safe                  | First to Safe                  | First to Safe                  | First to Safe                  | First to Safe                  | First to Safe                  | First to Safe                  | First to Safe                  | First to Safe                  | First to Safe                  | First to Safe                  | First to Safe                  | First to Safe                  | First to Safe                  | First to Safe                  | First to Safe                  | First to Safe                  | First to Safe                  | First to Safe                  | First to Safe                  | First to Safe                  | First to Safe                  | First to Safe                  | First to Safe                  | First to Safe                  | First to Safe                  | First to Safe                  | First to Safe                  | First to Safe                  | First to Safe                  | First to Safe                  | First to Safe                  | First to Safe                  | First to Safe                  | First to Safe                  | First to Safe                  | First to Safe                  | First to Safe                  | First to Safe                  | First to Safe                  | First to Safe                  | First to Safe                  | First to Safe                  | First to Safe                  |
| Top 3            | Top 3            | Top 3            | Top 3            | Top 3            | Top 3            | Top 3            | Top 3            | Top 3            | Top 3            | Top 3            | Top 3            | Top 3            | Top 3            | Top 3            | Top 3            | Top 3            | Top 3            | Top 3            | Top 3            | Top 3            | Top 3            | Top 3            | Top 3            | Top 3            | Top 3            | Top 3            | Top 3            | Top 3            | Top 3            | Top 3            | Top 3            | Top 3            | Top 3            | Top 3            | Top 3            | Top 3            | Top 3            | Top 3            | Top 3            | Top 3            | Top 3            | Top 3            | Top 3            | Top 3            | Top 3            | Top 3            | Top 3            | Top 3            | Top 3            | Top 3            | Top 3            | Top 3            | Top 3            | Top 3            | Top 3            | Top 3            | Top 3            | Top 3            | Top 3            | Top 3            | Top 3            | Top 3            | Top 3            | Top 3            | Top 3            | Top 3            | Top 3            | Top 3            | Top 3            | Top 3            | Top 3            | Top 3            | Top 3            | Top 3            | Top 3            | Top 3            | Top 3            | Top 3            | Top 3            | Top 3            | Top 3            | Top 3            | Top 3            | Top 3            | Top 3            | Top 3            | Top 3            | Top 3            | Top 3            | Top 3            | Top 3            | Top 3            | Top 3            | Top 3            | Top 3            | Top 3            | Top 3            | Top 3            | Top 3            | "Cinta" "Emotions"                                 | "Cinta" "Emotions"                                 | "Cinta" "Emotions"                                 | "Cinta" "Emotions"                                 | "Cinta" "Emotions"                                 | "Cinta" "Emotions"                                 | "Cinta" "Emotions"                                 | "Cinta" "Emotions"                                 | "Cinta" "Emotions"                                 | "Cinta" "Emotions"                                 | "Cinta" "Emotions"                                 | "Cinta" "Emotions"                                 | "Cinta" "Emotions"                                 | "Cinta" "Emotions"                                 | "Cinta" "Emotions"                                 | "Cinta" "Emotions"                                 | "Cinta" "Emotions"                                 | "Cinta" "Emotions"                                 | "Cinta" "Emotions"                                 | "Cinta" "Emotions"                                 | "Cinta" "Emotions"                                 | "Cinta" "Emotions"                                 | "Cinta" "Emotions"                                 | "Cinta" "Emotions"                                 | "Cinta" "Emotions"                                 | "Cinta" "Emotions"                                 | "Cinta" "Emotions"                                 | "Cinta" "Emotions"                                 | "Cinta" "Emotions"                                 | "Cinta" "Emotions"                                 | "Cinta" "Emotions"                                 | "Cinta" "Emotions"                                 | "Cinta" "Emotions"                                 | "Cinta" "Emotions"                                 | "Cinta" "Emotions"                                 | "Cinta" "Emotions"                                 | "Cinta" "Emotions"                                 | "Cinta" "Emotions"                                 | "Cinta" "Emotions"                                 | "Cinta" "Emotions"                                 | "Cinta" "Emotions"                                 | "Cinta" "Emotions"                                 | "Cinta" "Emotions"                                 | "Cinta" "Emotions"                                 | "Cinta" "Emotions"                                 | "Cinta" "Emotions"                                 | "Cinta" "Emotions"                                 | "Cinta" "Emotions"                                 | "Cinta" "Emotions"                                 | "Cinta" "Emotions"                                 | "Cinta" "Emotions"                                 | "Cinta" "Emotions"                                 | "Cinta" "Emotions"                                 | "Cinta" "Emotions"                                 | "Cinta" "Emotions"                                 | "Cinta" "Emotions"                                 | "Cinta" "Emotions"                                 | "Cinta" "Emotions"                                 | "Cinta" "Emotions"                                 | "Cinta" "Emotions"                                 | "Cinta" "Emotions"                                 | "Cinta" "Emotions"                                 | "Cinta" "Emotions"                                 | "Cinta" "Emotions"                                 | "Cinta" "Emotions"                                 | "Cinta" "Emotions"                                 | "Cinta" "Emotions"                                 | "Cinta" "Emotions"                                 | "Cinta" "Emotions"                                 | "Cinta" "Emotions"                                 | "Cinta" "Emotions"                                 | "Cinta" "Emotions"                                 | "Cinta" "Emotions"                                 | "Cinta" "Emotions"                                 | "Cinta" "Emotions"                                 | "Cinta" "Emotions"                                 | "Cinta" "Emotions"                                 | "Cinta" "Emotions"                                 | "Cinta" "Emotions"                                 | "Cinta" "Emotions"                                 | "Cinta" "Emotions"                                 | "Cinta" "Emotions"                                 | "Cinta" "Emotions"                                 | "Cinta" "Emotions"                                 | "Cinta" "Emotions"                                 | "Cinta" "Emotions"                                 | "Cinta" "Emotions"                                 | "Cinta" "Emotions"                                 | "Cinta" "Emotions"                                 | "Cinta" "Emotions"                                 | "Cinta" "Emotions"                                 | "Cinta" "Emotions"                                 | "Cinta" "Emotions"                                 | "Cinta" "Emotions"                                 | "Cinta" "Emotions"                                 | "Cinta" "Emotions"                                 | "Cinta" "Emotions"                                 | "Cinta" "Emotions"                                 | "Cinta" "Emotions"                                 | "Cinta" "Emotions"                                 | Titiek Puspa Mariah Carey              | Titiek Puspa Mariah Carey              | Titiek Puspa Mariah Carey              | Titiek Puspa Mariah Carey              | Titiek Puspa Mariah Carey              | Titiek Puspa Mariah Carey              | Titiek Puspa Mariah Carey              | Titiek Puspa Mariah Carey              | Titiek Puspa Mariah Carey              | Titiek Puspa Mariah Carey              | Titiek Puspa Mariah Carey              | Titiek Puspa Mariah Carey              | Titiek Puspa Mariah Carey              | Titiek Puspa Mariah Carey              | Titiek Puspa Mariah Carey              | Titiek Puspa Mariah Carey              | Titiek Puspa Mariah Carey              | Titiek Puspa Mariah Carey              | Titiek Puspa Mariah Carey              | Titiek Puspa Mariah Carey              | Titiek Puspa Mariah Carey              | Titiek Puspa Mariah Carey              | Titiek Puspa Mariah Carey              | Titiek Puspa Mariah Carey              | Titiek Puspa Mariah Carey              | Titiek Puspa Mariah Carey              | Titiek Puspa Mariah Carey              | Titiek Puspa Mariah Carey              | Titiek Puspa Mariah Carey              | Titiek Puspa Mariah Carey              | Titiek Puspa Mariah Carey              | Titiek Puspa Mariah Carey              | Titiek Puspa Mariah Carey              | Titiek Puspa Mariah Carey              | Titiek Puspa Mariah Carey              | Titiek Puspa Mariah Carey              | Titiek Puspa Mariah Carey              | Titiek Puspa Mariah Carey              | Titiek Puspa Mariah Carey              | Titiek Puspa Mariah Carey              | Titiek Puspa Mariah Carey              | Titiek Puspa Mariah Carey              | Titiek Puspa Mariah Carey              | Titiek Puspa Mariah Carey              | Titiek Puspa Mariah Carey              | Titiek Puspa Mariah Carey              | Titiek Puspa Mariah Carey              | Titiek Puspa Mariah Carey              | Titiek Puspa Mariah Carey              | Titiek Puspa Mariah Carey              | Titiek Puspa Mariah Carey              | Titiek Puspa Mariah Carey              | Titiek Puspa Mariah Carey              | Titiek Puspa Mariah Carey              | Titiek Puspa Mariah Carey              | Titiek Puspa Mariah Carey              | Titiek Puspa Mariah Carey              | Titiek Puspa Mariah Carey              | Titiek Puspa Mariah Carey              | Titiek Puspa Mariah Carey              | Titiek Puspa Mariah Carey              | Titiek Puspa Mariah Carey              | Titiek Puspa Mariah Carey              | Titiek Puspa Mariah Carey              | Titiek Puspa Mariah Carey              | Titiek Puspa Mariah Carey              | Titiek Puspa Mariah Carey              | Titiek Puspa Mariah Carey              | Titiek Puspa Mariah Carey              | Titiek Puspa Mariah Carey              | Titiek Puspa Mariah Carey              | Titiek Puspa Mariah Carey              | Titiek Puspa Mariah Carey              | Titiek Puspa Mariah Carey              | Titiek Puspa Mariah Carey              | Titiek Puspa Mariah Carey              | Titiek Puspa Mariah Carey              | Titiek Puspa Mariah Carey              | Titiek Puspa Mariah Carey              | Titiek Puspa Mariah Carey              | Titiek Puspa Mariah Carey              | Titiek Puspa Mariah Carey              | Titiek Puspa Mariah Carey              | Titiek Puspa Mariah Carey              | Titiek Puspa Mariah Carey              | Titiek Puspa Mariah Carey              | Titiek Puspa Mariah Carey              | Titiek Puspa Mariah Carey              | Titiek Puspa Mariah Carey              | Titiek Puspa Mariah Carey              | Titiek Puspa Mariah Carey              | Titiek Puspa Mariah Carey              | Titiek Puspa Mariah Carey              | Titiek Puspa Mariah Carey              | Titiek Puspa Mariah Carey              | Titiek Puspa Mariah Carey              | Titiek Puspa Mariah Carey              | Titiek Puspa Mariah Carey              | Titiek Puspa Mariah Carey              | Titiek Puspa Mariah Carey              | The Challenge                              | The Challenge                              | The Challenge                              | The Challenge                              | The Challenge                              | The Challenge                              | The Challenge                              | The Challenge                              | The Challenge                              | The Challenge                              | The Challenge                              | The Challenge                              | The Challenge                              | The Challenge                              | The Challenge                              | The Challenge                              | The Challenge                              | The Challenge                              | The Challenge                              | The Challenge                              | The Challenge                              | The Challenge                              | The Challenge                              | The Challenge                              | The Challenge                              | The Challenge                              | The Challenge                              | The Challenge                              | The Challenge                              | The Challenge                              | The Challenge                              | The Challenge                              | The Challenge                              | The Challenge                              | The Challenge                              | The Challenge                              | The Challenge                              | The Challenge                              | The Challenge                              | The Challenge                              | The Challenge                              | The Challenge                              | The Challenge                              | The Challenge                              | The Challenge                              | The Challenge                              | The Challenge                              | The Challenge                              | The Challenge                              | The Challenge                              | The Challenge                              | The Challenge                              | The Challenge                              | The Challenge                              | The Challenge                              | The Challenge                              | The Challenge                              | The Challenge                              | The Challenge                              | The Challenge                              | The Challenge                              | The Challenge                              | The Challenge                              | The Challenge                              | The Challenge                              | The Challenge                              | The Challenge                              | The Challenge                              | The Challenge                              | The Challenge                              | The Challenge                              | The Challenge                              | The Challenge                              | The Challenge                              | The Challenge                              | The Challenge                              | The Challenge                              | The Challenge                              | The Challenge                              | The Challenge                              | The Challenge                              | The Challenge                              | The Challenge                              | The Challenge                              | The Challenge                              | The Challenge                              | The Challenge                              | The Challenge                              | The Challenge                              | The Challenge                              | The Challenge                              | The Challenge                              | The Challenge                              | The Challenge                              | The Challenge                              | The Challenge                              | The Challenge                              | The Challenge                              | The Challenge                              | The Challenge                              | Safe                           | Safe                           | Safe                           | Safe                           | Safe                           | Safe                           | Safe                           | Safe                           | Safe                           | Safe                           | Safe                           | Safe                           | Safe                           | Safe                           | Safe                           | Safe                           | Safe                           | Safe                           | Safe                           | Safe                           | Safe                           | Safe                           | Safe                           | Safe                           | Safe                           | Safe                           | Safe                           | Safe                           | Safe                           | Safe                           | Safe                           | Safe                           | Safe                           | Safe                           | Safe                           | Safe                           | Safe                           | Safe                           | Safe                           | Safe                           | Safe                           | Safe                           | Safe                           | Safe                           | Safe                           | Safe                           | Safe                           | Safe                           | Safe                           | Safe                           | Safe                           | Safe                           | Safe                           | Safe                           | Safe                           | Safe                           | Safe                           | Safe                           | Safe                           | Safe                           | Safe                           | Safe                           | Safe                           | Safe                           | Safe                           | Safe                           | Safe                           | Safe                           | Safe                           | Safe                           | Safe                           | Safe                           | Safe                           | Safe                           | Safe                           | Safe                           | Safe                           | Safe                           | Safe                           | Safe                           | Safe                           | Safe                           | Safe                           | Safe                           | Safe                           | Safe                           | Safe                           | Safe                           | Safe                           | Safe                           | Safe                           | Safe                           | Safe                           | Safe                           | Safe                           | Safe                           | Safe                           | Safe                           | Safe                           | Safe                           |
| Battle Cafe Show | Battle Cafe Show | Battle Cafe Show | Battle Cafe Show | Battle Cafe Show | Battle Cafe Show | Battle Cafe Show | Battle Cafe Show | Battle Cafe Show | Battle Cafe Show | Battle Cafe Show | Battle Cafe Show | Battle Cafe Show | Battle Cafe Show | Battle Cafe Show | Battle Cafe Show | Battle Cafe Show | Battle Cafe Show | Battle Cafe Show | Battle Cafe Show | Battle Cafe Show | Battle Cafe Show | Battle Cafe Show | Battle Cafe Show | Battle Cafe Show | Battle Cafe Show | Battle Cafe Show | Battle Cafe Show | Battle Cafe Show | Battle Cafe Show | Battle Cafe Show | Battle Cafe Show | Battle Cafe Show | Battle Cafe Show | Battle Cafe Show | Battle Cafe Show | Battle Cafe Show | Battle Cafe Show | Battle Cafe Show | Battle Cafe Show | Battle Cafe Show | Battle Cafe Show | Battle Cafe Show | Battle Cafe Show | Battle Cafe Show | Battle Cafe Show | Battle Cafe Show | Battle Cafe Show | Battle Cafe Show | Battle Cafe Show | Battle Cafe Show | Battle Cafe Show | Battle Cafe Show | Battle Cafe Show | Battle Cafe Show | Battle Cafe Show | Battle Cafe Show | Battle Cafe Show | Battle Cafe Show | Battle Cafe Show | Battle Cafe Show | Battle Cafe Show | Battle Cafe Show | Battle Cafe Show | Battle Cafe Show | Battle Cafe Show | Battle Cafe Show | Battle Cafe Show | Battle Cafe Show | Battle Cafe Show | Battle Cafe Show | Battle Cafe Show | Battle Cafe Show | Battle Cafe Show | Battle Cafe Show | Battle Cafe Show | Battle Cafe Show | Battle Cafe Show | Battle Cafe Show | Battle Cafe Show | Battle Cafe Show | Battle Cafe Show | Battle Cafe Show | Battle Cafe Show | Battle Cafe Show | Battle Cafe Show | Battle Cafe Show | Battle Cafe Show | Battle Cafe Show | Battle Cafe Show | Battle Cafe Show | Battle Cafe Show | Battle Cafe Show | Battle Cafe Show | Battle Cafe Show | Battle Cafe Show | Battle Cafe Show | Battle Cafe Show | Battle Cafe Show | Battle Cafe Show | "Lelaki Buaya Darat" "Tanpa Kekasihku" "Kuakui"    | "Lelaki Buaya Darat" "Tanpa Kekasihku" "Kuakui"    | "Lelaki Buaya Darat" "Tanpa Kekasihku" "Kuakui"    | "Lelaki Buaya Darat" "Tanpa Kekasihku" "Kuakui"    | "Lelaki Buaya Darat" "Tanpa Kekasihku" "Kuakui"    | "Lelaki Buaya Darat" "Tanpa Kekasihku" "Kuakui"    | "Lelaki Buaya Darat" "Tanpa Kekasihku" "Kuakui"    | "Lelaki Buaya Darat" "Tanpa Kekasihku" "Kuakui"    | "Lelaki Buaya Darat" "Tanpa Kekasihku" "Kuakui"    | "Lelaki Buaya Darat" "Tanpa Kekasihku" "Kuakui"    | "Lelaki Buaya Darat" "Tanpa Kekasihku" "Kuakui"    | "Lelaki Buaya Darat" "Tanpa Kekasihku" "Kuakui"    | "Lelaki Buaya Darat" "Tanpa Kekasihku" "Kuakui"    | "Lelaki Buaya Darat" "Tanpa Kekasihku" "Kuakui"    | "Lelaki Buaya Darat" "Tanpa Kekasihku" "Kuakui"    | "Lelaki Buaya Darat" "Tanpa Kekasihku" "Kuakui"    | "Lelaki Buaya Darat" "Tanpa Kekasihku" "Kuakui"    | "Lelaki Buaya Darat" "Tanpa Kekasihku" "Kuakui"    | "Lelaki Buaya Darat" "Tanpa Kekasihku" "Kuakui"    | "Lelaki Buaya Darat" "Tanpa Kekasihku" "Kuakui"    | "Lelaki Buaya Darat" "Tanpa Kekasihku" "Kuakui"    | "Lelaki Buaya Darat" "Tanpa Kekasihku" "Kuakui"    | "Lelaki Buaya Darat" "Tanpa Kekasihku" "Kuakui"    | "Lelaki Buaya Darat" "Tanpa Kekasihku" "Kuakui"    | "Lelaki Buaya Darat" "Tanpa Kekasihku" "Kuakui"    | "Lelaki Buaya Darat" "Tanpa Kekasihku" "Kuakui"    | "Lelaki Buaya Darat" "Tanpa Kekasihku" "Kuakui"    | "Lelaki Buaya Darat" "Tanpa Kekasihku" "Kuakui"    | "Lelaki Buaya Darat" "Tanpa Kekasihku" "Kuakui"    | "Lelaki Buaya Darat" "Tanpa Kekasihku" "Kuakui"    | "Lelaki Buaya Darat" "Tanpa Kekasihku" "Kuakui"    | "Lelaki Buaya Darat" "Tanpa Kekasihku" "Kuakui"    | "Lelaki Buaya Darat" "Tanpa Kekasihku" "Kuakui"    | "Lelaki Buaya Darat" "Tanpa Kekasihku" "Kuakui"    | "Lelaki Buaya Darat" "Tanpa Kekasihku" "Kuakui"    | "Lelaki Buaya Darat" "Tanpa Kekasihku" "Kuakui"    | "Lelaki Buaya Darat" "Tanpa Kekasihku" "Kuakui"    | "Lelaki Buaya Darat" "Tanpa Kekasihku" "Kuakui"    | "Lelaki Buaya Darat" "Tanpa Kekasihku" "Kuakui"    | "Lelaki Buaya Darat" "Tanpa Kekasihku" "Kuakui"    | "Lelaki Buaya Darat" "Tanpa Kekasihku" "Kuakui"    | "Lelaki Buaya Darat" "Tanpa Kekasihku" "Kuakui"    | "Lelaki Buaya Darat" "Tanpa Kekasihku" "Kuakui"    | "Lelaki Buaya Darat" "Tanpa Kekasihku" "Kuakui"    | "Lelaki Buaya Darat" "Tanpa Kekasihku" "Kuakui"    | "Lelaki Buaya Darat" "Tanpa Kekasihku" "Kuakui"    | "Lelaki Buaya Darat" "Tanpa Kekasihku" "Kuakui"    | "Lelaki Buaya Darat" "Tanpa Kekasihku" "Kuakui"    | "Lelaki Buaya Darat" "Tanpa Kekasihku" "Kuakui"    | "Lelaki Buaya Darat" "Tanpa Kekasihku" "Kuakui"    | "Lelaki Buaya Darat" "Tanpa Kekasihku" "Kuakui"    | "Lelaki Buaya Darat" "Tanpa Kekasihku" "Kuakui"    | "Lelaki Buaya Darat" "Tanpa Kekasihku" "Kuakui"    | "Lelaki Buaya Darat" "Tanpa Kekasihku" "Kuakui"    | "Lelaki Buaya Darat" "Tanpa Kekasihku" "Kuakui"    | "Lelaki Buaya Darat" "Tanpa Kekasihku" "Kuakui"    | "Lelaki Buaya Darat" "Tanpa Kekasihku" "Kuakui"    | "Lelaki Buaya Darat" "Tanpa Kekasihku" "Kuakui"    | "Lelaki Buaya Darat" "Tanpa Kekasihku" "Kuakui"    | "Lelaki Buaya Darat" "Tanpa Kekasihku" "Kuakui"    | "Lelaki Buaya Darat" "Tanpa Kekasihku" "Kuakui"    | "Lelaki Buaya Darat" "Tanpa Kekasihku" "Kuakui"    | "Lelaki Buaya Darat" "Tanpa Kekasihku" "Kuakui"    | "Lelaki Buaya Darat" "Tanpa Kekasihku" "Kuakui"    | "Lelaki Buaya Darat" "Tanpa Kekasihku" "Kuakui"    | "Lelaki Buaya Darat" "Tanpa Kekasihku" "Kuakui"    | "Lelaki Buaya Darat" "Tanpa Kekasihku" "Kuakui"    | "Lelaki Buaya Darat" "Tanpa Kekasihku" "Kuakui"    | "Lelaki Buaya Darat" "Tanpa Kekasihku" "Kuakui"    | "Lelaki Buaya Darat" "Tanpa Kekasihku" "Kuakui"    | "Lelaki Buaya Darat" "Tanpa Kekasihku" "Kuakui"    | "Lelaki Buaya Darat" "Tanpa Kekasihku" "Kuakui"    | "Lelaki Buaya Darat" "Tanpa Kekasihku" "Kuakui"    | "Lelaki Buaya Darat" "Tanpa Kekasihku" "Kuakui"    | "Lelaki Buaya Darat" "Tanpa Kekasihku" "Kuakui"    | "Lelaki Buaya Darat" "Tanpa Kekasihku" "Kuakui"    | "Lelaki Buaya Darat" "Tanpa Kekasihku" "Kuakui"    | "Lelaki Buaya Darat" "Tanpa Kekasihku" "Kuakui"    | "Lelaki Buaya Darat" "Tanpa Kekasihku" "Kuakui"    | "Lelaki Buaya Darat" "Tanpa Kekasihku" "Kuakui"    | "Lelaki Buaya Darat" "Tanpa Kekasihku" "Kuakui"    | "Lelaki Buaya Darat" "Tanpa Kekasihku" "Kuakui"    | "Lelaki Buaya Darat" "Tanpa Kekasihku" "Kuakui"    | "Lelaki Buaya Darat" "Tanpa Kekasihku" "Kuakui"    | "Lelaki Buaya Darat" "Tanpa Kekasihku" "Kuakui"    | "Lelaki Buaya Darat" "Tanpa Kekasihku" "Kuakui"    | "Lelaki Buaya Darat" "Tanpa Kekasihku" "Kuakui"    | "Lelaki Buaya Darat" "Tanpa Kekasihku" "Kuakui"    | "Lelaki Buaya Darat" "Tanpa Kekasihku" "Kuakui"    | "Lelaki Buaya Darat" "Tanpa Kekasihku" "Kuakui"    | "Lelaki Buaya Darat" "Tanpa Kekasihku" "Kuakui"    | "Lelaki Buaya Darat" "Tanpa Kekasihku" "Kuakui"    | "Lelaki Buaya Darat" "Tanpa Kekasihku" "Kuakui"    | "Lelaki Buaya Darat" "Tanpa Kekasihku" "Kuakui"    | "Lelaki Buaya Darat" "Tanpa Kekasihku" "Kuakui"    | "Lelaki Buaya Darat" "Tanpa Kekasihku" "Kuakui"    | "Lelaki Buaya Darat" "Tanpa Kekasihku" "Kuakui"    | "Lelaki Buaya Darat" "Tanpa Kekasihku" "Kuakui"    | "Lelaki Buaya Darat" "Tanpa Kekasihku" "Kuakui"    | "Lelaki Buaya Darat" "Tanpa Kekasihku" "Kuakui"    | Ratu Agnes Monica Dewi Sandra          | Ratu Agnes Monica Dewi Sandra          | Ratu Agnes Monica Dewi Sandra          | Ratu Agnes Monica Dewi Sandra          | Ratu Agnes Monica Dewi Sandra          | Ratu Agnes Monica Dewi Sandra          | Ratu Agnes Monica Dewi Sandra          | Ratu Agnes Monica Dewi Sandra          | Ratu Agnes Monica Dewi Sandra          | Ratu Agnes Monica Dewi Sandra          | Ratu Agnes Monica Dewi Sandra          | Ratu Agnes Monica Dewi Sandra          | Ratu Agnes Monica Dewi Sandra          | Ratu Agnes Monica Dewi Sandra          | Ratu Agnes Monica Dewi Sandra          | Ratu Agnes Monica Dewi Sandra          | Ratu Agnes Monica Dewi Sandra          | Ratu Agnes Monica Dewi Sandra          | Ratu Agnes Monica Dewi Sandra          | Ratu Agnes Monica Dewi Sandra          | Ratu Agnes Monica Dewi Sandra          | Ratu Agnes Monica Dewi Sandra          | Ratu Agnes Monica Dewi Sandra          | Ratu Agnes Monica Dewi Sandra          | Ratu Agnes Monica Dewi Sandra          | Ratu Agnes Monica Dewi Sandra          | Ratu Agnes Monica Dewi Sandra          | Ratu Agnes Monica Dewi Sandra          | Ratu Agnes Monica Dewi Sandra          | Ratu Agnes Monica Dewi Sandra          | Ratu Agnes Monica Dewi Sandra          | Ratu Agnes Monica Dewi Sandra          | Ratu Agnes Monica Dewi Sandra          | Ratu Agnes Monica Dewi Sandra          | Ratu Agnes Monica Dewi Sandra          | Ratu Agnes Monica Dewi Sandra          | Ratu Agnes Monica Dewi Sandra          | Ratu Agnes Monica Dewi Sandra          | Ratu Agnes Monica Dewi Sandra          | Ratu Agnes Monica Dewi Sandra          | Ratu Agnes Monica Dewi Sandra          | Ratu Agnes Monica Dewi Sandra          | Ratu Agnes Monica Dewi Sandra          | Ratu Agnes Monica Dewi Sandra          | Ratu Agnes Monica Dewi Sandra          | Ratu Agnes Monica Dewi Sandra          | Ratu Agnes Monica Dewi Sandra          | Ratu Agnes Monica Dewi Sandra          | Ratu Agnes Monica Dewi Sandra          | Ratu Agnes Monica Dewi Sandra          | Ratu Agnes Monica Dewi Sandra          | Ratu Agnes Monica Dewi Sandra          | Ratu Agnes Monica Dewi Sandra          | Ratu Agnes Monica Dewi Sandra          | Ratu Agnes Monica Dewi Sandra          | Ratu Agnes Monica Dewi Sandra          | Ratu Agnes Monica Dewi Sandra          | Ratu Agnes Monica Dewi Sandra          | Ratu Agnes Monica Dewi Sandra          | Ratu Agnes Monica Dewi Sandra          | Ratu Agnes Monica Dewi Sandra          | Ratu Agnes Monica Dewi Sandra          | Ratu Agnes Monica Dewi Sandra          | Ratu Agnes Monica Dewi Sandra          | Ratu Agnes Monica Dewi Sandra          | Ratu Agnes Monica Dewi Sandra          | Ratu Agnes Monica Dewi Sandra          | Ratu Agnes Monica Dewi Sandra          | Ratu Agnes Monica Dewi Sandra          | Ratu Agnes Monica Dewi Sandra          | Ratu Agnes Monica Dewi Sandra          | Ratu Agnes Monica Dewi Sandra          | Ratu Agnes Monica Dewi Sandra          | Ratu Agnes Monica Dewi Sandra          | Ratu Agnes Monica Dewi Sandra          | Ratu Agnes Monica Dewi Sandra          | Ratu Agnes Monica Dewi Sandra          | Ratu Agnes Monica Dewi Sandra          | Ratu Agnes Monica Dewi Sandra          | Ratu Agnes Monica Dewi Sandra          | Ratu Agnes Monica Dewi Sandra          | Ratu Agnes Monica Dewi Sandra          | Ratu Agnes Monica Dewi Sandra          | Ratu Agnes Monica Dewi Sandra          | Ratu Agnes Monica Dewi Sandra          | Ratu Agnes Monica Dewi Sandra          | Ratu Agnes Monica Dewi Sandra          | Ratu Agnes Monica Dewi Sandra          | Ratu Agnes Monica Dewi Sandra          | Ratu Agnes Monica Dewi Sandra          | Ratu Agnes Monica Dewi Sandra          | Ratu Agnes Monica Dewi Sandra          | Ratu Agnes Monica Dewi Sandra          | Ratu Agnes Monica Dewi Sandra          | Ratu Agnes Monica Dewi Sandra          | Ratu Agnes Monica Dewi Sandra          | Ratu Agnes Monica Dewi Sandra          | Ratu Agnes Monica Dewi Sandra          | Ratu Agnes Monica Dewi Sandra          | Ratu Agnes Monica Dewi Sandra          | Personal Choice                            | Personal Choice                            | Personal Choice                            | Personal Choice                            | Personal Choice                            | Personal Choice                            | Personal Choice                            | Personal Choice                            | Personal Choice                            | Personal Choice                            | Personal Choice                            | Personal Choice                            | Personal Choice                            | Personal Choice                            | Personal Choice                            | Personal Choice                            | Personal Choice                            | Personal Choice                            | Personal Choice                            | Personal Choice                            | Personal Choice                            | Personal Choice                            | Personal Choice                            | Personal Choice                            | Personal Choice                            | Personal Choice                            | Personal Choice                            | Personal Choice                            | Personal Choice                            | Personal Choice                            | Personal Choice                            | Personal Choice                            | Personal Choice                            | Personal Choice                            | Personal Choice                            | Personal Choice                            | Personal Choice                            | Personal Choice                            | Personal Choice                            | Personal Choice                            | Personal Choice                            | Personal Choice                            | Personal Choice                            | Personal Choice                            | Personal Choice                            | Personal Choice                            | Personal Choice                            | Personal Choice                            | Personal Choice                            | Personal Choice                            | Personal Choice                            | Personal Choice                            | Personal Choice                            | Personal Choice                            | Personal Choice                            | Personal Choice                            | Personal Choice                            | Personal Choice                            | Personal Choice                            | Personal Choice                            | Personal Choice                            | Personal Choice                            | Personal Choice                            | Personal Choice                            | Personal Choice                            | Personal Choice                            | Personal Choice                            | Personal Choice                            | Personal Choice                            | Personal Choice                            | Personal Choice                            | Personal Choice                            | Personal Choice                            | Personal Choice                            | Personal Choice                            | Personal Choice                            | Personal Choice                            | Personal Choice                            | Personal Choice                            | Personal Choice                            | Personal Choice                            | Personal Choice                            | Personal Choice                            | Personal Choice                            | Personal Choice                            | Personal Choice                            | Personal Choice                            | Personal Choice                            | Personal Choice                            | Personal Choice                            | Personal Choice                            | Personal Choice                            | Personal Choice                            | Personal Choice                            | Personal Choice                            | Personal Choice                            | Personal Choice                            | Personal Choice                            | Personal Choice                            | Personal Choice                            | ==                             | ==                             | ==                             | ==                             | ==                             | ==                             | ==                             | ==                             | ==                             | ==                             | ==                             | ==                             | ==                             | ==                             | ==                             | ==                             | ==                             | ==                             | ==                             | ==                             | ==                             | ==                             | ==                             | ==                             | ==                             | ==                             | ==                             | ==                             | ==                             | ==                             | ==                             | ==                             | ==                             | ==                             | ==                             | ==                             | ==                             | ==                             | ==                             | ==                             | ==                             | ==                             | ==                             | ==                             | ==                             | ==                             | ==                             | ==                             | ==                             | ==                             | ==                             | ==                             | ==                             | ==                             | ==                             | ==                             | ==                             | ==                             | ==                             | ==                             | ==                             | ==                             | ==                             | ==                             | ==                             | ==                             | ==                             | ==                             | ==                             | ==                             | ==                             | ==                             | ==                             | ==                             | ==                             | ==                             | ==                             | ==                             | ==                             | ==                             | ==                             | ==                             | ==                             | ==                             | ==                             | ==                             | ==                             | ==                             | ==                             | ==                             | ==                             | ==                             | ==                             | ==                             | ==                             | ==                             | ==                             | ==                             | ==                             | ==                             |
| Grand Final      | Grand Final      | Grand Final      | Grand Final      | Grand Final      | Grand Final      | Grand Final      | Grand Final      | Grand Final      | Grand Final      | Grand Final      | Grand Final      | Grand Final      | Grand Final      | Grand Final      | Grand Final      | Grand Final      | Grand Final      | Grand Final      | Grand Final      | Grand Final      | Grand Final      | Grand Final      | Grand Final      | Grand Final      | Grand Final      | Grand Final      | Grand Final      | Grand Final      | Grand Final      | Grand Final      | Grand Final      | Grand Final      | Grand Final      | Grand Final      | Grand Final      | Grand Final      | Grand Final      | Grand Final      | Grand Final      | Grand Final      | Grand Final      | Grand Final      | Grand Final      | Grand Final      | Grand Final      | Grand Final      | Grand Final      | Grand Final      | Grand Final      | Grand Final      | Grand Final      | Grand Final      | Grand Final      | Grand Final      | Grand Final      | Grand Final      | Grand Final      | Grand Final      | Grand Final      | Grand Final      | Grand Final      | Grand Final      | Grand Final      | Grand Final      | Grand Final      | Grand Final      | Grand Final      | Grand Final      | Grand Final      | Grand Final      | Grand Final      | Grand Final      | Grand Final      | Grand Final      | Grand Final      | Grand Final      | Grand Final      | Grand Final      | Grand Final      | Grand Final      | Grand Final      | Grand Final      | Grand Final      | Grand Final      | Grand Final      | Grand Final      | Grand Final      | Grand Final      | Grand Final      | Grand Final      | Grand Final      | Grand Final      | Grand Final      | Grand Final      | Grand Final      | Grand Final      | Grand Final      | Grand Final      | Grand Final      | "Warna" "Because You Loved Me" "Aku Tetap Milikmu" | "Warna" "Because You Loved Me" "Aku Tetap Milikmu" | "Warna" "Because You Loved Me" "Aku Tetap Milikmu" | "Warna" "Because You Loved Me" "Aku Tetap Milikmu" | "Warna" "Because You Loved Me" "Aku Tetap Milikmu" | "Warna" "Because You Loved Me" "Aku Tetap Milikmu" | "Warna" "Because You Loved Me" "Aku Tetap Milikmu" | "Warna" "Because You Loved Me" "Aku Tetap Milikmu" | "Warna" "Because You Loved Me" "Aku Tetap Milikmu" | "Warna" "Because You Loved Me" "Aku Tetap Milikmu" | "Warna" "Because You Loved Me" "Aku Tetap Milikmu" | "Warna" "Because You Loved Me" "Aku Tetap Milikmu" | "Warna" "Because You Loved Me" "Aku Tetap Milikmu" | "Warna" "Because You Loved Me" "Aku Tetap Milikmu" | "Warna" "Because You Loved Me" "Aku Tetap Milikmu" | "Warna" "Because You Loved Me" "Aku Tetap Milikmu" | "Warna" "Because You Loved Me" "Aku Tetap Milikmu" | "Warna" "Because You Loved Me" "Aku Tetap Milikmu" | "Warna" "Because You Loved Me" "Aku Tetap Milikmu" | "Warna" "Because You Loved Me" "Aku Tetap Milikmu" | "Warna" "Because You Loved Me" "Aku Tetap Milikmu" | "Warna" "Because You Loved Me" "Aku Tetap Milikmu" | "Warna" "Because You Loved Me" "Aku Tetap Milikmu" | "Warna" "Because You Loved Me" "Aku Tetap Milikmu" | "Warna" "Because You Loved Me" "Aku Tetap Milikmu" | "Warna" "Because You Loved Me" "Aku Tetap Milikmu" | "Warna" "Because You Loved Me" "Aku Tetap Milikmu" | "Warna" "Because You Loved Me" "Aku Tetap Milikmu" | "Warna" "Because You Loved Me" "Aku Tetap Milikmu" | "Warna" "Because You Loved Me" "Aku Tetap Milikmu" | "Warna" "Because You Loved Me" "Aku Tetap Milikmu" | "Warna" "Because You Loved Me" "Aku Tetap Milikmu" | "Warna" "Because You Loved Me" "Aku Tetap Milikmu" | "Warna" "Because You Loved Me" "Aku Tetap Milikmu" | "Warna" "Because You Loved Me" "Aku Tetap Milikmu" | "Warna" "Because You Loved Me" "Aku Tetap Milikmu" | "Warna" "Because You Loved Me" "Aku Tetap Milikmu" | "Warna" "Because You Loved Me" "Aku Tetap Milikmu" | "Warna" "Because You Loved Me" "Aku Tetap Milikmu" | "Warna" "Because You Loved Me" "Aku Tetap Milikmu" | "Warna" "Because You Loved Me" "Aku Tetap Milikmu" | "Warna" "Because You Loved Me" "Aku Tetap Milikmu" | "Warna" "Because You Loved Me" "Aku Tetap Milikmu" | "Warna" "Because You Loved Me" "Aku Tetap Milikmu" | "Warna" "Because You Loved Me" "Aku Tetap Milikmu" | "Warna" "Because You Loved Me" "Aku Tetap Milikmu" | "Warna" "Because You Loved Me" "Aku Tetap Milikmu" | "Warna" "Because You Loved Me" "Aku Tetap Milikmu" | "Warna" "Because You Loved Me" "Aku Tetap Milikmu" | "Warna" "Because You Loved Me" "Aku Tetap Milikmu" | "Warna" "Because You Loved Me" "Aku Tetap Milikmu" | "Warna" "Because You Loved Me" "Aku Tetap Milikmu" | "Warna" "Because You Loved Me" "Aku Tetap Milikmu" | "Warna" "Because You Loved Me" "Aku Tetap Milikmu" | "Warna" "Because You Loved Me" "Aku Tetap Milikmu" | "Warna" "Because You Loved Me" "Aku Tetap Milikmu" | "Warna" "Because You Loved Me" "Aku Tetap Milikmu" | "Warna" "Because You Loved Me" "Aku Tetap Milikmu" | "Warna" "Because You Loved Me" "Aku Tetap Milikmu" | "Warna" "Because You Loved Me" "Aku Tetap Milikmu" | "Warna" "Because You Loved Me" "Aku Tetap Milikmu" | "Warna" "Because You Loved Me" "Aku Tetap Milikmu" | "Warna" "Because You Loved Me" "Aku Tetap Milikmu" | "Warna" "Because You Loved Me" "Aku Tetap Milikmu" | "Warna" "Because You Loved Me" "Aku Tetap Milikmu" | "Warna" "Because You Loved Me" "Aku Tetap Milikmu" | "Warna" "Because You Loved Me" "Aku Tetap Milikmu" | "Warna" "Because You Loved Me" "Aku Tetap Milikmu" | "Warna" "Because You Loved Me" "Aku Tetap Milikmu" | "Warna" "Because You Loved Me" "Aku Tetap Milikmu" | "Warna" "Because You Loved Me" "Aku Tetap Milikmu" | "Warna" "Because You Loved Me" "Aku Tetap Milikmu" | "Warna" "Because You Loved Me" "Aku Tetap Milikmu" | "Warna" "Because You Loved Me" "Aku Tetap Milikmu" | "Warna" "Because You Loved Me" "Aku Tetap Milikmu" | "Warna" "Because You Loved Me" "Aku Tetap Milikmu" | "Warna" "Because You Loved Me" "Aku Tetap Milikmu" | "Warna" "Because You Loved Me" "Aku Tetap Milikmu" | "Warna" "Because You Loved Me" "Aku Tetap Milikmu" | "Warna" "Because You Loved Me" "Aku Tetap Milikmu" | "Warna" "Because You Loved Me" "Aku Tetap Milikmu" | "Warna" "Because You Loved Me" "Aku Tetap Milikmu" | "Warna" "Because You Loved Me" "Aku Tetap Milikmu" | "Warna" "Because You Loved Me" "Aku Tetap Milikmu" | "Warna" "Because You Loved Me" "Aku Tetap Milikmu" | "Warna" "Because You Loved Me" "Aku Tetap Milikmu" | "Warna" "Because You Loved Me" "Aku Tetap Milikmu" | "Warna" "Because You Loved Me" "Aku Tetap Milikmu" | "Warna" "Because You Loved Me" "Aku Tetap Milikmu" | "Warna" "Because You Loved Me" "Aku Tetap Milikmu" | "Warna" "Because You Loved Me" "Aku Tetap Milikmu" | "Warna" "Because You Loved Me" "Aku Tetap Milikmu" | "Warna" "Because You Loved Me" "Aku Tetap Milikmu" | "Warna" "Because You Loved Me" "Aku Tetap Milikmu" | "Warna" "Because You Loved Me" "Aku Tetap Milikmu" | "Warna" "Because You Loved Me" "Aku Tetap Milikmu" | "Warna" "Because You Loved Me" "Aku Tetap Milikmu" | "Warna" "Because You Loved Me" "Aku Tetap Milikmu" | "Warna" "Because You Loved Me" "Aku Tetap Milikmu" | "Warna" "Because You Loved Me" "Aku Tetap Milikmu" | Sheila Majid Celine Dion Original Song | Sheila Majid Celine Dion Original Song | Sheila Majid Celine Dion Original Song | Sheila Majid Celine Dion Original Song | Sheila Majid Celine Dion Original Song | Sheila Majid Celine Dion Original Song | Sheila Majid Celine Dion Original Song | Sheila Majid Celine Dion Original Song | Sheila Majid Celine Dion Original Song | Sheila Majid Celine Dion Original Song | Sheila Majid Celine Dion Original Song | Sheila Majid Celine Dion Original Song | Sheila Majid Celine Dion Original Song | Sheila Majid Celine Dion Original Song | Sheila Majid Celine Dion Original Song | Sheila Majid Celine Dion Original Song | Sheila Majid Celine Dion Original Song | Sheila Majid Celine Dion Original Song | Sheila Majid Celine Dion Original Song | Sheila Majid Celine Dion Original Song | Sheila Majid Celine Dion Original Song | Sheila Majid Celine Dion Original Song | Sheila Majid Celine Dion Original Song | Sheila Majid Celine Dion Original Song | Sheila Majid Celine Dion Original Song | Sheila Majid Celine Dion Original Song | Sheila Majid Celine Dion Original Song | Sheila Majid Celine Dion Original Song | Sheila Majid Celine Dion Original Song | Sheila Majid Celine Dion Original Song | Sheila Majid Celine Dion Original Song | Sheila Majid Celine Dion Original Song | Sheila Majid Celine Dion Original Song | Sheila Majid Celine Dion Original Song | Sheila Majid Celine Dion Original Song | Sheila Majid Celine Dion Original Song | Sheila Majid Celine Dion Original Song | Sheila Majid Celine Dion Original Song | Sheila Majid Celine Dion Original Song | Sheila Majid Celine Dion Original Song | Sheila Majid Celine Dion Original Song | Sheila Majid Celine Dion Original Song | Sheila Majid Celine Dion Original Song | Sheila Majid Celine Dion Original Song | Sheila Majid Celine Dion Original Song | Sheila Majid Celine Dion Original Song | Sheila Majid Celine Dion Original Song | Sheila Majid Celine Dion Original Song | Sheila Majid Celine Dion Original Song | Sheila Majid Celine Dion Original Song | Sheila Majid Celine Dion Original Song | Sheila Majid Celine Dion Original Song | Sheila Majid Celine Dion Original Song | Sheila Majid Celine Dion Original Song | Sheila Majid Celine Dion Original Song | Sheila Majid Celine Dion Original Song | Sheila Majid Celine Dion Original Song | Sheila Majid Celine Dion Original Song | Sheila Majid Celine Dion Original Song | Sheila Majid Celine Dion Original Song | Sheila Majid Celine Dion Original Song | Sheila Majid Celine Dion Original Song | Sheila Majid Celine Dion Original Song | Sheila Majid Celine Dion Original Song | Sheila Majid Celine Dion Original Song | Sheila Majid Celine Dion Original Song | Sheila Majid Celine Dion Original Song | Sheila Majid Celine Dion Original Song | Sheila Majid Celine Dion Original Song | Sheila Majid Celine Dion Original Song | Sheila Majid Celine Dion Original Song | Sheila Majid Celine Dion Original Song | Sheila Majid Celine Dion Original Song | Sheila Majid Celine Dion Original Song | Sheila Majid Celine Dion Original Song | Sheila Majid Celine Dion Original Song | Sheila Majid Celine Dion Original Song | Sheila Majid Celine Dion Original Song | Sheila Majid Celine Dion Original Song | Sheila Majid Celine Dion Original Song | Sheila Majid Celine Dion Original Song | Sheila Majid Celine Dion Original Song | Sheila Majid Celine Dion Original Song | Sheila Majid Celine Dion Original Song | Sheila Majid Celine Dion Original Song | Sheila Majid Celine Dion Original Song | Sheila Majid Celine Dion Original Song | Sheila Majid Celine Dion Original Song | Sheila Majid Celine Dion Original Song | Sheila Majid Celine Dion Original Song | Sheila Majid Celine Dion Original Song | Sheila Majid Celine Dion Original Song | Sheila Majid Celine Dion Original Song | Sheila Majid Celine Dion Original Song | Sheila Majid Celine Dion Original Song | Sheila Majid Celine Dion Original Song | Sheila Majid Celine Dion Original Song | Sheila Majid Celine Dion Original Song | Sheila Majid Celine Dion Original Song | Sheila Majid Celine Dion Original Song | Judges' Choice Personal Choice Winner Song | Judges' Choice Personal Choice Winner Song | Judges' Choice Personal Choice Winner Song | Judges' Choice Personal Choice Winner Song | Judges' Choice Personal Choice Winner Song | Judges' Choice Personal Choice Winner Song | Judges' Choice Personal Choice Winner Song | Judges' Choice Personal Choice Winner Song | Judges' Choice Personal Choice Winner Song | Judges' Choice Personal Choice Winner Song | Judges' Choice Personal Choice Winner Song | Judges' Choice Personal Choice Winner Song | Judges' Choice Personal Choice Winner Song | Judges' Choice Personal Choice Winner Song | Judges' Choice Personal Choice Winner Song | Judges' Choice Personal Choice Winner Song | Judges' Choice Personal Choice Winner Song | Judges' Choice Personal Choice Winner Song | Judges' Choice Personal Choice Winner Song | Judges' Choice Personal Choice Winner Song | Judges' Choice Personal Choice Winner Song | Judges' Choice Personal Choice Winner Song | Judges' Choice Personal Choice Winner Song | Judges' Choice Personal Choice Winner Song | Judges' Choice Personal Choice Winner Song | Judges' Choice Personal Choice Winner Song | Judges' Choice Personal Choice Winner Song | Judges' Choice Personal Choice Winner Song | Judges' Choice Personal Choice Winner Song | Judges' Choice Personal Choice Winner Song | Judges' Choice Personal Choice Winner Song | Judges' Choice Personal Choice Winner Song | Judges' Choice Personal Choice Winner Song | Judges' Choice Personal Choice Winner Song | Judges' Choice Personal Choice Winner Song | Judges' Choice Personal Choice Winner Song | Judges' Choice Personal Choice Winner Song | Judges' Choice Personal Choice Winner Song | Judges' Choice Personal Choice Winner Song | Judges' Choice Personal Choice Winner Song | Judges' Choice Personal Choice Winner Song | Judges' Choice Personal Choice Winner Song | Judges' Choice Personal Choice Winner Song | Judges' Choice Personal Choice Winner Song | Judges' Choice Personal Choice Winner Song | Judges' Choice Personal Choice Winner Song | Judges' Choice Personal Choice Winner Song | Judges' Choice Personal Choice Winner Song | Judges' Choice Personal Choice Winner Song | Judges' Choice Personal Choice Winner Song | Judges' Choice Personal Choice Winner Song | Judges' Choice Personal Choice Winner Song | Judges' Choice Personal Choice Winner Song | Judges' Choice Personal Choice Winner Song | Judges' Choice Personal Choice Winner Song | Judges' Choice Personal Choice Winner Song | Judges' Choice Personal Choice Winner Song | Judges' Choice Personal Choice Winner Song | Judges' Choice Personal Choice Winner Song | Judges' Choice Personal Choice Winner Song | Judges' Choice Personal Choice Winner Song | Judges' Choice Personal Choice Winner Song | Judges' Choice Personal Choice Winner Song | Judges' Choice Personal Choice Winner Song | Judges' Choice Personal Choice Winner Song | Judges' Choice Personal Choice Winner Song | Judges' Choice Personal Choice Winner Song | Judges' Choice Personal Choice Winner Song | Judges' Choice Personal Choice Winner Song | Judges' Choice Personal Choice Winner Song | Judges' Choice Personal Choice Winner Song | Judges' Choice Personal Choice Winner Song | Judges' Choice Personal Choice Winner Song | Judges' Choice Personal Choice Winner Song | Judges' Choice Personal Choice Winner Song | Judges' Choice Personal Choice Winner Song | Judges' Choice Personal Choice Winner Song | Judges' Choice Personal Choice Winner Song | Judges' Choice Personal Choice Winner Song | Judges' Choice Personal Choice Winner Song | Judges' Choice Personal Choice Winner Song | Judges' Choice Personal Choice Winner Song | Judges' Choice Personal Choice Winner Song | Judges' Choice Personal Choice Winner Song | Judges' Choice Personal Choice Winner Song | Judges' Choice Personal Choice Winner Song | Judges' Choice Personal Choice Winner Song | Judges' Choice Personal Choice Winner Song | Judges' Choice Personal Choice Winner Song | Judges' Choice Personal Choice Winner Song | Judges' Choice Personal Choice Winner Song | Judges' Choice Personal Choice Winner Song | Judges' Choice Personal Choice Winner Song | Judges' Choice Personal Choice Winner Song | Judges' Choice Personal Choice Winner Song | Judges' Choice Personal Choice Winner Song | Judges' Choice Personal Choice Winner Song | Judges' Choice Personal Choice Winner Song | Judges' Choice Personal Choice Winner Song | Judges' Choice Personal Choice Winner Song | Winner                         | Winner                         | Winner                         | Winner                         | Winner                         | Winner                         | Winner                         | Winner                         | Winner                         | Winner                         | Winner                         | Winner                         | Winner                         | Winner                         | Winner                         | Winner                         | Winner                         | Winner                         | Winner                         | Winner                         | Winner                         | Winner                         | Winner                         | Winner                         | Winner                         | Winner                         | Winner                         | Winner                         | Winner                         | Winner                         | Winner                         | Winner                         | Winner                         | Winner                         | Winner                         | Winner                         | Winner                         | Winner                         | Winner                         | Winner                         | Winner                         | Winner                         | Winner                         | Winner                         | Winner                         | Winner                         | Winner                         | Winner                         | Winner                         | Winner                         | Winner                         | Winner                         | Winner                         | Winner                         | Winner                         | Winner                         | Winner                         | Winner                         | Winner                         | Winner                         | Winner                         | Winner                         | Winner                         | Winner                         | Winner                         | Winner                         | Winner                         | Winner                         | Winner                         | Winner                         | Winner                         | Winner                         | Winner                         | Winner                         | Winner                         | Winner                         | Winner                         | Winner                         | Winner                         | Winner                         | Winner                         | Winner                         | Winner                         | Winner                         | Winner                         | Winner                         | Winner                         | Winner                         | Winner                         | Winner                         | Winner                         | Winner                         | Winner                         | Winner                         | Winner                         | Winner                         | Winner                         | Winner                         | Winner                         | Winner                         |

### Lista de Asia Idol: Selección de actuaciones Indonesia
| Puesto # | Puesto # | Puesto # | Puesto # | Puesto # | Puesto # | Puesto # | Puesto # | Puesto # | Puesto # | Puesto # | Puesto # | Puesto # | Puesto # | Puesto # | Puesto # | Puesto # | Puesto # | Puesto # | Puesto # | Puesto # | Puesto # | Puesto # | Puesto # | Puesto # | Puesto # | Puesto # | Puesto # | Puesto # | Puesto # | Puesto # | Puesto # | Puesto # | Puesto # | Puesto # | Puesto # | Puesto # | Puesto # | Puesto # | Puesto # | Puesto # | Puesto # | Puesto # | Puesto # | Puesto # | Puesto # | Puesto # | Puesto # | Puesto # | Puesto # | Puesto # | Puesto # | Puesto # | Puesto # | Puesto # | Puesto # | Puesto # | Puesto # | Puesto # | Puesto # | Puesto # | Puesto # | Puesto # | Puesto # | Puesto # | Puesto # | Puesto # | Puesto # | Puesto # | Puesto # | Puesto # | Puesto # | Puesto # | Puesto # | Puesto # | Puesto # | Puesto # | Puesto # | Puesto # | Puesto # | Puesto # | Puesto # | Puesto # | Puesto # | Puesto # | Puesto # | Puesto # | Puesto # | Puesto # | Puesto # | Puesto # | Puesto # | Puesto # | Puesto # | Puesto # | Puesto # | Puesto # | Puesto # | Puesto # | Puesto # | Canción de elección | Canción de elección | Canción de elección | Canción de elección | Canción de elección | Canción de elección | Canción de elección | Canción de elección | Canción de elección | Canción de elección | Canción de elección | Canción de elección | Canción de elección | Canción de elección | Canción de elección | Canción de elección | Canción de elección | Canción de elección | Canción de elección | Canción de elección | Canción de elección | Canción de elección | Canción de elección | Canción de elección | Canción de elección | Canción de elección | Canción de elección | Canción de elección | Canción de elección | Canción de elección | Canción de elección | Canción de elección | Canción de elección | Canción de elección | Canción de elección | Canción de elección | Canción de elección | Canción de elección | Canción de elección | Canción de elección | Canción de elección | Canción de elección | Canción de elección | Canción de elección | Canción de elección | Canción de elección | Canción de elección | Canción de elección | Canción de elección | Canción de elección | Canción de elección | Canción de elección | Canción de elección | Canción de elección | Canción de elección | Canción de elección | Canción de elección | Canción de elección | Canción de elección | Canción de elección | Canción de elección | Canción de elección | Canción de elección | Canción de elección | Canción de elección | Canción de elección | Canción de elección | Canción de elección | Canción de elección | Canción de elección | Canción de elección | Canción de elección | Canción de elección | Canción de elección | Canción de elección | Canción de elección | Canción de elección | Canción de elección | Canción de elección | Canción de elección | Canción de elección | Canción de elección | Canción de elección | Canción de elección | Canción de elección | Canción de elección | Canción de elección | Canción de elección | Canción de elección | Canción de elección | Canción de elección | Canción de elección | Canción de elección | Canción de elección | Canción de elección | Canción de elección | Canción de elección | Canción de elección | Canción de elección | Canción de elección | Artista Original                                                             | Artista Original                                                             | Artista Original                                                             | Artista Original                                                             | Artista Original                                                             | Artista Original                                                             | Artista Original                                                             | Artista Original                                                             | Artista Original                                                             | Artista Original                                                             | Artista Original                                                             | Artista Original                                                             | Artista Original                                                             | Artista Original                                                             | Artista Original                                                             | Artista Original                                                             | Artista Original                                                             | Artista Original                                                             | Artista Original                                                             | Artista Original                                                             | Artista Original                                                             | Artista Original                                                             | Artista Original                                                             | Artista Original                                                             | Artista Original                                                             | Artista Original                                                             | Artista Original                                                             | Artista Original                                                             | Artista Original                                                             | Artista Original                                                             | Artista Original                                                             | Artista Original                                                             | Artista Original                                                             | Artista Original                                                             | Artista Original                                                             | Artista Original                                                             | Artista Original                                                             | Artista Original                                                             | Artista Original                                                             | Artista Original                                                             | Artista Original                                                             | Artista Original                                                             | Artista Original                                                             | Artista Original                                                             | Artista Original                                                             | Artista Original                                                             | Artista Original                                                             | Artista Original                                                             | Artista Original                                                             | Artista Original                                                             | Artista Original                                                             | Artista Original                                                             | Artista Original                                                             | Artista Original                                                             | Artista Original                                                             | Artista Original                                                             | Artista Original                                                             | Artista Original                                                             | Artista Original                                                             | Artista Original                                                             | Artista Original                                                             | Artista Original                                                             | Artista Original                                                             | Artista Original                                                             | Artista Original                                                             | Artista Original                                                             | Artista Original                                                             | Artista Original                                                             | Artista Original                                                             | Artista Original                                                             | Artista Original                                                             | Artista Original                                                             | Artista Original                                                             | Artista Original                                                             | Artista Original                                                             | Artista Original                                                             | Artista Original                                                             | Artista Original                                                             | Artista Original                                                             | Artista Original                                                             | Artista Original                                                             | Artista Original                                                             | Artista Original                                                             | Artista Original                                                             | Artista Original                                                             | Artista Original                                                             | Artista Original                                                             | Artista Original                                                             | Artista Original                                                             | Artista Original                                                             | Artista Original                                                             | Artista Original                                                             | Artista Original                                                             | Artista Original                                                             | Artista Original                                                             | Artista Original                                                             | Artista Original                                                             | Artista Original                                                             | Artista Original                                                             | Artista Original                                                             | Resultado | Resultado | Resultado | Resultado | Resultado | Resultado | Resultado | Resultado | Resultado | Resultado | Resultado | Resultado | Resultado | Resultado | Resultado | Resultado | Resultado | Resultado | Resultado | Resultado | Resultado | Resultado | Resultado | Resultado | Resultado | Resultado | Resultado | Resultado | Resultado | Resultado | Resultado | Resultado | Resultado | Resultado | Resultado | Resultado | Resultado | Resultado | Resultado | Resultado | Resultado | Resultado | Resultado | Resultado | Resultado | Resultado | Resultado | Resultado | Resultado | Resultado | Resultado | Resultado | Resultado | Resultado | Resultado | Resultado | Resultado | Resultado | Resultado | Resultado | Resultado | Resultado | Resultado | Resultado | Resultado | Resultado | Resultado | Resultado | Resultado | Resultado | Resultado | Resultado | Resultado | Resultado | Resultado | Resultado | Resultado | Resultado | Resultado | Resultado | Resultado | Resultado | Resultado | Resultado | Resultado | Resultado | Resultado | Resultado | Resultado | Resultado | Resultado | Resultado | Resultado | Resultado | Resultado | Resultado | Resultado | Resultado | Resultado | Resultado |
| Premier  | Premier  | Premier  | Premier  | Premier  | Premier  | Premier  | Premier  | Premier  | Premier  | Premier  | Premier  | Premier  | Premier  | Premier  | Premier  | Premier  | Premier  | Premier  | Premier  | Premier  | Premier  | Premier  | Premier  | Premier  | Premier  | Premier  | Premier  | Premier  | Premier  | Premier  | Premier  | Premier  | Premier  | Premier  | Premier  | Premier  | Premier  | Premier  | Premier  | Premier  | Premier  | Premier  | Premier  | Premier  | Premier  | Premier  | Premier  | Premier  | Premier  | Premier  | Premier  | Premier  | Premier  | Premier  | Premier  | Premier  | Premier  | Premier  | Premier  | Premier  | Premier  | Premier  | Premier  | Premier  | Premier  | Premier  | Premier  | Premier  | Premier  | Premier  | Premier  | Premier  | Premier  | Premier  | Premier  | Premier  | Premier  | Premier  | Premier  | Premier  | Premier  | Premier  | Premier  | Premier  | Premier  | Premier  | Premier  | Premier  | Premier  | Premier  | Premier  | Premier  | Premier  | Premier  | Premier  | Premier  | Premier  | Premier  | Premier  | "Andai Aku Bisa" "Crazy In Love" "Di Penghujung Muda" "Breakthrough" "Zamrud Khatulistiwa" "When You Believe" (With Delon, Mike & Ihsan) | "Andai Aku Bisa" "Crazy In Love" "Di Penghujung Muda" "Breakthrough" "Zamrud Khatulistiwa" "When You Believe" (With Delon, Mike & Ihsan) | "Andai Aku Bisa" "Crazy In Love" "Di Penghujung Muda" "Breakthrough" "Zamrud Khatulistiwa" "When You Believe" (With Delon, Mike & Ihsan) | "Andai Aku Bisa" "Crazy In Love" "Di Penghujung Muda" "Breakthrough" "Zamrud Khatulistiwa" "When You Believe" (With Delon, Mike & Ihsan) | "Andai Aku Bisa" "Crazy In Love" "Di Penghujung Muda" "Breakthrough" "Zamrud Khatulistiwa" "When You Believe" (With Delon, Mike & Ihsan) | "Andai Aku Bisa" "Crazy In Love" "Di Penghujung Muda" "Breakthrough" "Zamrud Khatulistiwa" "When You Believe" (With Delon, Mike & Ihsan) | "Andai Aku Bisa" "Crazy In Love" "Di Penghujung Muda" "Breakthrough" "Zamrud Khatulistiwa" "When You Believe" (With Delon, Mike & Ihsan) | "Andai Aku Bisa" "Crazy In Love" "Di Penghujung Muda" "Breakthrough" "Zamrud Khatulistiwa" "When You Believe" (With Delon, Mike & Ihsan) | "Andai Aku Bisa" "Crazy In Love" "Di Penghujung Muda" "Breakthrough" "Zamrud Khatulistiwa" "When You Believe" (With Delon, Mike & Ihsan) | "Andai Aku Bisa" "Crazy In Love" "Di Penghujung Muda" "Breakthrough" "Zamrud Khatulistiwa" "When You Believe" (With Delon, Mike & Ihsan) | "Andai Aku Bisa" "Crazy In Love" "Di Penghujung Muda" "Breakthrough" "Zamrud Khatulistiwa" "When You Believe" (With Delon, Mike & Ihsan) | "Andai Aku Bisa" "Crazy In Love" "Di Penghujung Muda" "Breakthrough" "Zamrud Khatulistiwa" "When You Believe" (With Delon, Mike & Ihsan) | "Andai Aku Bisa" "Crazy In Love" "Di Penghujung Muda" "Breakthrough" "Zamrud Khatulistiwa" "When You Believe" (With Delon, Mike & Ihsan) | "Andai Aku Bisa" "Crazy In Love" "Di Penghujung Muda" "Breakthrough" "Zamrud Khatulistiwa" "When You Believe" (With Delon, Mike & Ihsan) | "Andai Aku Bisa" "Crazy In Love" "Di Penghujung Muda" "Breakthrough" "Zamrud Khatulistiwa" "When You Believe" (With Delon, Mike & Ihsan) | "Andai Aku Bisa" "Crazy In Love" "Di Penghujung Muda" "Breakthrough" "Zamrud Khatulistiwa" "When You Believe" (With Delon, Mike & Ihsan) | "Andai Aku Bisa" "Crazy In Love" "Di Penghujung Muda" "Breakthrough" "Zamrud Khatulistiwa" "When You Believe" (With Delon, Mike & Ihsan) | "Andai Aku Bisa" "Crazy In Love" "Di Penghujung Muda" "Breakthrough" "Zamrud Khatulistiwa" "When You Believe" (With Delon, Mike & Ihsan) | "Andai Aku Bisa" "Crazy In Love" "Di Penghujung Muda" "Breakthrough" "Zamrud Khatulistiwa" "When You Believe" (With Delon, Mike & Ihsan) | "Andai Aku Bisa" "Crazy In Love" "Di Penghujung Muda" "Breakthrough" "Zamrud Khatulistiwa" "When You Believe" (With Delon, Mike & Ihsan) | "Andai Aku Bisa" "Crazy In Love" "Di Penghujung Muda" "Breakthrough" "Zamrud Khatulistiwa" "When You Believe" (With Delon, Mike & Ihsan) | "Andai Aku Bisa" "Crazy In Love" "Di Penghujung Muda" "Breakthrough" "Zamrud Khatulistiwa" "When You Believe" (With Delon, Mike & Ihsan) | "Andai Aku Bisa" "Crazy In Love" "Di Penghujung Muda" "Breakthrough" "Zamrud Khatulistiwa" "When You Believe" (With Delon, Mike & Ihsan) | "Andai Aku Bisa" "Crazy In Love" "Di Penghujung Muda" "Breakthrough" "Zamrud Khatulistiwa" "When You Believe" (With Delon, Mike & Ihsan) | "Andai Aku Bisa" "Crazy In Love" "Di Penghujung Muda" "Breakthrough" "Zamrud Khatulistiwa" "When You Believe" (With Delon, Mike & Ihsan) | "Andai Aku Bisa" "Crazy In Love" "Di Penghujung Muda" "Breakthrough" "Zamrud Khatulistiwa" "When You Believe" (With Delon, Mike & Ihsan) | "Andai Aku Bisa" "Crazy In Love" "Di Penghujung Muda" "Breakthrough" "Zamrud Khatulistiwa" "When You Believe" (With Delon, Mike & Ihsan) | "Andai Aku Bisa" "Crazy In Love" "Di Penghujung Muda" "Breakthrough" "Zamrud Khatulistiwa" "When You Believe" (With Delon, Mike & Ihsan) | "Andai Aku Bisa" "Crazy In Love" "Di Penghujung Muda" "Breakthrough" "Zamrud Khatulistiwa" "When You Believe" (With Delon, Mike & Ihsan) | "Andai Aku Bisa" "Crazy In Love" "Di Penghujung Muda" "Breakthrough" "Zamrud Khatulistiwa" "When You Believe" (With Delon, Mike & Ihsan) | "Andai Aku Bisa" "Crazy In Love" "Di Penghujung Muda" "Breakthrough" "Zamrud Khatulistiwa" "When You Believe" (With Delon, Mike & Ihsan) | "Andai Aku Bisa" "Crazy In Love" "Di Penghujung Muda" "Breakthrough" "Zamrud Khatulistiwa" "When You Believe" (With Delon, Mike & Ihsan) | "Andai Aku Bisa" "Crazy In Love" "Di Penghujung Muda" "Breakthrough" "Zamrud Khatulistiwa" "When You Believe" (With Delon, Mike & Ihsan) | "Andai Aku Bisa" "Crazy In Love" "Di Penghujung Muda" "Breakthrough" "Zamrud Khatulistiwa" "When You Believe" (With Delon, Mike & Ihsan) | "Andai Aku Bisa" "Crazy In Love" "Di Penghujung Muda" "Breakthrough" "Zamrud Khatulistiwa" "When You Believe" (With Delon, Mike & Ihsan) | "Andai Aku Bisa" "Crazy In Love" "Di Penghujung Muda" "Breakthrough" "Zamrud Khatulistiwa" "When You Believe" (With Delon, Mike & Ihsan) | "Andai Aku Bisa" "Crazy In Love" "Di Penghujung Muda" "Breakthrough" "Zamrud Khatulistiwa" "When You Believe" (With Delon, Mike & Ihsan) | "Andai Aku Bisa" "Crazy In Love" "Di Penghujung Muda" "Breakthrough" "Zamrud Khatulistiwa" "When You Believe" (With Delon, Mike & Ihsan) | "Andai Aku Bisa" "Crazy In Love" "Di Penghujung Muda" "Breakthrough" "Zamrud Khatulistiwa" "When You Believe" (With Delon, Mike & Ihsan) | "Andai Aku Bisa" "Crazy In Love" "Di Penghujung Muda" "Breakthrough" "Zamrud Khatulistiwa" "When You Believe" (With Delon, Mike & Ihsan) | "Andai Aku Bisa" "Crazy In Love" "Di Penghujung Muda" "Breakthrough" "Zamrud Khatulistiwa" "When You Believe" (With Delon, Mike & Ihsan) | "Andai Aku Bisa" "Crazy In Love" "Di Penghujung Muda" "Breakthrough" "Zamrud Khatulistiwa" "When You Believe" (With Delon, Mike & Ihsan) | "Andai Aku Bisa" "Crazy In Love" "Di Penghujung Muda" "Breakthrough" "Zamrud Khatulistiwa" "When You Believe" (With Delon, Mike & Ihsan) | "Andai Aku Bisa" "Crazy In Love" "Di Penghujung Muda" "Breakthrough" "Zamrud Khatulistiwa" "When You Believe" (With Delon, Mike & Ihsan) | "Andai Aku Bisa" "Crazy In Love" "Di Penghujung Muda" "Breakthrough" "Zamrud Khatulistiwa" "When You Believe" (With Delon, Mike & Ihsan) | "Andai Aku Bisa" "Crazy In Love" "Di Penghujung Muda" "Breakthrough" "Zamrud Khatulistiwa" "When You Believe" (With Delon, Mike & Ihsan) | "Andai Aku Bisa" "Crazy In Love" "Di Penghujung Muda" "Breakthrough" "Zamrud Khatulistiwa" "When You Believe" (With Delon, Mike & Ihsan) | "Andai Aku Bisa" "Crazy In Love" "Di Penghujung Muda" "Breakthrough" "Zamrud Khatulistiwa" "When You Believe" (With Delon, Mike & Ihsan) | "Andai Aku Bisa" "Crazy In Love" "Di Penghujung Muda" "Breakthrough" "Zamrud Khatulistiwa" "When You Believe" (With Delon, Mike & Ihsan) | "Andai Aku Bisa" "Crazy In Love" "Di Penghujung Muda" "Breakthrough" "Zamrud Khatulistiwa" "When You Believe" (With Delon, Mike & Ihsan) | "Andai Aku Bisa" "Crazy In Love" "Di Penghujung Muda" "Breakthrough" "Zamrud Khatulistiwa" "When You Believe" (With Delon, Mike & Ihsan) | "Andai Aku Bisa" "Crazy In Love" "Di Penghujung Muda" "Breakthrough" "Zamrud Khatulistiwa" "When You Believe" (With Delon, Mike & Ihsan) | "Andai Aku Bisa" "Crazy In Love" "Di Penghujung Muda" "Breakthrough" "Zamrud Khatulistiwa" "When You Believe" (With Delon, Mike & Ihsan) | "Andai Aku Bisa" "Crazy In Love" "Di Penghujung Muda" "Breakthrough" "Zamrud Khatulistiwa" "When You Believe" (With Delon, Mike & Ihsan) | "Andai Aku Bisa" "Crazy In Love" "Di Penghujung Muda" "Breakthrough" "Zamrud Khatulistiwa" "When You Believe" (With Delon, Mike & Ihsan) | "Andai Aku Bisa" "Crazy In Love" "Di Penghujung Muda" "Breakthrough" "Zamrud Khatulistiwa" "When You Believe" (With Delon, Mike & Ihsan) | "Andai Aku Bisa" "Crazy In Love" "Di Penghujung Muda" "Breakthrough" "Zamrud Khatulistiwa" "When You Believe" (With Delon, Mike & Ihsan) | "Andai Aku Bisa" "Crazy In Love" "Di Penghujung Muda" "Breakthrough" "Zamrud Khatulistiwa" "When You Believe" (With Delon, Mike & Ihsan) | "Andai Aku Bisa" "Crazy In Love" "Di Penghujung Muda" "Breakthrough" "Zamrud Khatulistiwa" "When You Believe" (With Delon, Mike & Ihsan) | "Andai Aku Bisa" "Crazy In Love" "Di Penghujung Muda" "Breakthrough" "Zamrud Khatulistiwa" "When You Believe" (With Delon, Mike & Ihsan) | "Andai Aku Bisa" "Crazy In Love" "Di Penghujung Muda" "Breakthrough" "Zamrud Khatulistiwa" "When You Believe" (With Delon, Mike & Ihsan) | "Andai Aku Bisa" "Crazy In Love" "Di Penghujung Muda" "Breakthrough" "Zamrud Khatulistiwa" "When You Believe" (With Delon, Mike & Ihsan) | "Andai Aku Bisa" "Crazy In Love" "Di Penghujung Muda" "Breakthrough" "Zamrud Khatulistiwa" "When You Believe" (With Delon, Mike & Ihsan) | "Andai Aku Bisa" "Crazy In Love" "Di Penghujung Muda" "Breakthrough" "Zamrud Khatulistiwa" "When You Believe" (With Delon, Mike & Ihsan) | "Andai Aku Bisa" "Crazy In Love" "Di Penghujung Muda" "Breakthrough" "Zamrud Khatulistiwa" "When You Believe" (With Delon, Mike & Ihsan) | "Andai Aku Bisa" "Crazy In Love" "Di Penghujung Muda" "Breakthrough" "Zamrud Khatulistiwa" "When You Believe" (With Delon, Mike & Ihsan) | "Andai Aku Bisa" "Crazy In Love" "Di Penghujung Muda" "Breakthrough" "Zamrud Khatulistiwa" "When You Believe" (With Delon, Mike & Ihsan) | "Andai Aku Bisa" "Crazy In Love" "Di Penghujung Muda" "Breakthrough" "Zamrud Khatulistiwa" "When You Believe" (With Delon, Mike & Ihsan) | "Andai Aku Bisa" "Crazy In Love" "Di Penghujung Muda" "Breakthrough" "Zamrud Khatulistiwa" "When You Believe" (With Delon, Mike & Ihsan) | "Andai Aku Bisa" "Crazy In Love" "Di Penghujung Muda" "Breakthrough" "Zamrud Khatulistiwa" "When You Believe" (With Delon, Mike & Ihsan) | "Andai Aku Bisa" "Crazy In Love" "Di Penghujung Muda" "Breakthrough" "Zamrud Khatulistiwa" "When You Believe" (With Delon, Mike & Ihsan) | "Andai Aku Bisa" "Crazy In Love" "Di Penghujung Muda" "Breakthrough" "Zamrud Khatulistiwa" "When You Believe" (With Delon, Mike & Ihsan) | "Andai Aku Bisa" "Crazy In Love" "Di Penghujung Muda" "Breakthrough" "Zamrud Khatulistiwa" "When You Believe" (With Delon, Mike & Ihsan) | "Andai Aku Bisa" "Crazy In Love" "Di Penghujung Muda" "Breakthrough" "Zamrud Khatulistiwa" "When You Believe" (With Delon, Mike & Ihsan) | "Andai Aku Bisa" "Crazy In Love" "Di Penghujung Muda" "Breakthrough" "Zamrud Khatulistiwa" "When You Believe" (With Delon, Mike & Ihsan) | "Andai Aku Bisa" "Crazy In Love" "Di Penghujung Muda" "Breakthrough" "Zamrud Khatulistiwa" "When You Believe" (With Delon, Mike & Ihsan) | "Andai Aku Bisa" "Crazy In Love" "Di Penghujung Muda" "Breakthrough" "Zamrud Khatulistiwa" "When You Believe" (With Delon, Mike & Ihsan) | "Andai Aku Bisa" "Crazy In Love" "Di Penghujung Muda" "Breakthrough" "Zamrud Khatulistiwa" "When You Believe" (With Delon, Mike & Ihsan) | "Andai Aku Bisa" "Crazy In Love" "Di Penghujung Muda" "Breakthrough" "Zamrud Khatulistiwa" "When You Believe" (With Delon, Mike & Ihsan) | "Andai Aku Bisa" "Crazy In Love" "Di Penghujung Muda" "Breakthrough" "Zamrud Khatulistiwa" "When You Believe" (With Delon, Mike & Ihsan) | "Andai Aku Bisa" "Crazy In Love" "Di Penghujung Muda" "Breakthrough" "Zamrud Khatulistiwa" "When You Believe" (With Delon, Mike & Ihsan) | "Andai Aku Bisa" "Crazy In Love" "Di Penghujung Muda" "Breakthrough" "Zamrud Khatulistiwa" "When You Believe" (With Delon, Mike & Ihsan) | "Andai Aku Bisa" "Crazy In Love" "Di Penghujung Muda" "Breakthrough" "Zamrud Khatulistiwa" "When You Believe" (With Delon, Mike & Ihsan) | "Andai Aku Bisa" "Crazy In Love" "Di Penghujung Muda" "Breakthrough" "Zamrud Khatulistiwa" "When You Believe" (With Delon, Mike & Ihsan) | "Andai Aku Bisa" "Crazy In Love" "Di Penghujung Muda" "Breakthrough" "Zamrud Khatulistiwa" "When You Believe" (With Delon, Mike & Ihsan) | "Andai Aku Bisa" "Crazy In Love" "Di Penghujung Muda" "Breakthrough" "Zamrud Khatulistiwa" "When You Believe" (With Delon, Mike & Ihsan) | "Andai Aku Bisa" "Crazy In Love" "Di Penghujung Muda" "Breakthrough" "Zamrud Khatulistiwa" "When You Believe" (With Delon, Mike & Ihsan) | "Andai Aku Bisa" "Crazy In Love" "Di Penghujung Muda" "Breakthrough" "Zamrud Khatulistiwa" "When You Believe" (With Delon, Mike & Ihsan) | "Andai Aku Bisa" "Crazy In Love" "Di Penghujung Muda" "Breakthrough" "Zamrud Khatulistiwa" "When You Believe" (With Delon, Mike & Ihsan) | "Andai Aku Bisa" "Crazy In Love" "Di Penghujung Muda" "Breakthrough" "Zamrud Khatulistiwa" "When You Believe" (With Delon, Mike & Ihsan) | "Andai Aku Bisa" "Crazy In Love" "Di Penghujung Muda" "Breakthrough" "Zamrud Khatulistiwa" "When You Believe" (With Delon, Mike & Ihsan) | "Andai Aku Bisa" "Crazy In Love" "Di Penghujung Muda" "Breakthrough" "Zamrud Khatulistiwa" "When You Believe" (With Delon, Mike & Ihsan) | "Andai Aku Bisa" "Crazy In Love" "Di Penghujung Muda" "Breakthrough" "Zamrud Khatulistiwa" "When You Believe" (With Delon, Mike & Ihsan) | "Andai Aku Bisa" "Crazy In Love" "Di Penghujung Muda" "Breakthrough" "Zamrud Khatulistiwa" "When You Believe" (With Delon, Mike & Ihsan) | "Andai Aku Bisa" "Crazy In Love" "Di Penghujung Muda" "Breakthrough" "Zamrud Khatulistiwa" "When You Believe" (With Delon, Mike & Ihsan) | "Andai Aku Bisa" "Crazy In Love" "Di Penghujung Muda" "Breakthrough" "Zamrud Khatulistiwa" "When You Believe" (With Delon, Mike & Ihsan) | "Andai Aku Bisa" "Crazy In Love" "Di Penghujung Muda" "Breakthrough" "Zamrud Khatulistiwa" "When You Believe" (With Delon, Mike & Ihsan) | "Andai Aku Bisa" "Crazy In Love" "Di Penghujung Muda" "Breakthrough" "Zamrud Khatulistiwa" "When You Believe" (With Delon, Mike & Ihsan) | "Andai Aku Bisa" "Crazy In Love" "Di Penghujung Muda" "Breakthrough" "Zamrud Khatulistiwa" "When You Believe" (With Delon, Mike & Ihsan) | "Andai Aku Bisa" "Crazy In Love" "Di Penghujung Muda" "Breakthrough" "Zamrud Khatulistiwa" "When You Believe" (With Delon, Mike & Ihsan) | Chrisye Beyonce Knowles Samsons Nidji Chrisye Whitney Houston & Mariah Carey | Chrisye Beyonce Knowles Samsons Nidji Chrisye Whitney Houston & Mariah Carey | Chrisye Beyonce Knowles Samsons Nidji Chrisye Whitney Houston & Mariah Carey | Chrisye Beyonce Knowles Samsons Nidji Chrisye Whitney Houston & Mariah Carey | Chrisye Beyonce Knowles Samsons Nidji Chrisye Whitney Houston & Mariah Carey | Chrisye Beyonce Knowles Samsons Nidji Chrisye Whitney Houston & Mariah Carey | Chrisye Beyonce Knowles Samsons Nidji Chrisye Whitney Houston & Mariah Carey | Chrisye Beyonce Knowles Samsons Nidji Chrisye Whitney Houston & Mariah Carey | Chrisye Beyonce Knowles Samsons Nidji Chrisye Whitney Houston & Mariah Carey | Chrisye Beyonce Knowles Samsons Nidji Chrisye Whitney Houston & Mariah Carey | Chrisye Beyonce Knowles Samsons Nidji Chrisye Whitney Houston & Mariah Carey | Chrisye Beyonce Knowles Samsons Nidji Chrisye Whitney Houston & Mariah Carey | Chrisye Beyonce Knowles Samsons Nidji Chrisye Whitney Houston & Mariah Carey | Chrisye Beyonce Knowles Samsons Nidji Chrisye Whitney Houston & Mariah Carey | Chrisye Beyonce Knowles Samsons Nidji Chrisye Whitney Houston & Mariah Carey | Chrisye Beyonce Knowles Samsons Nidji Chrisye Whitney Houston & Mariah Carey | Chrisye Beyonce Knowles Samsons Nidji Chrisye Whitney Houston & Mariah Carey | Chrisye Beyonce Knowles Samsons Nidji Chrisye Whitney Houston & Mariah Carey | Chrisye Beyonce Knowles Samsons Nidji Chrisye Whitney Houston & Mariah Carey | Chrisye Beyonce Knowles Samsons Nidji Chrisye Whitney Houston & Mariah Carey | Chrisye Beyonce Knowles Samsons Nidji Chrisye Whitney Houston & Mariah Carey | Chrisye Beyonce Knowles Samsons Nidji Chrisye Whitney Houston & Mariah Carey | Chrisye Beyonce Knowles Samsons Nidji Chrisye Whitney Houston & Mariah Carey | Chrisye Beyonce Knowles Samsons Nidji Chrisye Whitney Houston & Mariah Carey | Chrisye Beyonce Knowles Samsons Nidji Chrisye Whitney Houston & Mariah Carey | Chrisye Beyonce Knowles Samsons Nidji Chrisye Whitney Houston & Mariah Carey | Chrisye Beyonce Knowles Samsons Nidji Chrisye Whitney Houston & Mariah Carey | Chrisye Beyonce Knowles Samsons Nidji Chrisye Whitney Houston & Mariah Carey | Chrisye Beyonce Knowles Samsons Nidji Chrisye Whitney Houston & Mariah Carey | Chrisye Beyonce Knowles Samsons Nidji Chrisye Whitney Houston & Mariah Carey | Chrisye Beyonce Knowles Samsons Nidji Chrisye Whitney Houston & Mariah Carey | Chrisye Beyonce Knowles Samsons Nidji Chrisye Whitney Houston & Mariah Carey | Chrisye Beyonce Knowles Samsons Nidji Chrisye Whitney Houston & Mariah Carey | Chrisye Beyonce Knowles Samsons Nidji Chrisye Whitney Houston & Mariah Carey | Chrisye Beyonce Knowles Samsons Nidji Chrisye Whitney Houston & Mariah Carey | Chrisye Beyonce Knowles Samsons Nidji Chrisye Whitney Houston & Mariah Carey | Chrisye Beyonce Knowles Samsons Nidji Chrisye Whitney Houston & Mariah Carey | Chrisye Beyonce Knowles Samsons Nidji Chrisye Whitney Houston & Mariah Carey | Chrisye Beyonce Knowles Samsons Nidji Chrisye Whitney Houston & Mariah Carey | Chrisye Beyonce Knowles Samsons Nidji Chrisye Whitney Houston & Mariah Carey | Chrisye Beyonce Knowles Samsons Nidji Chrisye Whitney Houston & Mariah Carey | Chrisye Beyonce Knowles Samsons Nidji Chrisye Whitney Houston & Mariah Carey | Chrisye Beyonce Knowles Samsons Nidji Chrisye Whitney Houston & Mariah Carey | Chrisye Beyonce Knowles Samsons Nidji Chrisye Whitney Houston & Mariah Carey | Chrisye Beyonce Knowles Samsons Nidji Chrisye Whitney Houston & Mariah Carey | Chrisye Beyonce Knowles Samsons Nidji Chrisye Whitney Houston & Mariah Carey | Chrisye Beyonce Knowles Samsons Nidji Chrisye Whitney Houston & Mariah Carey | Chrisye Beyonce Knowles Samsons Nidji Chrisye Whitney Houston & Mariah Carey | Chrisye Beyonce Knowles Samsons Nidji Chrisye Whitney Houston & Mariah Carey | Chrisye Beyonce Knowles Samsons Nidji Chrisye Whitney Houston & Mariah Carey | Chrisye Beyonce Knowles Samsons Nidji Chrisye Whitney Houston & Mariah Carey | Chrisye Beyonce Knowles Samsons Nidji Chrisye Whitney Houston & Mariah Carey | Chrisye Beyonce Knowles Samsons Nidji Chrisye Whitney Houston & Mariah Carey | Chrisye Beyonce Knowles Samsons Nidji Chrisye Whitney Houston & Mariah Carey | Chrisye Beyonce Knowles Samsons Nidji Chrisye Whitney Houston & Mariah Carey | Chrisye Beyonce Knowles Samsons Nidji Chrisye Whitney Houston & Mariah Carey | Chrisye Beyonce Knowles Samsons Nidji Chrisye Whitney Houston & Mariah Carey | Chrisye Beyonce Knowles Samsons Nidji Chrisye Whitney Houston & Mariah Carey | Chrisye Beyonce Knowles Samsons Nidji Chrisye Whitney Houston & Mariah Carey | Chrisye Beyonce Knowles Samsons Nidji Chrisye Whitney Houston & Mariah Carey | Chrisye Beyonce Knowles Samsons Nidji Chrisye Whitney Houston & Mariah Carey | Chrisye Beyonce Knowles Samsons Nidji Chrisye Whitney Houston & Mariah Carey | Chrisye Beyonce Knowles Samsons Nidji Chrisye Whitney Houston & Mariah Carey | Chrisye Beyonce Knowles Samsons Nidji Chrisye Whitney Houston & Mariah Carey | Chrisye Beyonce Knowles Samsons Nidji Chrisye Whitney Houston & Mariah Carey | Chrisye Beyonce Knowles Samsons Nidji Chrisye Whitney Houston & Mariah Carey | Chrisye Beyonce Knowles Samsons Nidji Chrisye Whitney Houston & Mariah Carey | Chrisye Beyonce Knowles Samsons Nidji Chrisye Whitney Houston & Mariah Carey | Chrisye Beyonce Knowles Samsons Nidji Chrisye Whitney Houston & Mariah Carey | Chrisye Beyonce Knowles Samsons Nidji Chrisye Whitney Houston & Mariah Carey | Chrisye Beyonce Knowles Samsons Nidji Chrisye Whitney Houston & Mariah Carey | Chrisye Beyonce Knowles Samsons Nidji Chrisye Whitney Houston & Mariah Carey | Chrisye Beyonce Knowles Samsons Nidji Chrisye Whitney Houston & Mariah Carey | Chrisye Beyonce Knowles Samsons Nidji Chrisye Whitney Houston & Mariah Carey | Chrisye Beyonce Knowles Samsons Nidji Chrisye Whitney Houston & Mariah Carey | Chrisye Beyonce Knowles Samsons Nidji Chrisye Whitney Houston & Mariah Carey | Chrisye Beyonce Knowles Samsons Nidji Chrisye Whitney Houston & Mariah Carey | Chrisye Beyonce Knowles Samsons Nidji Chrisye Whitney Houston & Mariah Carey | Chrisye Beyonce Knowles Samsons Nidji Chrisye Whitney Houston & Mariah Carey | Chrisye Beyonce Knowles Samsons Nidji Chrisye Whitney Houston & Mariah Carey | Chrisye Beyonce Knowles Samsons Nidji Chrisye Whitney Houston & Mariah Carey | Chrisye Beyonce Knowles Samsons Nidji Chrisye Whitney Houston & Mariah Carey | Chrisye Beyonce Knowles Samsons Nidji Chrisye Whitney Houston & Mariah Carey | Chrisye Beyonce Knowles Samsons Nidji Chrisye Whitney Houston & Mariah Carey | Chrisye Beyonce Knowles Samsons Nidji Chrisye Whitney Houston & Mariah Carey | Chrisye Beyonce Knowles Samsons Nidji Chrisye Whitney Houston & Mariah Carey | Chrisye Beyonce Knowles Samsons Nidji Chrisye Whitney Houston & Mariah Carey | Chrisye Beyonce Knowles Samsons Nidji Chrisye Whitney Houston & Mariah Carey | Chrisye Beyonce Knowles Samsons Nidji Chrisye Whitney Houston & Mariah Carey | Chrisye Beyonce Knowles Samsons Nidji Chrisye Whitney Houston & Mariah Carey | Chrisye Beyonce Knowles Samsons Nidji Chrisye Whitney Houston & Mariah Carey | Chrisye Beyonce Knowles Samsons Nidji Chrisye Whitney Houston & Mariah Carey | Chrisye Beyonce Knowles Samsons Nidji Chrisye Whitney Houston & Mariah Carey | Chrisye Beyonce Knowles Samsons Nidji Chrisye Whitney Houston & Mariah Carey | Chrisye Beyonce Knowles Samsons Nidji Chrisye Whitney Houston & Mariah Carey | Chrisye Beyonce Knowles Samsons Nidji Chrisye Whitney Houston & Mariah Carey | Chrisye Beyonce Knowles Samsons Nidji Chrisye Whitney Houston & Mariah Carey | Chrisye Beyonce Knowles Samsons Nidji Chrisye Whitney Houston & Mariah Carey | Chrisye Beyonce Knowles Samsons Nidji Chrisye Whitney Houston & Mariah Carey | Chrisye Beyonce Knowles Samsons Nidji Chrisye Whitney Houston & Mariah Carey | ==        | ==        | ==        | ==        | ==        | ==        | ==        | ==        | ==        | ==        | ==        | ==        | ==        | ==        | ==        | ==        | ==        | ==        | ==        | ==        | ==        | ==        | ==        | ==        | ==        | ==        | ==        | ==        | ==        | ==        | ==        | ==        | ==        | ==        | ==        | ==        | ==        | ==        | ==        | ==        | ==        | ==        | ==        | ==        | ==        | ==        | ==        | ==        | ==        | ==        | ==        | ==        | ==        | ==        | ==        | ==        | ==        | ==        | ==        | ==        | ==        | ==        | ==        | ==        | ==        | ==        | ==        | ==        | ==        | ==        | ==        | ==        | ==        | ==        | ==        | ==        | ==        | ==        | ==        | ==        | ==        | ==        | ==        | ==        | ==        | ==        | ==        | ==        | ==        | ==        | ==        | ==        | ==        | ==        | ==        | ==        | ==        | ==        | ==        | ==        |
| Finale   | Finale   | Finale   | Finale   | Finale   | Finale   | Finale   | Finale   | Finale   | Finale   | Finale   | Finale   | Finale   | Finale   | Finale   | Finale   | Finale   | Finale   | Finale   | Finale   | Finale   | Finale   | Finale   | Finale   | Finale   | Finale   | Finale   | Finale   | Finale   | Finale   | Finale   | Finale   | Finale   | Finale   | Finale   | Finale   | Finale   | Finale   | Finale   | Finale   | Finale   | Finale   | Finale   | Finale   | Finale   | Finale   | Finale   | Finale   | Finale   | Finale   | Finale   | Finale   | Finale   | Finale   | Finale   | Finale   | Finale   | Finale   | Finale   | Finale   | Finale   | Finale   | Finale   | Finale   | Finale   | Finale   | Finale   | Finale   | Finale   | Finale   | Finale   | Finale   | Finale   | Finale   | Finale   | Finale   | Finale   | Finale   | Finale   | Finale   | Finale   | Finale   | Finale   | Finale   | Finale   | Finale   | Finale   | Finale   | Finale   | Finale   | Finale   | Finale   | Finale   | Finale   | Finale   | Finale   | Finale   | Finale   | Finale   | Finale   | "I Love You" (Duet with Dewi Sandra) "Ketahuan" (Duet With Mike) "Do I Make You Proud" (With Delon, Mike & Ihsan)                        | "I Love You" (Duet with Dewi Sandra) "Ketahuan" (Duet With Mike) "Do I Make You Proud" (With Delon, Mike & Ihsan)                        | "I Love You" (Duet with Dewi Sandra) "Ketahuan" (Duet With Mike) "Do I Make You Proud" (With Delon, Mike & Ihsan)                        | "I Love You" (Duet with Dewi Sandra) "Ketahuan" (Duet With Mike) "Do I Make You Proud" (With Delon, Mike & Ihsan)                        | "I Love You" (Duet with Dewi Sandra) "Ketahuan" (Duet With Mike) "Do I Make You Proud" (With Delon, Mike & Ihsan)                        | "I Love You" (Duet with Dewi Sandra) "Ketahuan" (Duet With Mike) "Do I Make You Proud" (With Delon, Mike & Ihsan)                        | "I Love You" (Duet with Dewi Sandra) "Ketahuan" (Duet With Mike) "Do I Make You Proud" (With Delon, Mike & Ihsan)                        | "I Love You" (Duet with Dewi Sandra) "Ketahuan" (Duet With Mike) "Do I Make You Proud" (With Delon, Mike & Ihsan)                        | "I Love You" (Duet with Dewi Sandra) "Ketahuan" (Duet With Mike) "Do I Make You Proud" (With Delon, Mike & Ihsan)                        | "I Love You" (Duet with Dewi Sandra) "Ketahuan" (Duet With Mike) "Do I Make You Proud" (With Delon, Mike & Ihsan)                        | "I Love You" (Duet with Dewi Sandra) "Ketahuan" (Duet With Mike) "Do I Make You Proud" (With Delon, Mike & Ihsan)                        | "I Love You" (Duet with Dewi Sandra) "Ketahuan" (Duet With Mike) "Do I Make You Proud" (With Delon, Mike & Ihsan)                        | "I Love You" (Duet with Dewi Sandra) "Ketahuan" (Duet With Mike) "Do I Make You Proud" (With Delon, Mike & Ihsan)                        | "I Love You" (Duet with Dewi Sandra) "Ketahuan" (Duet With Mike) "Do I Make You Proud" (With Delon, Mike & Ihsan)                        | "I Love You" (Duet with Dewi Sandra) "Ketahuan" (Duet With Mike) "Do I Make You Proud" (With Delon, Mike & Ihsan)                        | "I Love You" (Duet with Dewi Sandra) "Ketahuan" (Duet With Mike) "Do I Make You Proud" (With Delon, Mike & Ihsan)                        | "I Love You" (Duet with Dewi Sandra) "Ketahuan" (Duet With Mike) "Do I Make You Proud" (With Delon, Mike & Ihsan)                        | "I Love You" (Duet with Dewi Sandra) "Ketahuan" (Duet With Mike) "Do I Make You Proud" (With Delon, Mike & Ihsan)                        | "I Love You" (Duet with Dewi Sandra) "Ketahuan" (Duet With Mike) "Do I Make You Proud" (With Delon, Mike & Ihsan)                        | "I Love You" (Duet with Dewi Sandra) "Ketahuan" (Duet With Mike) "Do I Make You Proud" (With Delon, Mike & Ihsan)                        | "I Love You" (Duet with Dewi Sandra) "Ketahuan" (Duet With Mike) "Do I Make You Proud" (With Delon, Mike & Ihsan)                        | "I Love You" (Duet with Dewi Sandra) "Ketahuan" (Duet With Mike) "Do I Make You Proud" (With Delon, Mike & Ihsan)                        | "I Love You" (Duet with Dewi Sandra) "Ketahuan" (Duet With Mike) "Do I Make You Proud" (With Delon, Mike & Ihsan)                        | "I Love You" (Duet with Dewi Sandra) "Ketahuan" (Duet With Mike) "Do I Make You Proud" (With Delon, Mike & Ihsan)                        | "I Love You" (Duet with Dewi Sandra) "Ketahuan" (Duet With Mike) "Do I Make You Proud" (With Delon, Mike & Ihsan)                        | "I Love You" (Duet with Dewi Sandra) "Ketahuan" (Duet With Mike) "Do I Make You Proud" (With Delon, Mike & Ihsan)                        | "I Love You" (Duet with Dewi Sandra) "Ketahuan" (Duet With Mike) "Do I Make You Proud" (With Delon, Mike & Ihsan)                        | "I Love You" (Duet with Dewi Sandra) "Ketahuan" (Duet With Mike) "Do I Make You Proud" (With Delon, Mike & Ihsan)                        | "I Love You" (Duet with Dewi Sandra) "Ketahuan" (Duet With Mike) "Do I Make You Proud" (With Delon, Mike & Ihsan)                        | "I Love You" (Duet with Dewi Sandra) "Ketahuan" (Duet With Mike) "Do I Make You Proud" (With Delon, Mike & Ihsan)                        | "I Love You" (Duet with Dewi Sandra) "Ketahuan" (Duet With Mike) "Do I Make You Proud" (With Delon, Mike & Ihsan)                        | "I Love You" (Duet with Dewi Sandra) "Ketahuan" (Duet With Mike) "Do I Make You Proud" (With Delon, Mike & Ihsan)                        | "I Love You" (Duet with Dewi Sandra) "Ketahuan" (Duet With Mike) "Do I Make You Proud" (With Delon, Mike & Ihsan)                        | "I Love You" (Duet with Dewi Sandra) "Ketahuan" (Duet With Mike) "Do I Make You Proud" (With Delon, Mike & Ihsan)                        | "I Love You" (Duet with Dewi Sandra) "Ketahuan" (Duet With Mike) "Do I Make You Proud" (With Delon, Mike & Ihsan)                        | "I Love You" (Duet with Dewi Sandra) "Ketahuan" (Duet With Mike) "Do I Make You Proud" (With Delon, Mike & Ihsan)                        | "I Love You" (Duet with Dewi Sandra) "Ketahuan" (Duet With Mike) "Do I Make You Proud" (With Delon, Mike & Ihsan)                        | "I Love You" (Duet with Dewi Sandra) "Ketahuan" (Duet With Mike) "Do I Make You Proud" (With Delon, Mike & Ihsan)                        | "I Love You" (Duet with Dewi Sandra) "Ketahuan" (Duet With Mike) "Do I Make You Proud" (With Delon, Mike & Ihsan)                        | "I Love You" (Duet with Dewi Sandra) "Ketahuan" (Duet With Mike) "Do I Make You Proud" (With Delon, Mike & Ihsan)                        | "I Love You" (Duet with Dewi Sandra) "Ketahuan" (Duet With Mike) "Do I Make You Proud" (With Delon, Mike & Ihsan)                        | "I Love You" (Duet with Dewi Sandra) "Ketahuan" (Duet With Mike) "Do I Make You Proud" (With Delon, Mike & Ihsan)                        | "I Love You" (Duet with Dewi Sandra) "Ketahuan" (Duet With Mike) "Do I Make You Proud" (With Delon, Mike & Ihsan)                        | "I Love You" (Duet with Dewi Sandra) "Ketahuan" (Duet With Mike) "Do I Make You Proud" (With Delon, Mike & Ihsan)                        | "I Love You" (Duet with Dewi Sandra) "Ketahuan" (Duet With Mike) "Do I Make You Proud" (With Delon, Mike & Ihsan)                        | "I Love You" (Duet with Dewi Sandra) "Ketahuan" (Duet With Mike) "Do I Make You Proud" (With Delon, Mike & Ihsan)                        | "I Love You" (Duet with Dewi Sandra) "Ketahuan" (Duet With Mike) "Do I Make You Proud" (With Delon, Mike & Ihsan)                        | "I Love You" (Duet with Dewi Sandra) "Ketahuan" (Duet With Mike) "Do I Make You Proud" (With Delon, Mike & Ihsan)                        | "I Love You" (Duet with Dewi Sandra) "Ketahuan" (Duet With Mike) "Do I Make You Proud" (With Delon, Mike & Ihsan)                        | "I Love You" (Duet with Dewi Sandra) "Ketahuan" (Duet With Mike) "Do I Make You Proud" (With Delon, Mike & Ihsan)                        | "I Love You" (Duet with Dewi Sandra) "Ketahuan" (Duet With Mike) "Do I Make You Proud" (With Delon, Mike & Ihsan)                        | "I Love You" (Duet with Dewi Sandra) "Ketahuan" (Duet With Mike) "Do I Make You Proud" (With Delon, Mike & Ihsan)                        | "I Love You" (Duet with Dewi Sandra) "Ketahuan" (Duet With Mike) "Do I Make You Proud" (With Delon, Mike & Ihsan)                        | "I Love You" (Duet with Dewi Sandra) "Ketahuan" (Duet With Mike) "Do I Make You Proud" (With Delon, Mike & Ihsan)                        | "I Love You" (Duet with Dewi Sandra) "Ketahuan" (Duet With Mike) "Do I Make You Proud" (With Delon, Mike & Ihsan)                        | "I Love You" (Duet with Dewi Sandra) "Ketahuan" (Duet With Mike) "Do I Make You Proud" (With Delon, Mike & Ihsan)                        | "I Love You" (Duet with Dewi Sandra) "Ketahuan" (Duet With Mike) "Do I Make You Proud" (With Delon, Mike & Ihsan)                        | "I Love You" (Duet with Dewi Sandra) "Ketahuan" (Duet With Mike) "Do I Make You Proud" (With Delon, Mike & Ihsan)                        | "I Love You" (Duet with Dewi Sandra) "Ketahuan" (Duet With Mike) "Do I Make You Proud" (With Delon, Mike & Ihsan)                        | "I Love You" (Duet with Dewi Sandra) "Ketahuan" (Duet With Mike) "Do I Make You Proud" (With Delon, Mike & Ihsan)                        | "I Love You" (Duet with Dewi Sandra) "Ketahuan" (Duet With Mike) "Do I Make You Proud" (With Delon, Mike & Ihsan)                        | "I Love You" (Duet with Dewi Sandra) "Ketahuan" (Duet With Mike) "Do I Make You Proud" (With Delon, Mike & Ihsan)                        | "I Love You" (Duet with Dewi Sandra) "Ketahuan" (Duet With Mike) "Do I Make You Proud" (With Delon, Mike & Ihsan)                        | "I Love You" (Duet with Dewi Sandra) "Ketahuan" (Duet With Mike) "Do I Make You Proud" (With Delon, Mike & Ihsan)                        | "I Love You" (Duet with Dewi Sandra) "Ketahuan" (Duet With Mike) "Do I Make You Proud" (With Delon, Mike & Ihsan)                        | "I Love You" (Duet with Dewi Sandra) "Ketahuan" (Duet With Mike) "Do I Make You Proud" (With Delon, Mike & Ihsan)                        | "I Love You" (Duet with Dewi Sandra) "Ketahuan" (Duet With Mike) "Do I Make You Proud" (With Delon, Mike & Ihsan)                        | "I Love You" (Duet with Dewi Sandra) "Ketahuan" (Duet With Mike) "Do I Make You Proud" (With Delon, Mike & Ihsan)                        | "I Love You" (Duet with Dewi Sandra) "Ketahuan" (Duet With Mike) "Do I Make You Proud" (With Delon, Mike & Ihsan)                        | "I Love You" (Duet with Dewi Sandra) "Ketahuan" (Duet With Mike) "Do I Make You Proud" (With Delon, Mike & Ihsan)                        | "I Love You" (Duet with Dewi Sandra) "Ketahuan" (Duet With Mike) "Do I Make You Proud" (With Delon, Mike & Ihsan)                        | "I Love You" (Duet with Dewi Sandra) "Ketahuan" (Duet With Mike) "Do I Make You Proud" (With Delon, Mike & Ihsan)                        | "I Love You" (Duet with Dewi Sandra) "Ketahuan" (Duet With Mike) "Do I Make You Proud" (With Delon, Mike & Ihsan)                        | "I Love You" (Duet with Dewi Sandra) "Ketahuan" (Duet With Mike) "Do I Make You Proud" (With Delon, Mike & Ihsan)                        | "I Love You" (Duet with Dewi Sandra) "Ketahuan" (Duet With Mike) "Do I Make You Proud" (With Delon, Mike & Ihsan)                        | "I Love You" (Duet with Dewi Sandra) "Ketahuan" (Duet With Mike) "Do I Make You Proud" (With Delon, Mike & Ihsan)                        | "I Love You" (Duet with Dewi Sandra) "Ketahuan" (Duet With Mike) "Do I Make You Proud" (With Delon, Mike & Ihsan)                        | "I Love You" (Duet with Dewi Sandra) "Ketahuan" (Duet With Mike) "Do I Make You Proud" (With Delon, Mike & Ihsan)                        | "I Love You" (Duet with Dewi Sandra) "Ketahuan" (Duet With Mike) "Do I Make You Proud" (With Delon, Mike & Ihsan)                        | "I Love You" (Duet with Dewi Sandra) "Ketahuan" (Duet With Mike) "Do I Make You Proud" (With Delon, Mike & Ihsan)                        | "I Love You" (Duet with Dewi Sandra) "Ketahuan" (Duet With Mike) "Do I Make You Proud" (With Delon, Mike & Ihsan)                        | "I Love You" (Duet with Dewi Sandra) "Ketahuan" (Duet With Mike) "Do I Make You Proud" (With Delon, Mike & Ihsan)                        | "I Love You" (Duet with Dewi Sandra) "Ketahuan" (Duet With Mike) "Do I Make You Proud" (With Delon, Mike & Ihsan)                        | "I Love You" (Duet with Dewi Sandra) "Ketahuan" (Duet With Mike) "Do I Make You Proud" (With Delon, Mike & Ihsan)                        | "I Love You" (Duet with Dewi Sandra) "Ketahuan" (Duet With Mike) "Do I Make You Proud" (With Delon, Mike & Ihsan)                        | "I Love You" (Duet with Dewi Sandra) "Ketahuan" (Duet With Mike) "Do I Make You Proud" (With Delon, Mike & Ihsan)                        | "I Love You" (Duet with Dewi Sandra) "Ketahuan" (Duet With Mike) "Do I Make You Proud" (With Delon, Mike & Ihsan)                        | "I Love You" (Duet with Dewi Sandra) "Ketahuan" (Duet With Mike) "Do I Make You Proud" (With Delon, Mike & Ihsan)                        | "I Love You" (Duet with Dewi Sandra) "Ketahuan" (Duet With Mike) "Do I Make You Proud" (With Delon, Mike & Ihsan)                        | "I Love You" (Duet with Dewi Sandra) "Ketahuan" (Duet With Mike) "Do I Make You Proud" (With Delon, Mike & Ihsan)                        | "I Love You" (Duet with Dewi Sandra) "Ketahuan" (Duet With Mike) "Do I Make You Proud" (With Delon, Mike & Ihsan)                        | "I Love You" (Duet with Dewi Sandra) "Ketahuan" (Duet With Mike) "Do I Make You Proud" (With Delon, Mike & Ihsan)                        | "I Love You" (Duet with Dewi Sandra) "Ketahuan" (Duet With Mike) "Do I Make You Proud" (With Delon, Mike & Ihsan)                        | "I Love You" (Duet with Dewi Sandra) "Ketahuan" (Duet With Mike) "Do I Make You Proud" (With Delon, Mike & Ihsan)                        | "I Love You" (Duet with Dewi Sandra) "Ketahuan" (Duet With Mike) "Do I Make You Proud" (With Delon, Mike & Ihsan)                        | "I Love You" (Duet with Dewi Sandra) "Ketahuan" (Duet With Mike) "Do I Make You Proud" (With Delon, Mike & Ihsan)                        | "I Love You" (Duet with Dewi Sandra) "Ketahuan" (Duet With Mike) "Do I Make You Proud" (With Delon, Mike & Ihsan)                        | "I Love You" (Duet with Dewi Sandra) "Ketahuan" (Duet With Mike) "Do I Make You Proud" (With Delon, Mike & Ihsan)                        | "I Love You" (Duet with Dewi Sandra) "Ketahuan" (Duet With Mike) "Do I Make You Proud" (With Delon, Mike & Ihsan)                        | "I Love You" (Duet with Dewi Sandra) "Ketahuan" (Duet With Mike) "Do I Make You Proud" (With Delon, Mike & Ihsan)                        | Dewi Sandra Matta Band Taylor Hicks                                          | Dewi Sandra Matta Band Taylor Hicks                                          | Dewi Sandra Matta Band Taylor Hicks                                          | Dewi Sandra Matta Band Taylor Hicks                                          | Dewi Sandra Matta Band Taylor Hicks                                          | Dewi Sandra Matta Band Taylor Hicks                                          | Dewi Sandra Matta Band Taylor Hicks                                          | Dewi Sandra Matta Band Taylor Hicks                                          | Dewi Sandra Matta Band Taylor Hicks                                          | Dewi Sandra Matta Band Taylor Hicks                                          | Dewi Sandra Matta Band Taylor Hicks                                          | Dewi Sandra Matta Band Taylor Hicks                                          | Dewi Sandra Matta Band Taylor Hicks                                          | Dewi Sandra Matta Band Taylor Hicks                                          | Dewi Sandra Matta Band Taylor Hicks                                          | Dewi Sandra Matta Band Taylor Hicks                                          | Dewi Sandra Matta Band Taylor Hicks                                          | Dewi Sandra Matta Band Taylor Hicks                                          | Dewi Sandra Matta Band Taylor Hicks                                          | Dewi Sandra Matta Band Taylor Hicks                                          | Dewi Sandra Matta Band Taylor Hicks                                          | Dewi Sandra Matta Band Taylor Hicks                                          | Dewi Sandra Matta Band Taylor Hicks                                          | Dewi Sandra Matta Band Taylor Hicks                                          | Dewi Sandra Matta Band Taylor Hicks                                          | Dewi Sandra Matta Band Taylor Hicks                                          | Dewi Sandra Matta Band Taylor Hicks                                          | Dewi Sandra Matta Band Taylor Hicks                                          | Dewi Sandra Matta Band Taylor Hicks                                          | Dewi Sandra Matta Band Taylor Hicks                                          | Dewi Sandra Matta Band Taylor Hicks                                          | Dewi Sandra Matta Band Taylor Hicks                                          | Dewi Sandra Matta Band Taylor Hicks                                          | Dewi Sandra Matta Band Taylor Hicks                                          | Dewi Sandra Matta Band Taylor Hicks                                          | Dewi Sandra Matta Band Taylor Hicks                                          | Dewi Sandra Matta Band Taylor Hicks                                          | Dewi Sandra Matta Band Taylor Hicks                                          | Dewi Sandra Matta Band Taylor Hicks                                          | Dewi Sandra Matta Band Taylor Hicks                                          | Dewi Sandra Matta Band Taylor Hicks                                          | Dewi Sandra Matta Band Taylor Hicks                                          | Dewi Sandra Matta Band Taylor Hicks                                          | Dewi Sandra Matta Band Taylor Hicks                                          | Dewi Sandra Matta Band Taylor Hicks                                          | Dewi Sandra Matta Band Taylor Hicks                                          | Dewi Sandra Matta Band Taylor Hicks                                          | Dewi Sandra Matta Band Taylor Hicks                                          | Dewi Sandra Matta Band Taylor Hicks                                          | Dewi Sandra Matta Band Taylor Hicks                                          | Dewi Sandra Matta Band Taylor Hicks                                          | Dewi Sandra Matta Band Taylor Hicks                                          | Dewi Sandra Matta Band Taylor Hicks                                          | Dewi Sandra Matta Band Taylor Hicks                                          | Dewi Sandra Matta Band Taylor Hicks                                          | Dewi Sandra Matta Band Taylor Hicks                                          | Dewi Sandra Matta Band Taylor Hicks                                          | Dewi Sandra Matta Band Taylor Hicks                                          | Dewi Sandra Matta Band Taylor Hicks                                          | Dewi Sandra Matta Band Taylor Hicks                                          | Dewi Sandra Matta Band Taylor Hicks                                          | Dewi Sandra Matta Band Taylor Hicks                                          | Dewi Sandra Matta Band Taylor Hicks                                          | Dewi Sandra Matta Band Taylor Hicks                                          | Dewi Sandra Matta Band Taylor Hicks                                          | Dewi Sandra Matta Band Taylor Hicks                                          | Dewi Sandra Matta Band Taylor Hicks                                          | Dewi Sandra Matta Band Taylor Hicks                                          | Dewi Sandra Matta Band Taylor Hicks                                          | Dewi Sandra Matta Band Taylor Hicks                                          | Dewi Sandra Matta Band Taylor Hicks                                          | Dewi Sandra Matta Band Taylor Hicks                                          | Dewi Sandra Matta Band Taylor Hicks                                          | Dewi Sandra Matta Band Taylor Hicks                                          | Dewi Sandra Matta Band Taylor Hicks                                          | Dewi Sandra Matta Band Taylor Hicks                                          | Dewi Sandra Matta Band Taylor Hicks                                          | Dewi Sandra Matta Band Taylor Hicks                                          | Dewi Sandra Matta Band Taylor Hicks                                          | Dewi Sandra Matta Band Taylor Hicks                                          | Dewi Sandra Matta Band Taylor Hicks                                          | Dewi Sandra Matta Band Taylor Hicks                                          | Dewi Sandra Matta Band Taylor Hicks                                          | Dewi Sandra Matta Band Taylor Hicks                                          | Dewi Sandra Matta Band Taylor Hicks                                          | Dewi Sandra Matta Band Taylor Hicks                                          | Dewi Sandra Matta Band Taylor Hicks                                          | Dewi Sandra Matta Band Taylor Hicks                                          | Dewi Sandra Matta Band Taylor Hicks                                          | Dewi Sandra Matta Band Taylor Hicks                                          | Dewi Sandra Matta Band Taylor Hicks                                          | Dewi Sandra Matta Band Taylor Hicks                                          | Dewi Sandra Matta Band Taylor Hicks                                          | Dewi Sandra Matta Band Taylor Hicks                                          | Dewi Sandra Matta Band Taylor Hicks                                          | Dewi Sandra Matta Band Taylor Hicks                                          | Dewi Sandra Matta Band Taylor Hicks                                          | Dewi Sandra Matta Band Taylor Hicks                                          | Dewi Sandra Matta Band Taylor Hicks                                          | Dewi Sandra Matta Band Taylor Hicks                                          | ==        | ==        | ==        | ==        | ==        | ==        | ==        | ==        | ==        | ==        | ==        | ==        | ==        | ==        | ==        | ==        | ==        | ==        | ==        | ==        | ==        | ==        | ==        | ==        | ==        | ==        | ==        | ==        | ==        | ==        | ==        | ==        | ==        | ==        | ==        | ==        | ==        | ==        | ==        | ==        | ==        | ==        | ==        | ==        | ==        | ==        | ==        | ==        | ==        | ==        | ==        | ==        | ==        | ==        | ==        | ==        | ==        | ==        | ==        | ==        | ==        | ==        | ==        | ==        | ==        | ==        | ==        | ==        | ==        | ==        | ==        | ==        | ==        | ==        | ==        | ==        | ==        | ==        | ==        | ==        | ==        | ==        | ==        | ==        | ==        | ==        | ==        | ==        | ==        | ==        | ==        | ==        | ==        | ==        | ==        | ==        | ==        | ==        | ==        | ==        |

## Discografía

### Álbumes
- 2007: Indonesian Idol: Masterpiece (Compilation)
- 2007: Aku Tetap Milikmu
- 2010: Idola Terdahsyat (Compilation)